# 広島東洋カープ
広島東洋カープ（ひろしまとうようカープ、英: Hiroshima Toyo Carp）は、日本のプロ野球球団。
セントラル・リーグ（セ・リーグ）に所属している。通称は「広島」「カープ」「鯉」。
広島県を保護地域とし、広島市南区にあるMAZDA Zoom-Zoom スタジアム広島を専用球場（本拠地）としている。また、二軍（ウエスタン・リーグ所属）の本拠地は山口県岩国市にある広島東洋カープ由宇練習場である。現存するセ・リーグ6球団で唯一、三大都市圏外に本拠地を置く球団である。
特定の親会社を持たない市民球団を源流としており、原爆に打ちひしがれた広島の街に希望の光を与えることを創設目的とするという、他球団と比較して特異な歴史を有する。カープはお好み焼き、マツダ、広島電鉄などと共に広島の戦後復興の象徴として語られることが多い。地域密着型プロスポーツの先駆けで、地方プロスポーツの良き手本とされる存在である。
地元・広島の自動車メーカーであるマツダが球団の3分の1以上の株式を保有する筆頭株主であり、球団名の「東洋」もマツダの旧社名「東洋工業」に由来する。ただし、マツダは広島東洋カープを「持分法を適用していない非連結子会社」と位置づけており、経営陣の派遣は行うものの、球団への資金提供（赤字補填など）といった積極的関与は行っていないが、マツダ創業家である松田家一族の所有株式のみを合計するだけで議決権ベースでは過半数に達している。歴代のオーナーも松田家から出ていることから、実質的には同家による同族経営であるとの見方もある。「市民が直接株式を保有する」との意味での市民球団ではないが「特定の企業に全面依存せずに経営を成り立たせている」との意味では今なお市民球団のイメージを有している。
なお、本記事では前身の広島カープ時代についても述べる。

## 球団の歴史

### 球団創設
1949年
正力松太郎の2リーグ構想の前から広島に球団を作ろうという構想は存在していた。広島は昔からスポーツが盛んで、特に野球に熱狂的な土地柄であった。戦前から広島商や広陵中、呉港中といった名門校があり、鶴岡一人や白石勝巳、藤村富美男などの名選手を輩出した野球王国という下地があった。
正力の2リーグ構想が公に出た4月から4か月後の8月中旬、中国新聞社東京支社長・河口豪は、東京支社から広島本社に帰る車中で、郷土の有力者、広島電鉄専務・伊藤信之、広島銀行副頭取・伊藤豊、広島県総務部長・河野義信の3名と顔を合わせた。4人の話題はプロ野球の話に終始。広島は被爆後の闇市時代が続き、青少年の心の荒廃が案じられる時代で、健全な娯楽を与えたい、それにはプロ野球が...と4人の意見が一致し、話が一挙に飛躍した。河口は戦後、カープ誕生の前に広島でプロ野球の興行を手掛けた経験があり、3人は河口に基本的な計画を立てるように依頼して別れた。3日後、銀座の東京支社に帰った河口のもとに広島2区選出の衆議院議員・谷川昇と元名古屋金鯱軍理事で広島出身の山口勲が「谷川さんを中心に、広島にプロ球団を作ろうと思って相談に来たんですよ」と訪ねてきた。連盟と関係が悪い山口は自分は動けないと判断し、そこで、『郷土に球団創設の機運をつくってほしい』と谷川に申し出ていた。谷川は当時公職追放中で公務からは外され、元々サッカー選手で野球とは無縁だったが、自身の名誉回復は二の次で、何より「故郷にプロ球団を創りたい」という情熱で動いていた。先に伊藤らから賛同を得ていたこともあり、話はスムーズに進み、谷川を中心とした青写真作りを開始した。谷川は実務は河口と山口に任せて、ニックネームの想を練った。アトムズ、ブラックベア、レインボー、ピジョン、カープを有力候補としたが、鯉は出世魚であるし、鯉のぼりは躍進の姿、太田川は鯉の名産地で広島城が鯉城と呼ばれていること、広島県のチームなら「カープ」をおいて他になし、と「広島カープ」と名付けた（詳細は後述）。谷川の要望で、中国新聞社が近く生まれる広島カープの宣伝を一手に引き受けることになり、河口の打診したところ中国新聞社代表取締役・築藤鞆一が大賛成した。
9月28日、中国新聞紙上に初めて「広島カープ (Hiroshima Carp)」の文字が一般にお目見得した。「チーム名は“鯉” 広島プロ球団誕生か」という見出しで、「チーム名はカープ（鯉）と決定した」と書かれた。翌9月29日の同紙に「広島市にフランチャイズをおく広島野球倶楽部・カープ（鯉）の創設は急速に進み、9月28日午後、谷川昇、築藤鞆一（中国新聞社代表取締役）、伊藤信之（広島電鉄専務）の3氏連名をもって正式に日本野球連盟に届け出が行われた」と書かれた。11月28日に谷川は巨人軍代表と会見し、正式にセ・リーグ参加承認の通知を受けた。原爆投下から4年と数か月でプロ球団創設に漕ぎつけた。河口が早稲田大学出身のため、早大OBの伊達正男に監督を依頼するつもりでいたが、中国新聞の記事を読んだ大陽ロビンスの監督・石本秀一が「郷里の球団で是非とも最後の花を咲かせたい」と河口に売り込みに訪れ、郷土チームにうってつけの監督として12月3日、石本の初代監督就任が決定した。この時、石本は「私が大陽の二軍選手をそっくり連れて行く。チーム作りに心配はかけません」と言うので、チーム作りを一任。石本の監督就任ニュースは大きな反響を呼んだ。当時の既存チームの主力には広島出身者がたくさんいたため、広島県民は「みんな帰って来たら強いチームが出来るだろう」ぐらいに考え、選手集めには楽観視していたといわれる。設立資金は、広島県と広島市、福山市など県内の各市で出すことにした。本拠地は広島総合球場とした。カープ発足より9年前に完成していた当時は廣島総合體錬場という名称だった同球場が、本格的な野球場だったことがカープ誕生に大きな役割を果たしたという見方もある。
核たる親会社がないため球団組織に関するバックアップが十分ではなく、正式な球団結成式は広島商工会議所に於いて1949年12月5日である。翌1949年12月6日付の読売新聞全国版には「広島カープス結成」と見出しが書かれている。球団関係者の中にも「カープス」と呼ぶ人が多かったという。12月5日に広島商工会議所で開かれた球団発会式に参加し石本は、この時点で契約選手が1人もいない事実を知った。大陽ロビンスが松竹から資金援助を受け松竹ロビンスになるために、二軍選手の放出をストップしたからである。球団幹部にはプロ野球に関わった者は皆無だったため、選手集めは監督・石本の人脈に頼る他なかった。石本は広島出身選手に「みんな、広島に帰って来い」と呼びかけ、選手集めにも奔走し、既に引退した選手や以前の教え子まで声をかけ、戦前の名古屋金鯱軍のエースながら肩をぶっ壊して郷里松山に帰り、8年間喫茶店のマスターをやっていた中山正嘉を強引に復帰させるなどした。12月29日、コーチにすると口説いて無理矢理入団させた灰山元治、投手では内藤幸三、野手では白石勝巳、岩本章ら23人を入団選手として発表した。

### 広島カープ時代
1950年
1月15日、西練兵場跡（現在の広島県庁一帯）でチーム結成披露式が行われ、ファン約1万人が押し寄せた。人気選手、前巨人の白石勝巳がまだ広島に到着しておらず、石本監督が一番有名であった。この日は辻井弘ら7名の追加選手を発表している。翌16日には広島総合球場で新人採用テストが行われ、この中にいた長谷川良平は即座に石本監督の目に止まり、21日に選手契約を結んでいる。16日から合宿に入り、西日本重工業広島造船所（現・三菱重工業広島製作所、広島市西区観音新町）の社員寮を宿舎として借りた。暖かいキャンプ地に行けるはずもないので、合宿所近くの広島県総合球場を県の計らいで無料で2月1日からキャンプを張った。石本監督は集金旅行（金策奔走）で忙しくて不在の日が多く、白石勝巳助監督が事実上の指揮官であった。決して高額ではない合宿代も払えず、三菱重工から明け渡し請求を起こされ、4月に合宿所は皆実町（現・南区）の「御幸荘」に引っ越す。監督・コーチに選手を合わせて総勢41名で公式戦に挑むことになった
3月10日に福岡市の平和台野球場でセ・リーグ開幕戦が行われ、西日本パイレーツとのこの年から加盟の球団同士の公式戦初試合となったが、5-6で敗れている。3月14日の国鉄戦で打線が奮起して16-1と球団初勝利を挙げたものの、その後チームは著しく低迷する。11月13日の大洋とのダブルヘッダーで共に敗れ13連敗を記録するなど惨憺たるチーム状況で、この年優勝した松竹ロビンスには59ゲーム差をつけられた8位（最下位）に沈んだ。さらに勝率.299で、両リーグで唯一3割に到達できなかった。白石勝巳が遊撃手としてベストナインを受賞した。
この当時は試合で得た入場料（1試合あたり20万円）を開催地に関係なく、勝ったチームに7割、敗れたチームに3割配分していた。そのため当初1,100万円を見込んでいた入場料収入はチーム成績に比例して落ち込んでいった。さらに資本金調達については、県民から株式を公募する他、広島県や県内各市からの出資を見込んだ計画であったが、各自治体の予算執行が次年度に持ち越されたため、議会が金を出すのに難色を示した。当初2,500万円を予定していた資本金は1950年4月の時点でわずかに600万円しかなかった。
こうして開幕から僅か3か月で経営危機説が流れるようになった。5月の時点で早くも選手に支払う給料の遅配が発生、二軍選手にいたっては給料が支払われたのは4月のみだった。130 - 140万円相当のユニフォームや、グローブなど、野球用具一式を運動具店に納入させたものの代金が払えず、その運動具店を倒産させたという犯罪行為を働いたが、無罪放免となっている。
6月25日、セ・リーグ連盟は加盟金300万円の支払いを求めてきたが、これに応じることができなかったため、やむを得ず経営合理化策として給料の支払いが滞っていた二軍選手全員を汽車賃だけ渡して郷里に帰らせている。さらに7月12日に竹原市出身の池田勇人大蔵大臣に「後援会会長」の名目で球団幹部に就任してもらうことで、ようやく連盟からの督促を回避した。リーグ加盟金300万円は足かけ3年間支払えなかった。
12月7日、選手会は球団に対して「給料の遅配を解消すること」を旨とした要望書を提出し、受け入れられない場合は全選手退団も辞さないと通告した。これに対して12月26日、球団側は12月分の給料支払いとチーム再建策を選手会に提示し、ようやく選手会も了承した。
この年は日本プロ野球が2リーグ制になった最初のペナントレースだったため、広島は「セ・リーグ初代最下位球団」となった。
1951年
年明け早々、セ・リーグ連盟顧問に就任したばかりの鈴木龍二が、日刊スポーツ1月9日付け紙上で、2年目も資本の強化などの経営改善の見込みがないカープと西日本パイレーツに対して、「われわれは潰そうとしていない、何らかの形で残したいというのが希望だ。だから広島は大洋の傘下に入って"広島"とか"カープ"の名を残せばいい。西日本は今年どうしてもやっていけないなら"1年間休めばいい"」などと猛烈に批判した。
球団は前年からの経済的苦境を脱するため親会社を持とうと、まずは寿屋（現・サントリー）に相談を持ちかけ、600万円で球団買収することで話がまとまったものの、「1年間の税金6,000万円のうち600万円を値切ること」を条件に求められ、後援会会長の大蔵大臣池田勇人に許可を求めたがもちろん「国家に仕える身でもあり、まかりならぬ」と却下されてしまった。続いて日本専売公社に話を持ち込み、こちらも買収に前向きな回答をもらったものの、「公社が球団を持つことに池田大臣の許可を貰うよう」条件を付けられ、結果「特例は認められない」と、またしても却下されてしまった。最後にはアサヒビールに売り込み、重役会では球団買収が承認されたものの、社長の最終決裁で却下されてしまった。
こうして親会社が決まらないまま2月に入ると、遂に給料や合宿費の支払いができなくなり、合宿所「御幸荘」の所有者が「御幸荘」を売却、段原の「向陽荘」に移る（1958年の三篠合宿所完成まで）。練習場の確保も難しかったことから、｢向陽荘｣の裏山にあたる比治山を自主練習の拠点とした。3月16日から甲子園で開催予定であった準公式トーナメント大会の遠征費も捻出できないほど経済的に追い詰められる。白石助監督が「旅費がないなら甲子園まで歩いていこうじゃないか。ワシについて来い。軍隊時代を思えばできないはずがない」と意気盛んだったが、3月に球団社長の檜山袖四郎、球団代表代理の河口豪、大平正芳（後援会会長・池田勇人の代理）はセ・リーグ連盟から呼び出され、「プロ野球は金が無いものがやるものではない」「早急に身売りしてはどうか」と厳しい叱責を受けた結果、3月14日、広島市の天城旅館で行われた役員会で当時下関市にチームがあった大洋との合併が決まり、その日のNHKラジオが夜のニュースで「広島解散、大洋に吸収合併」と報じたが、役員会に遅れて参加した石本らの説得で合併方針は撤回され、3月15日にナインは急行「安芸」で準公式トーナメント大会に出発。しかし旅館代がなく、選手は甲子園のアルプススタンド下の薄暗い部屋で雑魚寝した。
石本は3月16日の中国新聞紙上で「いまこのカープをつぶせば日本に二度とこのような郷土チームの姿を見ることは出来ぬだろう、私も大いに頑張る、県民もこのさい大いに協力してカープを育ててほしい」と労働者の権利を無視し、身勝手にも訴え、3月20日には広島県庁前で資金集めの後援会構想を発表した。
3月15日、前述の準公式トーナメント大会の上阪に帯同していた球団代表代理の河口豪、石本監督、球団監査役の横山周一は日本野球連盟関西支社において鈴木龍二セ・リーグ顧問と会談し、球団側は合併をせず継続させていく意思を伝えた。また、具体的な再建方策については、同月24、25日頃に池田勇人後援会長と永野重雄代表が連盟立会いのもとで協議することとなった。同15日に鈴木は甲子園球場の選手控え室を訪れ、チーム継続の了承を伝え、「セ・リーグとしては当初の予定通り7球団でペナント・レースのスタートを切る」と語っている。こうして3月23日、鈴木龍二セ・リーグ顧問と河口豪球団代表代理との会談でチーム存続が正式決定した。しかし数日後、連盟側は急遽先述の継続承認の内容を反故にした。球団側としては、連盟側がそれまでに要求してきた地元広島開催を除く過密なスケジュールを受け入れていたにもかかわらず、チームとして安定的に試合を行えるようにさらに600万円の拠出金を要求してきた。この要求に対して球団側は、15日の鈴木談話と「全くくつがえっている」として、3月28日に開催された連盟の代表者会議にも出席しなかった。この代表者会議欠席がきっかけとなり、セ・リーグは第2節までのカープの公式戦日程を認めないという「日程延期問題」が発生した。
連盟の通告を受けて、檜山袖四郎球団社長は3月30日に広島商工会議所において重役会を開き、「広島としてはあくまで既定方針通りにやってゆく。檜山社長が上京し連盟首脳と話合う」ことで決定した。翌31日に檜山は上京し、連盟当局者や在京の広島県出身の有力者にも積極的にあたり、4月2日に連盟の松島鹿夫セ・リーグ会長と会談し、球団側と連盟側の折り合いがついたことにより、4月2日に棚上げしていた公式戦の開催を正式決定した。これらの事情から、この年の広島の公式戦の開幕は他より9日遅れて、4月7日の広島での対大阪タイガース戦となった。
石本監督が発案した後援会には職場単位、あるいは個人での入会者が後を絶たず、「おらがチームを潰すな」の純粋な思いで子どもはなけなしの小遣いを、大人は酒代、タバコ代を削って金を出した。石本監督はシーズン中も試合の采配は助監督の白石に任せて、自身は球団の苦境を訴えるべく広島県内各地の公民館、学校を回って辻説法を行い、さらには中国新聞に資金調達の必要性を訴える投稿を続けた。また石本や白石は試合後に選手を連れて県内へ出向いて講演会をしたり、歌をうたったり、カープグッズ第1号ともいわれる"カープ鉛筆"や"カープ石鹸""カープ選手サイン入りふろしき"などを売ったりした。その結果、7月29日の国鉄戦直前にセレモニーが開かれ、カープ後援会は正式に発足した。この時、既にカープ後援会は1万3千人の会員数に達しており、本拠地の広島総合球場前での酒樽の中に募金を入れる「樽募金」も合わせ1951年末までに集まった支援金は約440万円（当時）。その結果、この年130万円の黒字を計上した。この一件は、通称「昭和の樽募金」と呼ばれ、2001年5月1日放送のNHK『プロジェクトX〜挑戦者たち〜』で「史上最大の集金作戦 広島カープ」として取り上げられた。
しかし、前年度クリーンナップとしてチーム最多の21本塁打・72打点を記録した樋笠一夫が契約でもめた末オフに退団し、シーズン途中に巨人に移籍してしまうなど、前年に引き続きペナントレースは苦戦を続け、チーム成績は2年連続の最下位に終わった。この年は西日本パイレーツがパ・リーグの西鉄クリッパースに吸収合併されたことで、7球団による20回総当り戦の120試合だったが、秋にアメリカ選抜チームの来日（日米野球）があったため順位決定後の試合は全て打ち切られた。特に広島は最下位決定の後、一番多い21試合が打ち切られ99試合しか消化出来なかった。
12月25日には、エースの長谷川良平が自由契約選手として名古屋ドラゴンズへの移籍を表明するが、翌年3月10日のコミッショナー裁定により、長谷川の広島復帰が決まっている。
1952年
開幕前、同年のシーズン勝率3割を切った球団には処罰を下すという取り決めがリーグの代表者会議でなされた。これには、奇数（7球団）による日程の組みにくさを解消するため、下位の球団を整理する意図が含まれており、設立より2年連続最下位だった弱小貧乏球団の広島潰しが狙いであった。
開幕試合（3月21日）の松竹戦は3-1で勝利して幸先良いスタートを切ったものの、3月23日の同じく松竹戦から7連敗、5月15日の巨人戦から7連敗、さらに7月15日の大洋戦からは8連敗を喫して、7月27日の時点で13勝46敗2分（勝率.220）と最下位に沈んでいた。だが、そこから選手が奮起し、残り試合を24勝34敗1分で乗り切り、シーズン勝率.316（37勝80敗3分）を達成、処罰を免れた。長谷川良平と杉浦竜太郎の2人でチーム勝利数（37勝）の過半数（20勝）を稼ぎ、さらに杉浦は防御率でセ・リーグ9位に入ったが、これは球団として初の投手ベスト10入りとなった。
なお、この年からフランチャイズが導入されており、勝敗に関係なく興行収入の6割が主催チームに入ることになった。これにより広島で圧倒的な人気を誇ったカープは、球団収入の安定化に目途が立つことになった。
10月13日のシーズン終了後から2日後の10月15日、後援会が「松竹の小鶴・金山らを広島へ」を合言葉に1,000万円募金を行うことを決定する。松竹は勝率3割を下回って「罰則」対象となることが決まったため、チームの解散を見越しての素早い動きだった。
1953年
大洋に吸収合併された松竹から赤嶺昌志一派（小鶴誠・金山次郎・三村勲）が集団で移籍した。後援会は外国人選手を獲得するため更に400万円を集め、1,000万円を集め、その結果、日系二世選手である銭村兄弟（銭村健三・銭村健四）・光吉勉が入団した。
後援会の資金力の増大とともに創設発案者である石本の発言力が増し、石本は球団の資金繰りに深く関与し、実質的な経営トップの役割を負わされるようになっていく。一方、後援会の一部の役員が球団経営や監督采配などに口を出すようになり、石本との対立が先鋭化した。背景には石本の出身校である広島商業とライバル校の広陵出身者との学閥争いがあるともいわれた。1952年に起きたエース長谷川を巡るトレード騒動の際、石本が裏金を受け取ったとの噂が流され、それを真に受けた後援会は鬼の首を取ったように石本批判をエスカレートさせた。やむなく石本はこの年1953年5月に監督の座を広陵出身の白石に譲り、以後は総監督兼常務取締役として球団経営に携わることになったが、それでも後援会の批判は止まなかった。堪忍袋の緒が切れた石本は8月8日、「50万円受領説」を再三流していた後援会幹部を告訴するとともに、日本野球機構初代コミッショナー・福井盛太に真相究明を依頼。調査の結果、石本の潔白は証明されたものの、石本は8月末に辞表を提出。球団は草創期の功労者を守れず、感情的なしこりも残った。
オールスターのファン投票では、長谷川良平、小鶴誠、白石勝巳の3選手が選出。競争になれば大都市には敵わないため、後援会会員は投票最終日に一斉投票を行っており、「集団投票事件」などと批判を浴びた。
また、1952年から53年はユニフォームは胸に「HIROSHIMA」と書かれた1種類だけだった。このユニフォームは大下回春堂（フマキラー）から提供されていたため、この2年間のユニフォームには左袖部分にフマキラーのロゴマークが入っていた。
1954年
この年はチームの若返りを図り、前年から7人が退団し、新たに19人が入団している。また、発足したばかりの新日本リーグに、二軍（広島グリーンズ）が参加した。
この頃になると球団の財政事情は明るくなってきたものの、首脳陣は監督の白石以外にコーチがおらず、シーズンオフには白石が選手をスカウトしたり、キャンプでは白石自ら外野でボールの球拾いという状況であった。
広陵野球部OB・松本瀧藏代議士の手引きにより、1月16日から31日まで初の海外遠征(フィリピン)。
新婚旅行のため来日していたジョー・ディマジオとマリリン・モンロー夫妻が、2月11日広島入りし、広島に4日間滞在。宮島口（現：廿日市市）の一茶苑と広島市内の三瀧荘に宿泊し、広島平和記念公園やABCC（現：放射線影響研究所）などを訪問。12日から2日間にわたり、ディマジオ、ボビー・ブラウン、フランク・オドールが広島県総合球場でカープナインに野球指導を行った。通訳は銭村健四が務めた。
シーズンは、開幕7連敗を喫する最悪のスタートとなったものの、9月22日、23日の巨人戦で3連勝するなど後半戦は追い上げて、4位（56勝69敗5分）を確保した。
1955年
この年から助監督に門前真佐人、二軍監督に野崎泰一が就任する。
2月28日、カープの産みの親である谷川昇が衆議院選挙当選の報を聞きながら脳出血のため急逝する。
3月11日、日系2世の平山智が入団。シーズンは4位（58勝70敗2分）を確保し、長谷川良平が30勝を挙げ、最多勝のタイトルを獲得した。
また、この年は球団創設以来の「広島野球倶楽部」の負債が5,635万円まで達してしまい、もはや後援会の手にも負えなくなってしまった。そこで東洋工業社長の松田恒次の提案により、負債を帳消しにするため「広島野球倶楽部」を倒産させて、新たに地元財界の協力を得た新会社を設立することが決定。12月17日、広島野球倶楽部は臨時株主総会を開き、「発展的解消」を決議する。同日、中国新聞東京支社にいた球団代表の河口はスポーツ紙記者から「広島からカープは解散したと通信があったが事実か」と問われた際、「そんなバカげたことはない。新球場の設計が9分どおり出来ているのに解散はありえない」と芝居を打って広島市民球場（初代。以下「初代・市民球場」）の設計図を公表している。
その結果、12月19日の第1回新会社発起人会を経て「株式会社広島カープ」（初代社長は広島電鉄の伊藤信之）が発足した。資本金は500万円（東洋工業、広島電鉄、中国新聞社など13社が出資）。
なお、セ・パ両リーグ理事会では「広島野球倶楽部解散により、選手の拘束力は無くなり彼らは自由契約になった（他球団が獲得できるようになった）」「新会社はリーグ加盟金を支払い直すべき」とパ・リーグから非難の声が上がるが、河口は既にセ・リーグ会長の鈴木竜二と話をつけており、またセ・リーグ理事は6人中4人が河口と同様に新聞出身者であり同情的であったことから、最終的に「会社の名称変更にすぎない」と押し切っている。
1956年
開幕から4連敗を喫するなど序盤戦から低迷し、5位（45勝82敗3分）に終わる。
5月20日、広島総合球場で開催された対読売ジャイアンツ戦で木戸美摸投手負傷事件が起こる。
7月17日、地元政官界の六者会談を経て、初代・市民球場の建設地が「旧二部隊営庭跡地」（現在の広島電鉄原爆ドーム前停留場横）に正式決定する。
1957年
1月14日、地元有力企業11社で構成する親睦団体「二葉会」が初代・市民球場の建設資金1億6千万円の寄付を広島市に申し入れ、2月22日に「旧二部隊営庭跡地」にて、新球場起工式が行われ、5カ月の突貫工事で完成した。
7月22日、初代・市民球場の完工式が行われ、引き続いて行われた点灯式にはファン1万5千人が詰めかける。7月24日に行われた新球場開幕試合の阪神戦では初ナイターで集まった大観衆を前に1-15で大敗している。
この年は白石監督の「闘志無き者は去れ」のスローガンの元、キャンプから猛練習を行った成果が出て、オールスター戦までは32勝26敗と健闘したものの、後半に入って失速し、最終的には54勝75敗1分の5位に終わっている。
1958年
初代・市民球場が完成した結果、観客動員数が大幅増となり球団財政にゆとりが出来たこともあって大補強を敢行する。その結果、古葉毅、森永勝治、小坂佳隆、鵜狩道夫、拝藤宣雄、大和田明ら、1960年代のチームを支える人材が一斉入団した。一方で「立教三羽烏」とうたわれた長嶋茂雄、杉浦忠、本屋敷錦吾の獲得にも動いたが、彼らは入団の意志は見せなかった。
また、1950年の灰山元章以来、8年ぶりにコーチを置いた（ヘッドコーチに門前真佐人、コーチに野崎泰一、藤村隆男）。7月10日には、総工費1,700万円をかけた自前の選手寮「三省寮」が完成する。同月29日には、広島では初となるオールスター戦が開かれた。
この年は4月8日の中日戦から6連敗、同月24日の阪神戦から10連敗を喫するなど前半戦の不調が祟り、5位（54勝68敗8分）に終わった。シーズン終了後の12月26日、小鶴誠がチーム若返り策により、引退を表明する。
1959年
この年は、新人とトレードを合わせて19人もの補強を敢行する。その結果、チームの平均年齢が21.9歳と、当時12球団で最も若いチームとなった。また、初代・市民球場で行われた春のキャンプでは、球団初のピッチングマシンを導入している。
2月19日、新しい球団旗を発表。この球団旗は以降、変更されていない。
5月7日の対大阪タイガース戦で球団通算500勝を達成。8月には二軍がウエスタン・リーグ初優勝達成。
この年は前年に引き続き、5位に終わったものの、勝敗は59勝64敗7分であり、勝率.481は過去最高であった。主軸に座った大和田明は樋笠一夫の持つ球団記録21本塁打を塗り替える23本塁打を放っている。また、この年の観客動員数は862,965人と12球団中、巨人に次ぐ2位の集客力を見せた。
1960年
1月11日、河口豪球団代表が辞任、後任は山本正房中国新聞社社長。
この年、球団創設11年目で初めてシーズンで巨人に勝ち越し（17勝8敗1分）、勝率も5割台を達成（62勝61敗7分）する。大石清が球団3人目となるシーズン20勝超え（26勝13敗）し、興津立雄は打率2割6分8厘・21本塁打・64打点の成績を残してチーム3冠王となった。1953年以来7年間指揮をとった白石監督はシーズン終了直後の10月6日に、「チームの地固めは出来た」として退任を発表。
1962年
門前眞佐人が監督を務めたが、いずれのシーズンも勝率5割を割り辞任。
前年に現役を引退した上田利治がコーチに就任。専任コーチとしては日本プロ野球史上最年少の25歳で就任している。
1963年
門前に代わる新監督として小鶴誠を招聘しようとするが球団役員の意志統一が出来なかったため、球団社長の伊藤信之が辞任。後任に東洋工業（現・マツダ）社長の松田恒次が就任し、白石勝巳が再び監督となる。
初の県外キャンプとなる春季キャンプが宮崎県日南市で始まる。
1964年
5月5日の対巨人戦（後楽園）において、巨人の王貞治を抑え込む作戦として白石監督考案の王シフトが初めて使われる。
1965年
5月1日、対大洋戦（川崎）に勝利し、球団初の単独首位に立つが、翌日には首位陥落で一日天下に終わり、このシーズンは首位巨人と31ゲーム差の5位で終わる。
1966年
6月5日、広島総合球場で開催された対阪神戦で山本一義が死球を受けたため一部のファンが暴徒化。一塁側内野席から投げられたウイスキー瓶が右翼線審の額に当たり全治10日の怪我を負う事件が発生。そのため一塁側応援団の応援を一時見合わせる措置をとった。
1963年から1965年7月まで、白石が2度目の監督を担当、1965年7月からは長谷川良平が監督を務めた。
1967年
東洋工業（現・マツダ）社長の松田恒次が筆頭株主となりオーナーに就任。松田耕平がオーナー代行に就任。12月17日、チーム名を広島東洋カープに変更。球団へ経費を渡すにあたり、税務当局からチーム名に企業名を入れる必要があるとの指摘があり、その上でのチーム変更だった。市民球団としての体裁を保ちつつも、東洋工業をメインスポンサーとしつつ、大半の株を松田家が持つ同族経営球団となる。

### 広島東洋カープ時代

#### 初代・市民球場時代

##### 根本監督時代
1968年
根本陸夫が監督に就任。根本はトレードでベテランの山内一弘を獲得する。大打者であった山内を選手たちに見せることで、チームを活性化させるのが狙いだった。
阪神との開幕3連戦に連勝し、首位でスタートするも、5月に7連敗で一時3位に転落。しかし、6月には首位に返り咲き、12連敗がスタートする7月初めまで守った。外木場義郎・安仁屋宗八両投手、野手では山内の活躍もあって、3位となり、球団創立19年目にして初のAクラス入りを果たした。球団創立1年目（1950年）から1967年までの18年連続Bクラスは当時の日本記録で、現在でもセ・リーグワースト記録。
1969年
前年とは一転し、8月に11連敗するなどで最下位に終わる。根本時代は、当時巨人がV9時代を迎えていることもあり、成績こそ振るわなかったが、投手で外木場義郎、打者では衣笠祥雄と山本浩司のYK砲に水谷実雄ら、後の「赤ヘル軍団」フィーバーを巻き起こし中核を成した選手の台頭を促した。オフに監督の根本陸夫とチーム強化の方針をめぐっての意見の対立から、上田利治コーチが退団した。
1970年、1971年
1970年10月19日より衣笠祥雄の連続試合出場が始まっている。11月15日に松田恒次オーナーが死去、後任にオーナー代行の松田耕平が就任。
2年連続でシーズンを勝ち越し、4位と健闘。
1972年
開幕から不振が続いて根本はシーズン途中で監督を休養、森永勝也打撃コーチが代行を務める。この年は最下位に終わる。オフに田中尊が現役を引退した。

##### 別当監督時代
1973年
別当薫が監督に就任する。開幕から6月頃までは大洋とともに首位争いの主導権を握り、前半戦こそ2位で折り返したが、後半戦は急失速し、60勝67敗3分の最下位に終わる。しかし、リーグ優勝をし、V9を達成した巨人とのゲーム差はNPB史上最小の6.5ゲームにとどまる大混戦だった。

##### 森永監督時代
1974年
チームは最下位に終わるも金城基泰が最多勝・最多奪三振を獲得。しかし、金城は10月12日交通事故に遭い、あわや失明の重傷を負う。同年オフ、監督・森永勝也の退団および打撃コーチ・ジョー・ルーツの次期監督就任を発表。
1958年に胸ロゴが赤い縁取りとなったユニフォームを着用していたが、1973年にユニフォームがニット式のベルトレスに変更され、胸文字・胸番号・背番号に赤の縁取り、袖・腰・ストッキングに赤色のラインが入る。この「赤」は後にチームカラーとなった。
カープはファンの雑音が多く、それまで思い切ったトレードが出来なかったが、アメリカの合理主義のルーツ監督と、元サッカー日本代表・重松良典球団代表という怖いもの知らずの素人的発想が上手く噛み合い、この年オフに若生智男、三輪悟、米山哲夫、宮本幸信、児玉好弘、渡辺弘基、大下剛史、佐野嘉幸とかつてない大胆トレードを断行した。

##### ルーツ → 古葉監督時代
1975年
球団初の外国人監督としてルーツが監督に就任。「野球に対する情熱を前面に出そう」というスローガンの元、燃える闘志を表す意味をこめて球団に赤を基調とする新ユニフォームを提案するが、既にシーズン用のユニフォームは出来上がっており変更可能な帽子・ヘルメットの色だけ紺色から血のような鮮やかな赤になった。赤いヘルメットは日本プロ野球では画期的なことで、移籍してきた大下は「日拓も7色のユニフォームでやっていたけど、もっと恥ずかしかったよ」と話し、山本も衣笠も「恥ずかしかった」と言葉を揃えた。日南キャンプでは、MLB史上最高のサウスポーといわれたウォーレン・スパーンを臨時コーチに招く。またルーツは全力疾走しない選手に10万円の罰金と即二軍落ちの厳罰を与え、選手は震え上がったが、相手に相当な重圧を与え、パリーグでは福本豊がいて目立たなかった大下が44盗塁で盗塁王を獲り、両主砲の山本が24、衣笠も18盗塁を決め、「広島には足がある」イメージを植え付けた。この年はキャンプ前から早々とレギュラーを固定したことで、控え選手のモチベーションの低下が懸念されたが、それを防ぐため、ピッチャーやサードコーチのサインを見抜いたなどもプラス査定に変更した。前年まで三年連続最下位で初めての外国人監督も不安視され、開幕前のマスメディアの予想は、当然ながらダントツの最下位予想だった。重松球団代表も「1年目で何とかAクラス、2-3年で優勝争いが出来るチームにしてもらえたら」と考えていた。
しかしルーツは開幕早々の4月27日の対阪神戦において佐伯和司の投球判定を巡って猛抗議、試合をボイコットする騒動を起こす。この時、重松球団代表が試合続行を指示したため、試合中の介入に不満を持ったルーツは4月30日に監督辞任、5月2日までの代行にコーチの野崎泰一が就き、翌3日古葉竹識がコーチから監督に就任した。この年のオールスターゲームの第1戦（甲子園）では山本浩二と衣笠祥雄が共に1試合2本塁打を記録するなど、赤いヘルメットが塁間をかけめぐる姿から「赤ヘル旋風」を巻き起こし、「赤ヘル軍団」という呼び名も一躍全国区になった。優勝を目前とした『週刊朝日』1975年10月17日号の「広島カープファン必携 『赤ヘル百科事典』」という特集記事に「赤ヘル＝いまや広島カープの別称となった。カープの選手たちが今シーズンからかぶってる。この赤い帽子とヘルメット、きわめてテレビ映りがよく、広島の野球少年たちもみな愛用している。ルーツ前監督が、日本を象徴する色、闘志を表す色としてこの赤を選んだという。はるかなるアラブから、ヒロシマ赤軍に連帯のあいさつが来たという話は、真っ赤なウソである」と書かれており、"赤ヘル"は当時はゲバヘルや連合赤軍のイメージが強かったものと見られる。優勝争いの盛り上がりと共に、この"赤ヘル"というキャッチフレーズが定着し、山本は「最初は赤が恥ずかしかったけど、勝利を重ねるにしたがって、世間から『赤ヘル軍団』と言われるようになってきた。そうなると不思議なもので愛着が沸いてきてあの赤が誇りに思えるようになった」などと述べている。「赤ヘル」はこの年の流行語となり、カープの代名詞となった。少年野球や高校野球のユニフォームに赤が取り入れられるようになったのも『赤ヘル軍団』が黄金時代を築いたからである。
中日と阪神と熾烈な優勝争いの末、9月10日の対中日戦（初代・市民球場）では乱闘事件があったものの、10月15日の巨人戦（後楽園）に勝利し、球団創立25年目で初優勝を達成した。この時の先発は外木場義郎で、ウイニングボールを捕ったのは左翼手の水谷実雄。この年首位打者となった山本浩二や衣笠祥雄、最多勝の外木場義郎、盗塁王の大下剛史らの活躍が目立った。優勝後、平和大通りで行われた優勝パレードではファン約30万人を集めた。
この優勝は創設時代から積み上げてきた野球が花開いた瞬間であった。結果的に2位中日と4.5ゲーム差、3位阪神と6ゲーム差と大混戦だった。長きに亘る低迷で「太陽が西から昇っても広島は優勝できない」とまで揶揄され、身売りの危機もあったがようやく「お荷物球団」を返上した。「赤ヘル悲願の初V」とまだモノクロ印刷だったスポーツ紙各紙はカープの快挙を伝えた。"悲願の"という言葉は後付けで、実情は万年最下位からの脱出を願う正真正銘の弱小球団だったからこそ、強烈なインパクトがあった。それは硬直化したプロ野球界を開花させる引き金となった。それまでの日本のプロ野球は、巨人とその他の11球団という潜在的な印象があったが、天地が引っくり返るようなカープの優勝を境に12球団それぞれがカラーを発揮し始めやがて戦力を拮抗させていく。中国地方の市民球団が巻き起こした旋風が後世に残した影響は計り知れない。
日本シリーズでは阪急ブレーブスと対戦するも4敗2分で敗退。この年の観客動員は120万人で、球団史上初めて100万人を突破。前年約65万人からの大幅アップ。またこの年は春に山陽新幹線が岡山駅から博多駅まで延伸開業し、チームの遠征時の列車乗車時間が大幅に短縮された。これを振り返って、外木場は「カープが優勝できたのは新幹線のおかげ」とも語っている。経営面では創設以来の累積赤字をこの年解消している。前年の1974年度新人選手選択会議 (日本プロ野球)ドラフトで、高橋慶彦この年の1975年度新人選手選択会議（日本プロ野球）ドラフトで獲得した北別府学、山根和夫ら、若い力を加え、強豪チームへ変貌する。
1976年
池谷公二郎が20勝を挙げ最多勝と沢村賞。巨人・阪神との優勝争いに加われず、当初は山本浩二の不振もあって低迷。9月は11連敗も記録し、最後は辛うじて3位につけた。
1977年
5位に終わった。胸文字・胸番号・背番号・アンダーシャツ・ストッキングが赤一色になり、この年から“カープ＝赤”が定着する。12月23日、江夏豊が南海ホークスより移籍。南海の監督だった野村克也（古葉は南海でプレーし、野村と親交があった）が古葉に「（江夏は）まだ使えるよ」と太鼓判を押したという。高橋里が20勝。3年連続同一チームから最多勝投手を輩出。セでは以降なし。一方前年の最多勝池谷投手はシーズン最多被本塁打48（歴代1位）の記録も。
1978年
カープ打線が最も破壊力を発揮したシーズンで、この年のチーム205本塁打は日本プロ野球記録を更新。44本の山本浩二や、40本のヘンリー・ギャレット、33本のジム・ライトル、30本の衣笠祥雄など4人が30本以上を記録した。また、打点692、得点713はラビットボールを使用して本塁打の増えた1948年から1950年を除いてのプロ野球最多得点であった。しかし、前半戦は苦戦が続き、首位巨人に10.5ゲーム差をつけられ、5位に沈む。後半戦は投打がかみ合い、31勝13敗7分と驚異的な追い上げを見せるも、巨人を逆転して優勝したヤクルトスワローズと5ゲーム差で、何とか3位を確保するにとどまった。
1979年
開幕前から独走が予想されたが、開幕は4連敗スタート、序盤は苦戦が続いた。しかし、衣笠の死球による亀裂骨折や、高橋慶彦の33試合連続安打でチームに勢いが付き、8月になり、一気に首位に立つと、1975年以来4年ぶり2度目、本拠地で初のリーグ制覇。日本シリーズでは近鉄バファローズを4勝3敗で下し、悲願の日本一を達成する。第7戦では江夏が無死満塁という絶体絶命の場面を無失点で切り抜け、日本一に導く（江夏の21球）。
1980年
この年は前年とは打って変わり、序盤から首位を独走し続け、2位以下に大差をつけて球団初の連覇を達成。勢いのまま近鉄を4勝3敗で下し、日本シリーズ2連覇、本拠地で初の日本一を成し遂げた。オフに江夏豊と日本ハムのエース高橋直樹との大型トレードが成立。
1981年
この年は序盤から苦戦が続き、期待の高橋直樹がわずか2勝、一時は最下位に沈むなど、8月終了時点で46勝48敗6分の4位と、首位巨人に12.5ゲーム差をつけられる。9月に15勝3敗と驚異的な追い上げを見せるも、優勝した巨人と6ゲーム差の2位に終わり、3連覇を逃す。
1982年
山本が無冠に終わるなど打線が振るわず、結果は4位に終わる（1980年代唯一のBクラス）が優勝した中日に11勝9敗6分と勝ち越した。オフにテコ入れとして福士敬章、内田順三、金田留広らに戦力外通告、水沼四郎を中日へトレード、水谷実雄と阪急ブレーブス・加藤英司との大型トレードを敢行するなど、V戦士放出を敢行。北別府学が初の最多勝、津田恒美が活躍し、球団初の新人王を獲得。
1983年
7月終了時点まで巨人と首位争いを演じるも、8月に4連敗を2度喫するなど5勝14敗1分と失速、優勝した巨人と6ゲーム差の2位に終わる。
1984年
4月に12連勝を記録するなど、14勝2敗2分と開幕ダッシュに成功する。その後、中日の猛追にあい、首位を明け渡すと、8月終了時点で中日と1ゲーム差の2位となる。しかし、9月6日の阪神戦に勝利し、首位に返り咲くと、そのまま逃げ切り、1980年以来4年ぶりのリーグ優勝。山本、衣笠に加え、山根和夫、北別府学、大野豊ら投手が活躍。この年75勝を挙げたが、これは2016年に更新されるまで球団シーズン最多勝記録だった。西武から復帰の小林誠二が最優秀防御率。小早川毅彦が新人王。日本シリーズでは阪急ブレーブスと対戦し、4勝3敗で3度目の日本一になった。
1985年
サウスポーの高木宣宏がブレイクしオールスター前までに9勝を挙げるも後半不調に陥る。2年目の川端順が新人王。高橋慶彦が5年ぶり3度目の盗塁王。8月まで阪神、巨人と優勝争いを演じていたが、9月に阪神との直接対決に連敗し、7連敗を喫するなど失速し、最終的には優勝した阪神と7ゲーム差の2位に終わる。この年優勝した阪神には15勝11敗、同じく優勝争いをした巨人にも14勝12敗と勝ち越したものの、阪神が17勝6敗3分と大きく勝ち越した大洋に対し、10勝14敗2分と負け越したのが響いた。古葉がこの年限りで監督を辞任。同年、松田元がオーナー代行に就任。

##### 阿南監督時代
1986年
阿南準郎が監督となり、阿南は「『山本浩二監督』実現までのつなぎ」と言われたが、就任1年目にリーグ優勝を果たす。レギュラーが固定され不動のオーダーと言われた。北別府が投手部門のタイトルを総なめ。長冨浩志が新人王。日本シリーズでは西武ライオンズと対戦し初戦引き分けの後3連勝するも、第5戦で津田が投手の工藤公康にサヨナラタイムリーを打たれて敗れたのをきっかけに流れが変わり、第8戦まで縺れ込んだものの3勝4敗1分で敗退となった。
前年とこの年はチームに外国人選手は在籍しておらず、スターティングメンバーも「純国産打線」であった。また、この年限りで長年チームの4番を務めてきた山本が引退し、1990年代前半までチームは4番不足に悩まされるようになった。
1987年
6月13日、衣笠がルー・ゲーリッグの2130連続試合出場の世界記録（当時）を更新。衣笠が最終戦までに2215まで記録を伸ばし、現役を引退した。4番打者は5月末まではランス、その後小早川、もしくは片岡光宏が務めた。正田耕三が首位打者、ランスが本塁打王を獲得、優勝した巨人に11勝10敗5分と勝ち越しするも3位に終わる。
1988年
2年連続3位に終わる。正田が2年連続の首位打者、大野が防御率1.70で最優秀防御率と沢村賞を受賞、阿南が監督を退任した。同年オフ、山本浩二が監督に就任。山本はヘッドコーチに大下剛史、投手コーチに池谷公二郎、打撃コーチに水谷実雄を招聘した。
この年は巨人の本拠地が現在の東京ドームに移転した最初のペナントレースだったため、当時のNPB全球団で「球団OB監督の下で現在の球団名になってからリーグ優勝・日本一を現在の本拠地で決める」という快挙を達成した球団が一時期、広島のみとなった（広島が本拠地でのリーグ優勝・日本一を決めた時の監督はどちらも球団生え抜きの古葉竹識である）。この単独記録は巨人が1990年にリーグ優勝、1994年に日本一を東京ドームおよびOB監督の下で決めるまで、6年間続いた。

##### 第1次山本監督時代
1989年
開幕からはレッズ風の新ユニフォームに変更。新外国人のロッド・アレン、ウェイド・ロードンが加入。アレンが故障で離脱するもロードン、小早川、西田真二もしくは長内孝でクリーンナップを形成した。津田が最優秀救援投手に輝いたが優勝した巨人と9ゲーム差の2位に終わる。高橋慶彦は2対3のトレードでロッテへ移籍。
1990年
野村謙二郎が1番・遊撃手に定着し、盗塁王に輝く。2年目のアレンが好調も新加入のマイク・ヤング、高沢秀昭が振るわず、開幕直後から巨人に独走を許し、結果的に優勝した巨人と22ゲーム差を離され、2年連続2位に終わった。新人の佐々岡真司は13連続セーブポイントの新記録樹立など、フル回転した。
1991年
この年リリーフ強化のために山本監督は津田と大野のダブルストッパー構想を打ち出した。しかし、4月に津田が戦線を離脱し、闘病生活に入る（津田はこの年の11月に現役を引退）。大野が津田の穴を埋めるべく、一人抑えとしてリリーフを支えた。野手陣では野村謙二郎が高打率、盗塁王を獲得してチームを牽引。しかし、チーム全体長打不足で絶対的4番が不在（チーム最多本塁打は規定打席に達していない江藤智の11本）の中、勝負強い西田真二や山崎隆造などが少ないチャンスの中、奮闘した（優勝を決めた試合も初回に西田のタイムリーの1点を9回まで守りきった）。2年目の前田智徳がレギュラーに定着、江藤も三塁手として出場し長打力の片鱗を覗かせた。投手陣は2年目の佐々岡がMVP、最多勝、最優秀防御率、沢村賞に川口和久が最多奪三振、北別府が最高勝率となった。大野が最優秀救援投手を獲得するなど投手力を核とする守りの野球でリーグ優勝。投打にわたりチームのほとんどの選手を一軍起用する文字通り全員野球だった。リーグ優勝が本拠地だったので、ビールかけなど、祝勝会は初代・市民球場のグラウンドでファンが観客席にいる中で行われた。日本シリーズでは西武と対戦し、川口が4試合に奮投するなどし先に王手をかけたが、最終的には3勝4敗で敗退した。
この年から2015年にかけて24年間、リーグ優勝・日本シリーズから遠ざかることになる。
1992年
この年はヤクルトと最終成績最下位の中日が9ゲーム差と例年に見ぬ大混戦で、優勝争いはヤクルト・巨人・阪神との四つ巴となった。優勝したヤクルトとはわずか3ゲーム差であったが、同率2位だった巨人と阪神に僅か1勝の差で及ばずの4位となったため、1982年以来10年ぶりのBクラスに沈んだ。北別府が200勝を達成、達川光男が引退した。
1993年
7月20日、津田が脳腫瘍のため、32歳で死去した。江藤智が初の本塁打王を獲得するも、前年97試合本塁を守っていた達川の引退による捕手の急な若返りの影響から捕手陣と投手陣がかみ合わずに崩壊。前半戦は4月11勝4敗と好スタートしたが、5月に8勝15敗となったが、不調の投手陣を打撃陣がカバーして6月7月と何とか5割前後を保っていたが、打撃陣に故障者が続出した後半戦は9月には1968年以来25年ぶりの12連敗を喫するなど、5勝19敗で急失速し、10月も6勝13敗、チームとして1974年以来19年ぶりの最下位に転落、山本監督は責任を取って辞任した。山崎が引退、山本の後任監督には三村敏之が就任し、チーフ兼打撃コーチに山本一義を招聘した。

##### 三村監督時代
1994年
新任の三村監督は前年崩壊した投手陣を再編し、主に中継ぎ投手だった紀藤真琴、近藤芳久を先発に抜擢し、紀藤は16勝5敗で最高勝率を獲得した。近藤は巨人キラーとして活躍しシーズン11勝を挙げている。野手陣では控えだった金本知憲、緒方孝市、音重鎮等を積極的に起用、一定の成果を残した。前年苦しんだ捕手も西山秀二がゴールデングラブ賞・ベストナインを獲得する活躍をみせた。一時期は最下位から10連勝の快進撃で優勝争いに加わるものの、その後失速し、3位に終わった。オフに川口和久が巨人にFA移籍、北別府が引退した。
1995年
この年のドラフト1位山内泰幸とカープアカデミー出身ロビンソン・チェコが大活躍した。しかし、主軸の前田が序盤戦でアキレス腱断裂の大怪我を負い、抑えの大野も不調でシーズン途中先発に回り、開幕投手を務めた佐々岡が抑えに回る等落ち着かない状況だった。チェコが15勝、山内が14勝で新人王、野村が3割30本30盗塁（最多安打のタイトルも取った）のトリプルスリーを達成した。江藤が2年ぶりの本塁打王・初の打点王、緒方が規定打席不足ながら初の盗塁王獲得し投打に目立った活躍をしながら怪我人や不調者が相次ぎ、駒不足故に勝負どころで勝てず、一時は2.5ゲーム差に迫ったが首位ヤクルトの独走を許し6.0ゲーム差の2位に終わった。
1996年
チーム打率.281の打線とダイエーからテスト入団した加藤伸一、6年目の山﨑健が大活躍で前半戦を首位で折り返すも、後半戦主砲の江藤が負傷でシーズン復帰が絶望、エース紀藤が後半6連続先発失敗と前年同様、勝負どころで怪我人・不調者が出てしまい、最大11.5ゲーム差をつけていた巨人に逆転され、最終的には中日にも抜かれ、3位で終えた。江藤が最高出塁率、緒方が2年連続の盗塁王、ルイス・ロペスが打点王を獲得した。
1997年
野手陣では江藤が前年の大怪我の影響からか打撃守備に精彩を欠き、正捕手の西山も開幕早々怪我でリタイアした。緒方が3年連続盗塁王、ロペス2年連続打点王、他のレギュラー陣も数字は残したが3年連続で勝負どころで打てなかった。投手陣は前年合計41勝した山内、紀藤、加藤、山﨑が合計で9勝に終わった（山﨑は未勝利）が、代わりにこの年のドラフト1位の澤﨑俊和、ドラフト2位の黒田博樹、3年目の横山竜士、7年目の高橋英樹が奮闘した。澤崎が新人王を獲得、横山がリリーフで10勝、黒田が6勝、高橋英樹が苦しい8月に4勝を挙げた。大野豊が42歳で史上最年長の最優秀防御率のタイトルを獲得したものの、順位は3位ながら中日以外の4球団に負け越して貯金は作れず、その後貯金を作ってのAクラス入りは2014年まで達成できなかった。
1998年
新外国人のネイサン・ミンチー、この年のドラフト4位の小林幹英が活躍。前田も首位打者まで後少しの大接戦を繰り広げるが、5月頭までは好調だったがゴールデンウィークが終わる頃にはここまで支えていた投打の主力選手が軒並み不調・怪我人が出だし、選手層の薄さから負けが込み出し、最終的には5球団全てに負け越しながらも、借金15で5位に終わった。また、この年は明治神宮球場での試合は10戦全敗に終わった。オフに監督の三村が辞任。後任に1992年の引退後、フジテレビや地元のテレビ新広島で野球解説者を務め、95年には福岡ダイエーホークスにて一軍バッテリーコーチの経験を経て、この年から二軍監督となっていた達川光男が就任した。大野、正田が引退した。
この年から2012年にかけて15年間、Bクラス入りを経験する暗黒時代を迎えることになる。

##### 達川監督時代
1999年
達川新監督は黄金時代復活のため、自らの登録名を「達川晃豊」（読みはそのまま）に変更。また、チーム再建の切り札としてかつての同僚だった大下剛史をヘッドコーチ、OBの西田真二を打撃コーチ、前年引退の大野豊を投手コーチ、同じく同僚の正田耕三を内野守備走塁コーチに据えるなど、コーチ陣を一新してキャンプイン。しかし、三村監督時代のキャンプが緩かったのに対し、大下鬼軍曹主導で行ったキャンプは「軍艦マーチ」を大音量で流していたといわれ、あまりにも地獄過ぎたことから、主力選手の故障者が続出。それでも開幕からの2か月は借金1で健闘したものの、6月後半からほとんど勝てなくなり、13連敗で一気に最下位に落ちると、8月も8勝17敗で苦戦。同じく主力選手の故障や不振、離脱が相次いだ阪神の12連敗に助けられ、5位に上がるのがやっとで、優勝の中日に24ゲーム差を付けられて達川監督の1年目は2年連続5位に終わった。オフに大下ヘッドコーチ（シーズン途中で休養）と大野投手コーチと正田守備走塁コーチは成績不振の責任を取って辞任。4番の江藤智が巨人へFA移籍し、チームは転換期を迎える。
2000年
達川監督2年目を迎えてチームは球団生え抜きの木下富雄をヘッドコーチに迎えてコーチ陣を若干手直ししたが、それ以外の戦力は不変だった。大下剛史前ヘッドコーチの退団もあり、地獄のキャンプから解放されたチームは絶好調で、4月を15勝9敗と勝ち越し、Aクラス入りが期待された。しかし、前田智徳や緒方孝市や野村謙二郎ら主力選手がケガに見舞われるなどのアクシデントもあり、その反動から一気に成績が低下。投手陣でも前年の不振から復活したネイサン・ミンチーや不動のエース佐々岡真司、さらに後に球界の大エースとなる黒田博樹などが勝ち星を増やしたもののリリーフ陣は相変わらず不調で、打撃陣はこの年から4番に座った金本知憲や復帰したルイス・ロペスの活躍もあったが投打のアンバランスが多少見られた。終盤までまずまずの成績を残し、ヤクルトと4位争いを演じるも投壊に喘ぎ、前年から借金は減ったものの、故障者続出もあり、3年連続5位となり、達川監督はたった2年で辞任。

##### 第2次山本監督時代
2001年
達川光男前監督の突然の辞任を受け、1993年まで監督を務めた山本浩二が8年ぶりに監督再登板。山本新監督は達川前監督が育てていた東出輝裕や新井貴浩をこの年の開幕スタメンで起用し、木村拓也を1番に据えるなど打撃陣のテコ入れを図った。しかし、開幕3番の緒方孝市が開幕戦でクロスプレーの際に負傷し、前田智徳もケガの影響で出場機会が減るなどの誤算もあった。投手陣ではエースに成長した黒田博樹が低迷するチームの中で主力となり、先発・リリーフと便利屋的な起用が多かった高橋建を開幕から先発に固定した結果、10勝を上げる活躍を見せ、先発・リリーフ両方で活躍した佐々岡真司やこの年ローテーション入りの長谷川昌幸もそれなりの成績を残し、菊地原毅が140試合のうち、78試合に登板（当時の日本記録タイ記録）するなど、明るい話題が多かった。チームは中日が脱落した8月から横浜とAクラス争いを演じるも、勝ち星の差に泣き、山本監督1年目は4位で終え、1997年以来のAクラス入りはならなかった。しかし、終わってみれば、68勝65敗7分で1996年以来5年ぶりに勝ち越した。
2002年
山本監督2年目を迎えたチームはこの年、山本監督の親友の星野仙一監督が率いる阪神にあやかるべく縦縞のデザインを採用。これが功を奏したのか4月を13勝11敗1分で勝ち越すスタート。7月には最下位独走の横浜を除く4球団で2位争いを演じるが、その後は阪神と4位争いに終始するも、毎年恒例の夏場の息切れが響き、借金8の5位に沈んだ。投手陣は7年目の長谷川昌幸がエースとして13勝を上げる活躍を見せ、それ以外ではエースの黒田博樹やベテランの佐々岡真司も奮闘し、リリーフではこの年オールスター出場の小山田保裕や広池浩司などが活躍した。打撃陣では開幕後に主力打者の前田智徳とルイス・ロペスがベンチ裏で大喧嘩するハプニングもあり、「3割5分打つ」と宣言していたロペスもモチベーションが低下。結局、かつての勝負強い打撃が鳴りを潜め、通算6年間在籍したカープを去り、もう一人の外国人選手エディ・ディアスもこの年限りで退団した。それ以外では11年目でベテランの金本知憲は4番で奮闘するものの、オフにFAで阪神へ移籍し、戦力の弱体化が懸念され、翌年以降の戦いぶりに暗い影を落とすことになった。
2003年
毎年のようにAクラス候補と言われながらも、夏場で息切れするチームはこの年開幕から優勝候補の巨人が投手陣崩壊で開幕ダッシュに失敗したこともあり、8月までは巨人を含め、最下位独走の横浜を除く4球団でAクラスを争った。しかし、8月まで2位の巨人と3.5ゲーム差でAクラス復帰が目前に見えながらも終盤で息切れ。最後は阪神の1985年以来18年ぶりの優勝を許し、阪神と20.5ゲーム差の5位に終わり、山本監督の悲願であるAクラス復帰はならなかった。投手陣は球界のエースとなった黒田博樹や2番手エース高橋建や先発・抑え両方で活躍の佐々岡真司などがそれなりの成績を収め、リリーフでもこの年ルーキーの永川勝浩はチーム1位の25セーブを挙げて守護神となり、澤崎俊和・天野浩一・小山田保裕などもそれなりの成績を残した。打撃陣ではFA移籍の金本知憲に代わって新井貴浩が4番に入ったものの、わずか19本塁打に終わり打率も2割3分台に低下した。それでも夏場から4番のアンディ・シーツや前田智徳・緒方孝市・木村拓也などが打ちまくり、不振に陥った新井をカバーした。山本監督が「新井は（打率）2割8分でも行けると思ったが」と悔やむほどであったが、この年の不振をバネに新井はセ・リーグを代表する打者へと成長していく。
2004年
前年やその前の年もチームはAクラス寸前までこぎつけるものの、夏場の息切れで失速。就任4年目の山本監督は「今年こそAクラスに入る」と宣言したが、開幕後はこの年ローテ入りの河内貴哉はじめ、ジョン・ベイルや黒田博樹がローテーションを守るもののリリーフ陣が打たれる試合が相次ぎ、チームは6月以降横浜と最下位争いを展開。その後も浮上できず、山本監督が就任した2001年以来4年連続Bクラス（カープ全体では1998年から7年連続）に終わり、辛うじて最下位を逃れるのがやっとだった。投手陣はベイル・黒田・河内といった先発陣は好調だったものの、高橋建が2ケタ敗戦の上に防御率5点台、ローテ入りが期待されたトム・デイビーは防御率6点台に終わり、リリーフでも広池浩司が2点台、大竹寛と小山田保裕が3点台前半、佐々岡真司が3点台後半と悪くなかったものの、それ以外の投手は4点台から7点台に終わるなど、投手陣が崩壊した。打撃陣ではグレッグ・ラロッカ、アンディ・シーツ、前田智徳などが打ちまくり、嶋重宣が首位打者に輝いた。
2005年
2002年以来勝率5割から遠ざかるチームは前年崩壊の投手陣の危機を救うべく、1970年代のエースだった安仁屋宗八を投手コーチに招聘。安仁屋コーチの投げ込み指令のもと、主力投手の黒田博樹・大竹寛・佐々岡真司などがキャンプから多く投げ込んだ。これが吉となったのか、巨人との開幕3連戦を3連勝するなど、出足の悪い4月を12勝10敗1分で勝ち越すまずまずのスタートで、5月まではほぼ五分五分の成績だった。しかし、6月になると、投打のアンバランスが現れ、2番手エースの大竹やこの年先発転向の小山田保裕、トム・デイビー、リリーフ佐々岡など投手陣が打ちこまれて最下位に転落。打撃陣では4番に座った新井貴浩が過去2年間の不振から復活して本塁打を量産し、前年首位打者の嶋重宣やベテラン野村謙二郎、前田智徳、緒方孝市などがそれなりの成績を残すも、投手陣の不調をカバーできず、最終的に借金26で1993年以来12年ぶりの最下位が確定し、山本監督は成績不振の責任を取って辞任。また、1998年までに監督を務めた三村敏之ヘッドコーチと安仁屋投手コーチも成績不振の責任を取って辞任。この年2000本安打を達成した野村も引退するなど、チームは世代交代に入る。

##### ブラウン監督時代
2006年
ルーツ以来31年ぶり、球団史上2人目の外国人監督となるマーティ・ブラウンが監督に就任。戦力補強はチームのモチベーション低下を懸念して最小限に抑え、先発投手の負担を抑えるため、投手の分業化を図った。キャプテンは野手陣・前田智徳、投手陣・黒田博樹が就任。
開幕戦から4月11日の巨人戦まで1961年の国鉄スワローズが持っていた7試合連続2得点以内のプロ野球ワースト記録を更新し、9試合連続となった。その後も波に乗れず、黒田以外の先発投手が期待に応えられず、借金を増やし、2004年以来2年ぶりの5位に終わった。
2007年
キャプテンは前年に引き続き、前田と黒田であった。交流戦までは5月の大型連勝で10以上あった借金を返済し、5割を維持していた。この年からセ・リーグでは初となるプレーオフ制度（クライマックスシリーズ）が導入され、進出を目指したが、交流戦では最下位に沈み、優勝争いから脱落。最終順位は2年連続5位に終わったが、ヤクルトには2000年以来7年ぶり、阪神には2001年以来6年ぶりに勝ち越した。
課題の投手陣では黒田以外にも、大竹寛が先発として一定の成績を残したものの、3番手以降が続かず、守護神・永川勝浩がたびたび救援失敗するなど、中継ぎ陣も安定感を欠いた。チーム防御率もリーグワーストの4.22に終わり、個人タイトル・ベストナイン・ゴールデングラブ賞・月間MVPも皆無であった。オフに新井と黒田がFA宣言し、新井は阪神、黒田はロサンゼルス・ドジャースに移籍。投打の柱を失った広島は思い切った組織改革を行うなど、新たな球団経営に取りかかった。
2008年
苦手の交流戦を13勝11敗として4年目にして初の勝ち越しを記録し、対巨人戦も12勝10敗2分でこちらも勝ち越しを記録している。若手の台頭などもあり、中日やヤクルトと熾烈な3位争いをしたものの、選手層の薄さ、慢性的な戦力不足や経験不足から終盤に息切れし、7年連続負け越しと11年連続Bクラスが確定するも、最終的には北京五輪での主力選手離脱による上位チームのもたつきなども幸いして2001年以来7年ぶりの4位に終わった。延長戦、コールドゲームを除いた試合時間が12球団で最短だったことから、スピードアップ賞をチームで受賞した。オフに横浜を自由契約となった石井琢朗を獲得。
この年までに入団した現役選手は會澤翼と松山竜平、丸佳浩（巨人）の3人。

#### マツダスタジアム移転後
広島県を本拠地とするスポーツクラブの連携組織「トップス広島＝広島トップスポーツネットワーク」に正式加盟。本拠地も初代・市民球場からマツダスタジアムに移転した。この新スタジアムの開場が後に人気球団になる布石となった。
2009年
オープン戦の最中に栗原健太のWBC参戦に伴い、3月20日にスターティングメンバーを急遽変更した。
シーズン中は投打がかみ合わない試合が多く、低迷状態に陥り、対中日戦では13連敗で球団記録を1950年以来59年ぶりに更新した。しかし、後半戦ではヤクルトの急失速から阪神・ヤクルトとの三つ巴状態で3位争いを展開し、一時は3位と0.5ゲーム差という僅差であったものの、阪神の粘りやヤクルトの追い上げなどから3位争いから離脱し、2007年以来2年ぶりの5位に終わった。10月10日にマツダスタジアムで行われた引退試合を最後に緒方孝市が現役を引退した。Aクラス入りという続投条件をクリアできなかったため、ブラウン監督と再契約せず、退任が決定し、ブラウンは楽天の監督に就任。ブラウンの後任に球団生え抜きの野村謙二郎が監督に就任した。チーム勝ち頭であったコルビー・ルイスが残留目前から一転して退団した。

##### 野村監督時代
2010年
シーズンに入ると、大竹、セットアッパーのマイク・シュルツ、守護神・永川が故障で離脱、4年目の前田健太が最多勝・最優秀防御率・最多奪三振の三冠に輝き、孤軍奮闘したが、チーム防御率は前年から1点以上悪化するなど、投手陣が崩壊。また、攻撃では梵英心が盗塁王に輝くなど、チーム盗塁数はリーグ最多だったが、主砲・栗原が故障で離脱、前年3番の天谷宗一郎や新戦力のジャスティン・ヒューバーなど、主力が打撃不振で得点に結びつかず、その結果、対巨人戦で8連敗を含む6勝18敗、対中日戦では昨年に続き、11連敗を記録するなど、8勝16敗、対阪神で9勝15敗と3強に大きく負け越したことが影響し、ヤクルトを含む上位4チームに大きく離され、1度も3位争いに加われず、2年連続5位に終わった。
2011年
東日本大震災の影響で開幕が当初の3月25日から4月12日に変更となり、開幕直後は不振の前田健に代わり、新外国人のブライアン・バリントンとデニス・サファテに新人の福井優也、打撃では4年目の丸佳浩が活躍し、一時は首位に立つなど、2位で交流戦を迎えたが、その交流戦ではリーグワーストの50イニング連続無得点、球団ワーストの4試合連続完封負けと打線が沈黙し、交流戦を最下位で終え、リーグ順位も5位に急降下、前半戦を5位で終える。後半戦に入ると、7月までわずか3本塁打の栗原が8月だけで9本塁打、25打点と活躍し月間MVPを獲得、チームも当時首位を走っていたヤクルトの急失速もあり、8月終了時点で首位と3.5ゲーム差の3位に浮上した。栗原は9月も好調を維持し、広島の打者として初めて2か月連続で月間MVPを獲得したがチームはサファテ、豊田清と救援陣の相次ぐ故障離脱などで6勝16敗1分けと大きく負け越し、Aクラス争いから脱落し、10月8日に3年連続5位に終わった。
2012年
中日との開幕3連戦は2敗1分としたものの、巨人との本拠地での開幕戦では1988年以来の3連勝で4月6日の対横浜DeNAベイスターズ戦で前田健がノーヒットノーランを達成するなど、投手陣が球団新記録となる39回無失点もあり、4月8日に一時首位に立つものの、その後は失速し、4月を11勝11敗の5分とした。4月25日に栗原が離脱するなど、故障者が続出、交流戦は10勝11敗3分の6位とし、7月16日に5割復帰するなど、交流戦以降14勝7敗で前半戦を1997年以来の3位で折り返す。8月は5割で3位をキープしたものの、9月に入り、15日から25日にかけて8連敗するなど、6勝17敗1分と負け越し、9月29日の対阪神戦（甲子園）で敗れ、Bクラスが確定した。最終的には首位巨人とは26ゲーム差、3位のヤクルトにも6.5ゲーム差をつけられ、2008年以来4年ぶりの4位に終わった。野村祐輔が梵以来となる新人王となり、平成生まれでは初の受賞となった。
暗黒時代はこの年までとされることが多く、Bクラス入りはこの年を最後に2014年までに回避している。
2013年
3月、オーナー代行に松田一宏が就任。
開幕対巨人3連戦で1分2敗に終わり、前年から続く東京ドームでの連敗記録（引き分けを挟む）を10に更新したのを含め、2008年以来5年ぶりの開幕から4連敗とつまずく。4月13日に前田健太がナゴヤドームでは2010年開幕戦以来となる勝利を挙げようやく勝率5割に戻すが、同じ試合で5試合連続2桁三振のリーグタイ記録を作るなど、必ずしも調子は上向かず、同月18日の試合終了後に2度目の勝率5割となり、翌19日に借金生活に戻って以降、レギュラーシーズン終了まで1度も勝率5割に戻ることはなかった。交流戦は11勝13敗で西武と同率の8位。5月以降はヤクルトが最下位に低迷していることから、中日、DeNAとの3位争いとなるが、前半はオールスター直前の試合に敗れ、5位で折り返す。後半戦は8月13日に3位に浮上してからも、引き続き中日、DeNAとの3位争いとなるが、9月10日から9月17日にかけて2009年以来4年ぶりの7連勝を記録し、下位との差を広げた。なお、この連勝中の9月16日に4位の中日の自力クライマックスシリーズの可能性が消滅した。9月25日の対中日戦（ナゴヤドーム）に2対0で勝利し、1997年以来16年ぶりのAクラスと球団史上初のクライマックスシリーズ出場が決定し、10月3日の対中日戦（マツダ）に3対5で敗れ、12年連続負け越しと1997年以来16年ぶりの3位が確定した。前田智徳、菊地原毅が現役を引退した。
2位阪神とのファーストステージ（甲子園）では2連勝でファイナルステージ進出を決めたが、巨人とのファイナルステージ（東京ドーム）では3連敗でCS敗退が決定した。
2014年
前年に続き、巨人と阪神との優勝争いとなるが、9月26日の対阪神戦（マツダ）に敗れ、巨人の優勝が決まったが、同時に2年連続クライマックスシリーズ出場も決定した。その後、阪神との2位争いとなったが、10月6日のシーズン最終戦の対巨人戦（マツダ）に敗れ、2年連続3位が確定した（なお、貯金を作ってのAクラス入りは1996年以来18年ぶり、貯金を作ってのシーズン終了は2001年以来13年ぶり）。10月8日、野村謙二郎が監督辞任を球団に申し入れ、了承された。阪神とのCSファーストステージ（甲子園）では第2戦で延長12回表に0対0とされた時点で阪神の勝ち上がりが決定し、0勝1敗1分で2年連続CS敗退が決定した。2年連続の躍進等によって観客数は大きく伸び、この年主催試合で190万4781人の観客を動員して、史上初となる190万人を突破した。この頃から球場へと足を運ぶ女性ファンの増加が注目を浴び、レプリカユニホームなどの赤色の衣装をまとってカープを応援する女性ファンのことを「カープ女子」と呼ぶようになった。「カープ女子」という言葉は、この年の「新語・流行語大賞」でトップテンに選ばれた。10月15日に野村の後任に野手総合コーチの緒方孝市の就任が発表された。11月14日に阪神を自由契約となった新井貴浩、12月27日にニューヨーク・ヤンキースをFAとなった黒田博樹が8年ぶりに復帰。

##### 緒方監督時代

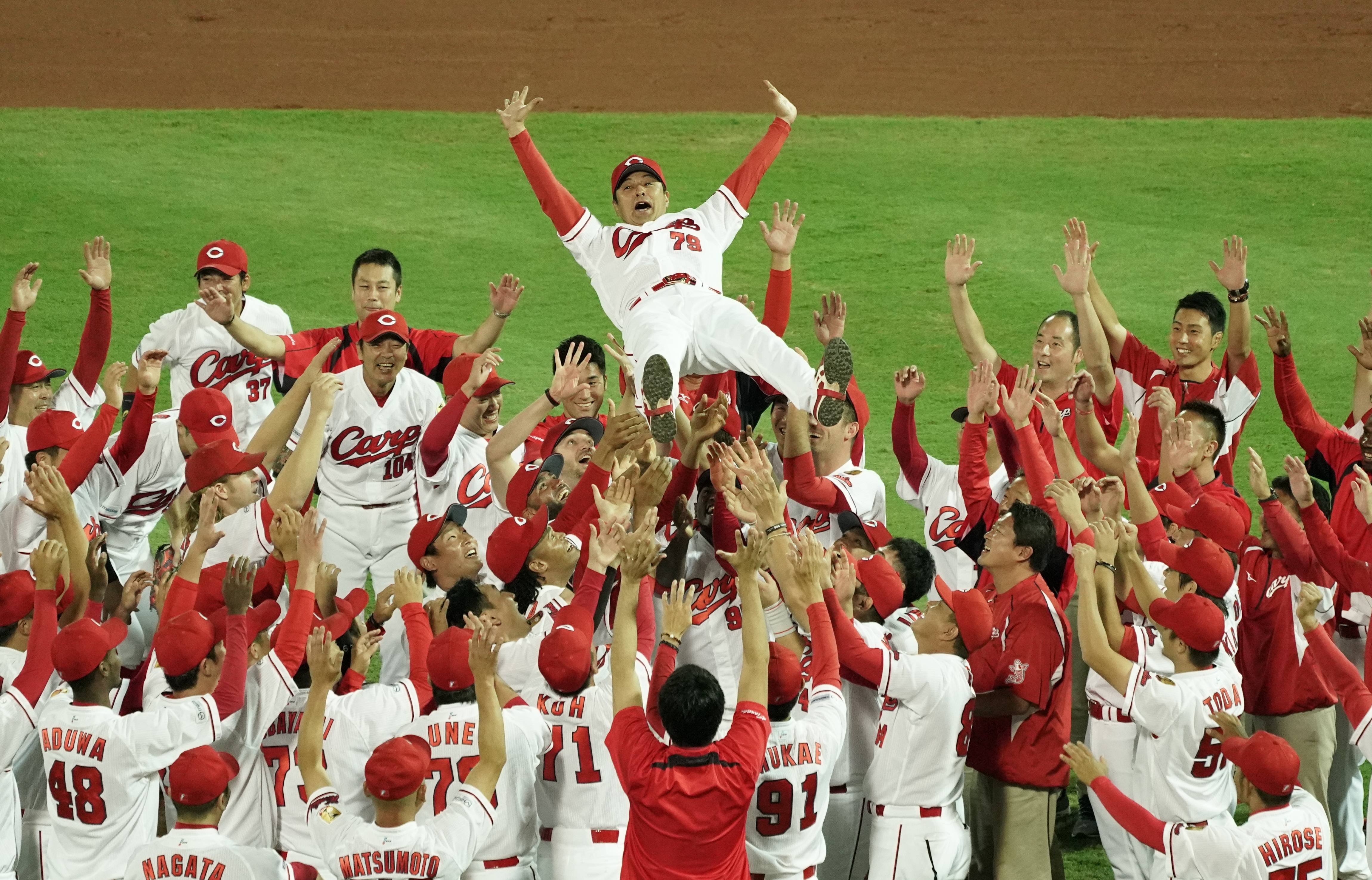
リーグ優勝後の胴上げの様子（2018年9月26日 マツダスタジアムにて）

2015年
序盤は一時最下位に沈むなど、Bクラスに低迷し、特にリリーフ陣の救援失敗が多発した。6月19日、対DeNA戦に3-1で勝ち球団通算4000勝を達成。交流戦は9勝9敗で7位に終わった。交流戦明けには一時Aクラスの3位に立つものの前半戦は5位で終えた。ただ、この年のセ・リーグは混戦だったこともあり、首位DeNAとは2ゲーム差であった。後半戦は巨人・阪神・ヤクルトを追う展開となる。9月15日に借金を完済し、勝率を5割まで上げる。しかし、その後も貯金は作れず、9月24日の対巨人戦で敗れ、リーグ優勝の可能性が消滅した。その後は阪神とのCS出場争いとなったが、10月7日のシーズン最終戦の対中日戦で敗れ、2012年以来3年ぶりのBクラスと4位が確定し、CS出場を逃した。一方で、カープ主催試合の年間観客動員数はカープ歴代最高の約211万人に達した。これは、セ・リーグで3番目に多く、大都市圏の名古屋を本拠地とする中日ドラゴンズをも上回った。この数字はセ・パ12球団合わせても巨人、阪神、ソフトバンクに次いで第4位であった。なお、先発投手の勝ち星はリーグトップの57勝を挙げ勝率でもトップだったが、救援勝敗は12勝20敗だった。これは、セ・リーグの救援勝率の中では最下位であり、12球団でも11位の成績だった。オフに前田健太が沢村賞を受賞し、その後ポスティングシステムでロサンゼルス・ドジャースへ移籍。マイク・ザガースキーら外国人選手6人が自由契約となった。中日を自由契約となったエクトル・ルナを獲得。
2016年

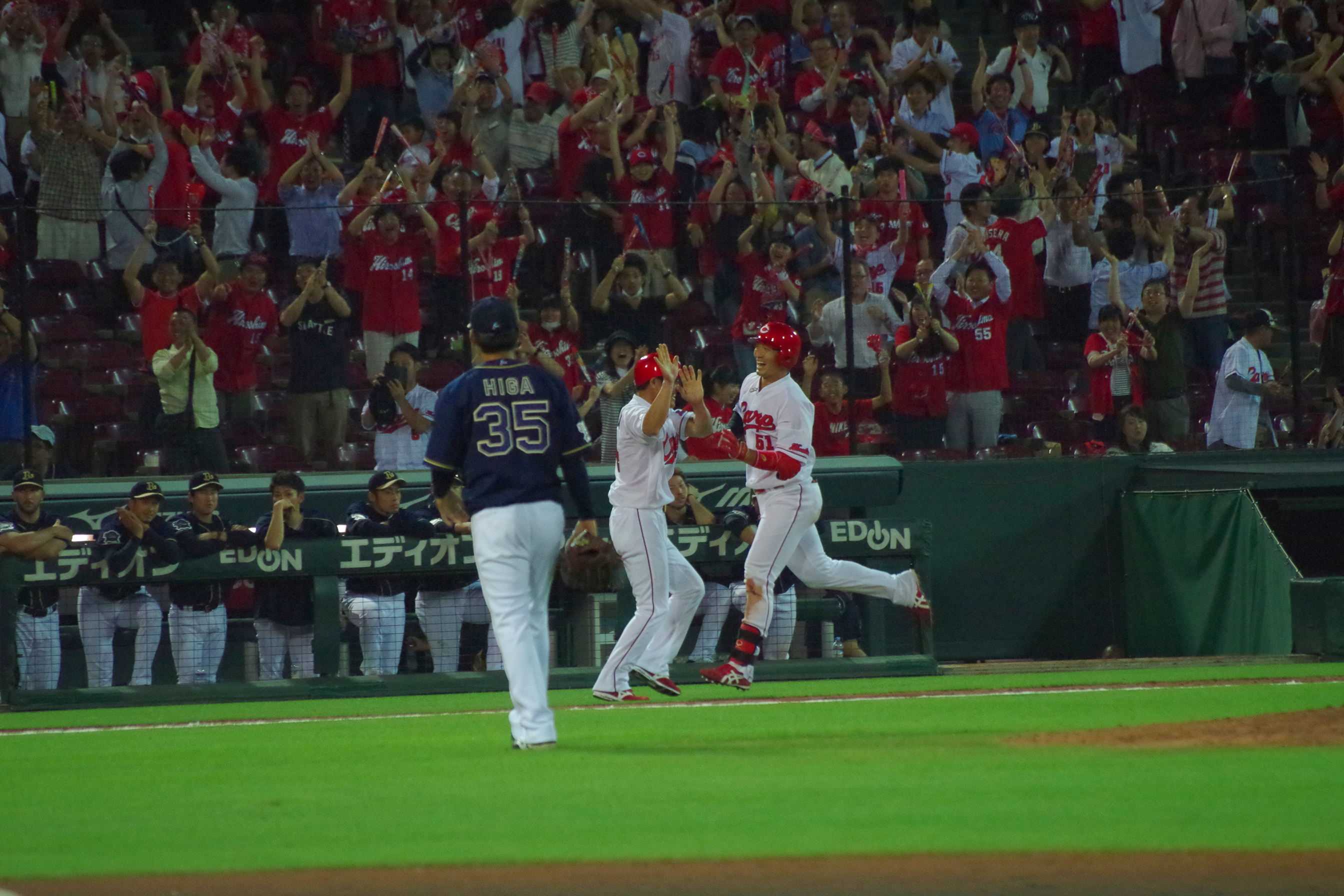
サヨナラ本塁打を放ちダイヤモンドを一周する鈴木誠也（2016年6月17日 マツダスタジアムにて）

前田のメジャー移籍により、1点差負けが20度以上あった昨年以上の戦力低下が不安視されたが、3・4月に16勝12敗と好スタートを切って上位をキープする。その後の交流戦は3位で、セ・リーグでは唯一の勝ち越し。「1番・田中、2番・菊池、3番・丸」の「タナキクマル」と呼ばれる打順が定着し、鈴木誠也が2試合連続サヨナラ本塁打を含む3試合連続決勝本塁打を放ち、交流戦で3位に導いた。交流戦最後の6連戦から11連勝を飾って6月以降は首位を独走し、1991年以来25年ぶりのリーグ優勝を果たした。
クライマックスシリーズでは3位DeNAと対戦。4勝1敗（アドバンテージ1勝を含む）で1991年以来25年ぶりの日本シリーズ出場を決めた。
日本シリーズでは北海道日本ハムファイターズと対戦した。マツダスタジアムで連勝したものの、その後の札幌ドームで3戦全敗。第6戦ではジェイ・ジャクソンが4-4で迎えた8回に中田翔に押し出しの四球、5番手投手のアンソニー・バースにセンター前タイムリー、ブランドン・レアードに満塁本塁打を浴びるという一方的な展開となり、2勝4敗で敗れ、日本シリーズは敗退してシーズンを終えた。新井がリーグMVP、菊池涼介が最多安打、野村祐輔が最多勝を獲得。1975年の初優勝以来41年ぶりに優勝パレードが平和大通りで行われ、約31万3000人（主催者発表）のカープファンが沿道を真っ赤に埋め尽くした。黒田博樹、廣瀬純、倉義和が現役を引退した。
2017年

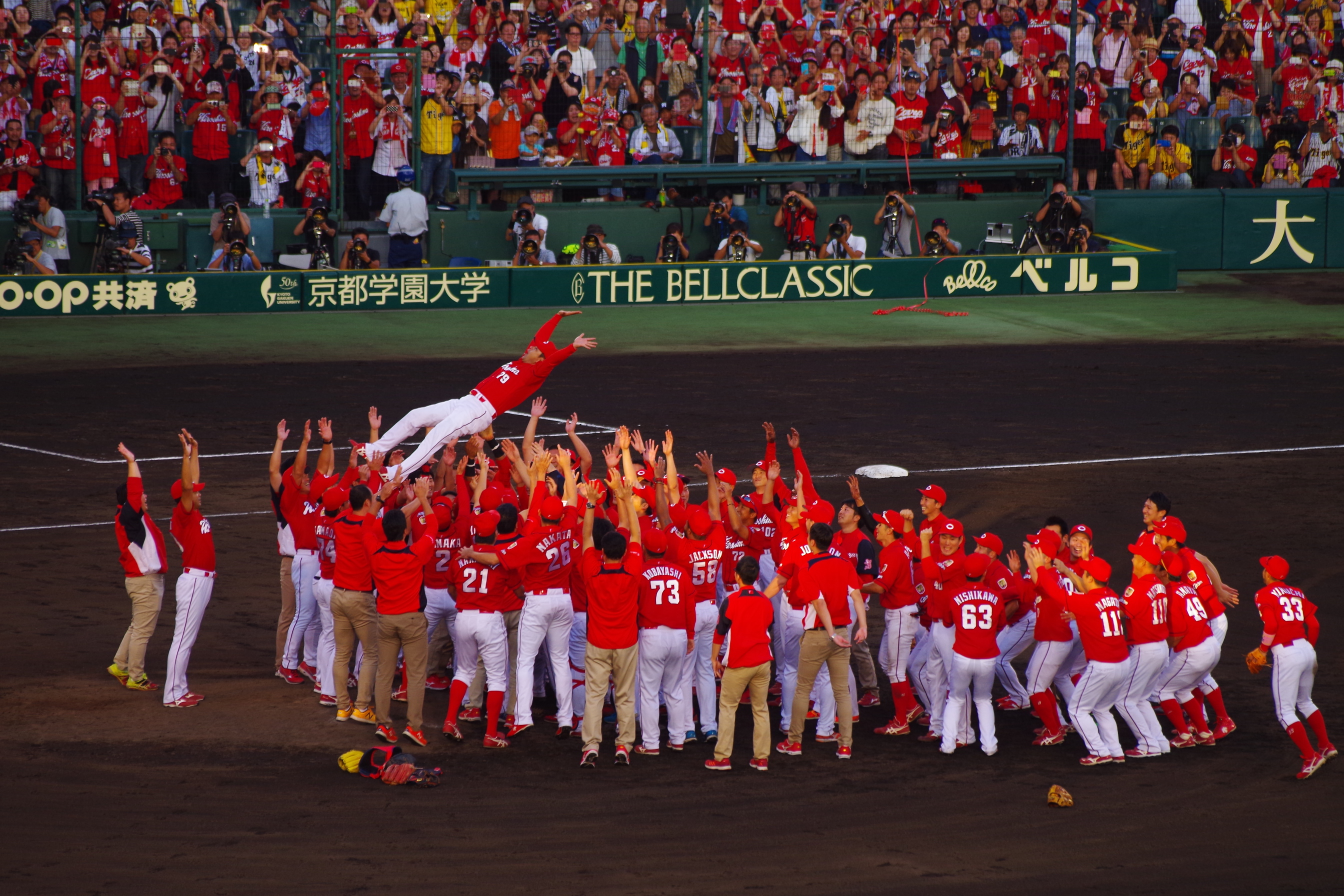
リーグ優勝後の胴上げの様子（2017年9月18日 阪神甲子園球場にて）

前々年の2015年がBクラス（4位）のため、当年に開幕権はなかったが、開幕権を保有していた阪神が返上したため、開幕戦をマツダスタジアムで迎えることとなった。開幕戦こそ落としたものの、その翌日から10連勝（1分けを挟む）。交流戦はソフトバンクと並ぶ勝率1位だったが、ソフトバンクとの直接対戦成績が1勝2敗であったことにより2位となった。公式戦は5月に2位となり、6月以降は首位を独走。9月18日に甲子園球場で阪神に勝ち、2年連続リーグ優勝を決めた。なお、二軍も9月26日に阪神鳴尾浜球場で阪神に勝利し、ウ・リーグ優勝を決めた。
クライマックスシリーズではレギュラーシーズンで唯一負け越していたDeNAに2勝4敗（アドバンテージ1勝を含む）で敗れ、日本シリーズ出場を逃した。丸佳浩がリーグMVP、田中広輔が盗塁王・最高出塁率のタイトルを獲得した。
2018年

開幕カード3連勝と好スタートを切ると4月24日以降は一度も首位を譲ることなく独走した。5、6月の交流戦こそ負け越したが、リーグ戦再開後も好調を維持し続けた。9月5日にベテランの新井が今季限りでの引退を表明した後に6連敗するなど、一時調子を落としたが優位は変わらず、9月26日に1991年以来27年ぶり9度目、マツダスタジアム初の本拠地でのリーグ優勝と同時に球団史上初のリーグ3連覇を達成した。セ・リーグでの3連覇は巨人に次いで史上2球団目。
クライマックスシリーズではシーズン3位の巨人と対戦。4勝0敗（アドバンテージ1勝を含む）で昨年の雪辱を果たし、日本シリーズ出場権を獲得した。
福岡ソフトバンクホークスとの日本シリーズでは甲斐拓也に6度も盗塁を阻止されるなど、セ・リーグトップの95盗塁の機動力を完璧に封じられたのに加え、アウェーでこの年も3戦全敗し、マツダスタジアムに戻った第6戦で0-2で敗れ、日本シリーズ敗退となった。丸が.306、39本塁打で2年連続でリーグMVPを獲得、大瀬良大地が最多勝タイトルを獲得した。新井貴浩、天谷宗一郎が現役を引退した。丸佳浩がFA宣言し、5年25億円の大型契約を用意した巨人、福井優也が菊池保則との交換トレードで楽天に移籍。外国人選手では来日7年目となり、外国人選手在籍年数の球団記録を更新したブラッド・エルドレッド、入団から3年間セットアッパーとして活躍したジャクソン、一軍での登板がわずか1試合に終わった来日1年目のレオネル・カンポスと契約を更新せずに退団した。
この年は平成最後のペナントレースだったため、広島は「平成最後のセ・リーグ優勝球団」となった。
2019年
1月7日、丸が移籍した巨人から人的補償で長野久義を獲得。開幕後は丸の抜けた穴や大瀬良、田中の不調で負け越す等しばらくは下位に低迷していたが、5月には20勝で球団の月間勝利記録を更新と復調し、交流戦前には首位に躍り出た。しかし、6月4日から始まった交流戦に入ると2勝1敗と勝ち越した楽天以外のチームには全て負け越し、5勝12敗1分けと再び負けが込み、交流戦明けにかけて引き分けを挟んで11連敗と首位から陥落し、オールスター前には3位で終える。その後は一旦持ち直し、一時は首位巨人に1ゲーム差まで詰めるも、奪回する事は出来ず、8月にはバティスタがドーピング検査で陽性反応が出た事が発覚し、9月3日から半年間の出場資格禁止を余儀無くされた。9月になると負けが増え、バティスタが出場停止以降の試合は7勝9敗と失速し、9月19日のDeNA戦に敗れ、4連覇の夢が潰え、同時に猛迫してきた阪神にゲーム差を縮められた。9月23日にマツダスタジアムで行われた引退試合を最後に永川勝浩が現役を引退した。レギュラーシーズンは阪神より先に3位で終えたが、9月27日に行われた最終戦の中日戦に1対4で敗れ、自力で4年連続クライマックスシリーズ出場を決めることが出来なかったのが祟り、6連勝した阪神に抜かれ、2015年以来4年ぶりのBクラスと4位が確定した。これを受け、オフに緒方孝市が監督辞任を表明し、後任に一軍投手コーチの佐々岡真司が就任する事が決まった。マツダスタジアムの入場者数は222万3619人であった。

##### 佐々岡監督時代
2020年
新型コロナウイルスの影響で開幕が3か月遅れて開幕し、エースの大瀬良やクリス・ジョンソンなどの不調及びケガによる離脱、新守護神で獲得したテイラー・スコットが開幕から乱調など前年同様に投手陣、特にリリーフ陣の崩壊や僅差での試合を多く落として開幕から最下位を行き来するなど、低迷した。10月2日のヤクルト戦に勝利したことで、最下位を脱出したものの、その後も好転せず、対巨人戦には2014年以来6年ぶりの負け越しを喫するなど、2年連続Bクラスと2011年以来9年ぶりの5位が確定した。しかしながらルーキーの森下暢仁が新人王を受賞する活躍を見せた。11月7日にマツダスタジアムで行われた引退試合を最後に石原慶幸が現役を引退した。マツダスタジアムの入場者数は53万7857人と前年比で大幅減となったが、それでも12球団としては最多であった。この年、58年間トレーナーを務めた福永富雄が12月末で勇退した。
2021年
8選手、コーチ含む11人が新型コロナウイルス陽性と判定された。その直後に始まったセ・パ交流戦では3勝12敗3分と大きく負け越し、一時はリーグ最下位に転落した。後半戦は中日、DeNAとの最下位争いとなったが、10月以降は13勝7敗1分と大きく勝ち越し、最終的には3年連続Bクラスと2019年以来2年ぶりの4位が確定した。鈴木誠也が自信2度目の首位打者のタイトル、九里亜蓮が初めて最多勝利のタイトルを獲得した。ルーキーの栗林良吏（新人最多タイ記録となる37セーブを挙げ新人王を受賞。防御率0.86）、5年目の坂倉将吾（初めて規定打席に到達し、リーグ2位の打率.315をマーク）、3年目の小園海斗（初めて規定打席に到達し、打率.298をマーク）、3年目の林晃汰（規定打席には届かなかったものの、10本塁打をマーク）が活躍するなど、若手の活躍が目立った1年でもあった。オフに新外国人としてドリュー・アンダーソン、ニック・ターリー、ライアン・マクブルームを獲得、鈴木がポスティングシステムでシカゴ・カブスに移籍した。今村猛が戦力外通告を受け、その後現役を引退した。
2022年
3・4月は16勝12敗と4つの貯金を作り、一時は首位にも浮上、5月も11勝12敗と1つの負け越しと5月22日の中日戦終了時点では首位のヤクルトと1.5ゲーム差と踏ん張っていたものの、苦手としている交流戦で5勝13敗と今年も大きく負け越し、ヤクルトが14勝4敗と驚異的なペースで勝ちを積み重ねたのも重なって10.5ゲーム差に広げられた。それでも、交流戦が空けて秋山翔吾が日本球界に復帰した前半戦は46勝46敗と五分に戻したものの、8月に10勝15敗と負け越し、巨人と阪神と共にクライマックスシリーズ進出を争っていた9月以降も10勝10敗と数字上は五分だったものの、8月3日に横浜スタジアムで行われたDeNA戦で8勝を挙げていた床田が5回の打席で走塁途中に躓き、負傷退場となった。床田は右足関節骨折でシーズン絶望となったのが祟ってか、9月7日にバンテリンドームで行われた中日戦ではルーキーの森翔平が勝って以降は先発投手の勝ちがなかったばかりか、8日に森下が7イニングを投げて以降は全ての試合で6イニングを投げ切れず、29日のヤクルト戦でもターリーが4-2とリードしていた7回、2アウトランナー1塁2塁のピンチでホセ・オスナに3ランホームランを打たれて逆転負けしたことで、クライマックスシリーズ出場から大きく遠ざかり、30日もオスナとパトリック・キブレハンのホームラン攻勢によって1-5で敗れ、4年連続Bクラスと2020年以来2年ぶりの5位が確定した。投手陣では前述の床田を8月に故障で失い、エースの大瀬良が6月5日と8月13日の2回にわたって登録を抹消され、8勝9敗、前年に13勝と阪神の青柳晃洋と共に最多勝を獲得した九里も6勝9敗と振るわなかった。打線もチーム打率は2割5分7厘とリーグだけではなく、12球団でもトップだったものの、併殺打が112と12球団ワーストだった。さらに2004年の巨人に次いで2番に少ない26盗塁と30盗塁を記録した阪神の近本光司一人にも及ばず、断トツで球団史上ワースト（チーム最多は野間の7盗塁で、12球団で11位のDeNAは49盗塁）と緻密さを欠いた。オフに佐々岡監督が記者会見を開き辞任し、後任として球団生え抜きの新井貴浩が監督に就任することを発表した。白濱裕太、安部友裕が戦力外通告を受け、2人ともその後現役を引退した。前阪神バッテリーコーチの藤井彰人をヘッドコーチに招聘した。

##### 新井監督時代
2023年
監督の新井がキャプテン制を敷かないことを表明。なお、選手会長の大瀬良大地、副会長の堂林翔太、九里亜蓮、野間峻祥、書記の西川龍馬、会計の森下暢仁、役員は全員留任。
開幕4連敗と苦しい立ち上がりだったが、その直後の5連勝を飾るなど、4月は12勝12敗となった。5月はG7広島サミット開催の影響で2週間ビジターによる対戦が続いたが、これを7勝5敗で乗り切り、交流戦前は3位で折り返した。近年最下位が続いていた交流戦も9勝9敗で乗り切り、7月には10連勝を挙げた。オールスターゲーム前後では主力の西川龍馬や秋山翔吾などが怪我で離脱し、9月には6連敗を喫することもあったが、床田寛樹や九里亜蓮などの先発の好投、最優秀中継ぎ賞をとった島内颯太郎を含めた中継ぎ陣の安定、さらに栗林良吏や矢崎拓也の抑えの活躍に加え、野手陣の若手の活躍とベテランの復活により、7月27日に一時首位となり、28日以降は2位を維持し続け、9月25日に2018年以来5年ぶりのクライマックスシリーズ出場が決定し、10月4日に1995年以来28年ぶりの2位が確定し（いずれも他力による決定）し、球団史上初の本拠地でのクライマックスシリーズファーストステージ開催が決定した。
クライマックスシリーズではファーストステージでDeNAに2連勝したが、ファイナルステージでは阪神にアドバンテージを含む4連敗で敗れ、2014年以来9年ぶりのクライマックスシリーズ敗退となり、日本シリーズ出場を逃した。オフに西川龍馬がオリックスにFA移籍。
2024年
シーズンを通じて巨人や阪神との激しいマッチレースを繰り広げる中、大瀬良、森下ら投手陣や野手では矢野雅哉らの活躍で8月末まで首位に立つ時期も長かった。しかし、盗塁を117回試みるも、リーグ最多となる51度の盗塁失敗と成功率も.564と低く、6月28日にマット・レイノルズが、9月20日にジェイク・シャイナーがどちらもシーズンを全うすることなく、復帰が見込めずに退団したことで、長打が期待出来なかったため、セ・リーグワーストの.238に1126安打、12球団ワーストの52本塁打に282四球。中日に次いでリーグブービーの415得点と伸びず、96試合も3点以下に抑えられた打線が1年間繋がらなかったのが祟り、残り29試合の内17試合がマツダスタジアムでビジターも大半が当時対戦成績で勝ち越しているヤクルト（12勝5敗）とDeNA（13勝6敗）と絶対的有利だった9月に入ると一転、5日のDeNA戦に敗れ、首位から陥落。9月10日からマツダスタジアムで行われ、スイープ（同一カード3連勝）すれば、優勝マジック16が点灯する首位巨人との3連戦で2020年以来4年ぶりに同一カード3連敗と逆にスイープを喫し、また9月11日に登板したハーンが夫人出産に立ち会うために一時帰国。9月の前半で2勝10敗と急失速。首位を巨人に明け渡す形で16日のDeNA戦に2-11で敗れ、一気に自力優勝が消滅し、その後も止められず、阪神にも追い抜かされ、9月20日の巨人に敗れ、DeNAと入れ替わりで4位に転落。以降はDeNAとのAクラス争いとなり、21日の巨人戦に勝利し、一度は3位に返り咲いたものの、矢野が涌井秀章から22球のファウルというNPB新記録を記録した翌日の中日戦を落とし、1日で4位に逆戻り。9月23日に優勝の可能性が完全に消滅したのに続き、25日のヤクルト戦にもマツダスタジアムで初めて敗れ、最大で14あった貯金が無くなったばかりか、自力でのクライマックスシリーズまで消滅し、9月28日の巨人戦に敗れ、2009年にマツダスタジアムが開場して以降初めて相手チームのリーグ優勝による胴上げを見届けることになった。29日の中日戦では3-4で逆転負けし、球団月間ワーストおよびセリーグワーストタイの20敗。10月2日のヤクルト戦に敗れ、2022年以来2年ぶりのBクラスと2021年以来3年ぶりの4位が確定し、記録的な大失速でクライマックスシリーズ出場を逃した。10月5日にマツダスタジアムで行われた引退試合を最後に野村祐輔が現役を引退した。
投手陣は8月まで3.20で6勝8敗だった九里が9月は3.71の1勝2敗、8月まで1.31で6勝3敗だった大瀬良がシーズンは1.86ながら9月は5.31の3敗、8月まで1.81で11勝6敗だった床田が9月は5.14の4敗、8月まで1.65で10勝5敗だった森下が9月は6.92の5戦全敗とそれまでローテーションを支えていた先発4本柱を筆頭に先発が4.42で中継ぎが4.07、10月は中継ぎが0.77だったものの、先発が7.59。シーズンの失点は419だったものの、9月の失点は12球団ワーストの116失点と総失点の4分の1以上を占める程一気に崩れ、特にマツダスタジアムで行われた9月は16試合で77失点と12球団ワースト。シーズンに喫した70敗のうち、64敗が3点以下で敗れた上に9月のビジター（甲子園球場、神宮球場、横浜スタジアム、バンテリンドーム）は9戦全敗で17得点と12球団ワーストだった。
2025年
新井政権3年目。ローテの一角を担っていた九里亜蓮が海外FA権を行使してオリックス・バファローズに移籍。ドラフトでは宗山塁を指名するも交渉権を楽天が獲得したため、外れ1位で青山学院大学の佐々木泰を獲得。合計5名の支配下選手と3名の育成選手を獲得した。現役ドラフトでは矢崎を放出し、1巡目でオリックスから山足達也、現役ドラフト初の2巡目で北海道日本ハムファイターズから鈴木健矢を獲得。助っ人外国人は野手がエレフリス・モンテロ、サンドロ・ファビアン、投手がジョハン・ドミンゲスの合計3名を獲得。

## チーム成績・記録
- リーグ優勝 9回

1950年以降の順位の変遷。青い丸は日本シリーズ優勝を示す

  - （1975年、1979年 - 1980年、1984年、1986年、1991年、2016年 - 2018年）
- 日本一 3回
  - （1979年、1980年、1984年）
- クライマックスシリーズ優勝 2回
  - （2016年、2018年）
- Aクラス 26回
  - （1968年、1975年 - 1976年、1978年 - 1981年、1983年 - 1991年、1994年 - 1997年、2013年 - 2014年、2016年 - 2018年、2023年）
- Bクラス 49回
  - （1950年 - 1967年、1969年 - 1974年、1977年、1982年、1992年 - 1993年、1998年 - 2012年、2015年、2019年 - 2022年、2024年）
- 最下位 10回
  - （1950年 - 1951年、1963年、1967年、1969年、1972年 - 1974年、1993年、2005年）
- 連続Aクラス入り最長記録 9年（1983年 - 1991年）
- 連続Bクラス最長記録 18年（1950年 - 1967年）
- 最多勝 89勝（2016年）
- 最多敗 96敗（1950年）
- 最多引分 18分（1978年）
- 最高勝率 .633（2017年）
- 最低勝率 .299（1950年）
- チーム最多連勝 12（1984年4月8日 - 4月22日）
- チーム最多連敗 13（1950年11月3日 - 11月14日、1999年6月25日 - 7月13日）

### その他の記録
- 最小ゲーム差 3.0ゲーム（1992年）
- 最大ゲーム差 59.0ゲーム（1950年）
- 最多本塁打 205本（1978年）
- 最少本塁打 29本（1952年）
- 最高打率 .284（1978年）
- 最低打率 .213（1956年）
- 最少盗塁 26個 (2022年)
- 最高防御率 2.62（1959年）
- 最低防御率 5.20（1950年）
- 1イニング最多四死球10四球（1978年7月6日、対読売ジャイアンツ戦2回表に記録）内訳：山本浩二、エイドリアン・ギャレット、衣笠祥雄各2四球、水沼四郎、北別府学、正垣泰祐、水谷実雄各1四球
- 50イニング連続無得点（2011年5月26日、対埼玉西武ライオンズの5回 - 6月3日、対オリックス・バファローズの6回）セ・リーグ記録[注釈 35]
- 1イニング最多失点 15得点 （2009年6月11日対千葉ロッテマリーンズ6回裏）プロ野球記録
- 1ゲーム最多失点 25得点 （1955年6月22日対読売ジャイアンツ）[注釈 36]

## 永久欠番
- 3 衣笠祥雄（1988年 - ）
- 8 山本浩二（1987年 - ）※広島球団史上初の永久欠番
- 15 黒田博樹（2017年 - ）※黒田不在期間の2008年 - 2014年は黒田に誠意を示すため、空き番としていた。

### 永久預かり
カープでは永久欠番に準ずる制度として、前任者が推薦する選手が出て来るまではその番号を空き番とする「永久預かり」制度を導入している。この制度が適用されたのは以下の通り（カッコ内は空き番だった期間）。
- 20（1995年 - 2002年・2020年） 1976年から1994年まで北別府学が着用。2002年のドラフト自由枠で入団した永川勝浩に与えられた。永川が2019年シーズン限りで現役引退したため、2020年シーズンは再び空き番となり、同年オフのドラフト1巡目で入団した栗林良吏に与えられた。
- 7（2006年 - 2012年） 前任者は野村謙二郎。2012年のシーズン終了後に堂林翔太に与えられた（背番号13から変更）。なお、野村は2010年シーズンからの監督就任に際し、背番号は「77」とした。
- 9（2010年 - 2013年・2019年 - 2021年） 1996年から2009年まで緒方孝市が着用。2013年のシーズン終了後に丸佳浩に与えられ（背番号63から変更）、2018年まで着用した。丸がFA移籍した2019年以降は再び空き番となるが（丸の人的補償で入団した長野久義に提示されたが、辞退して5を着用）、2022年途中に日本球界に復帰した秋山翔吾（西武→シンシナティ・レッズ他）が着用。
- 1（2014年 - 2018年・2022年 - ）前任者は前田智徳。2018年のシーズン終了後、鈴木誠也に与えられた（背番号が51から変更）[192]。2022年に鈴木がメジャーリーグに移籍して以降は再び空き番となっている。
- 18（2016年 - 2019年）前任者は前田健太。黒田の「背番号15」とは状況が異なり、付けるに相応しい投手が台頭してきた、もしくはドラフトにて獲得出来た場合は与える方針としていた。それに従い、前田健太の前に背番号18を着用していた佐々岡真司（広島監督・2020年 - 2022年）の意向により、2019年のドラフト1巡目で入団した森下暢仁に与えられた。
- 25（2019年 - 2022年）前任者は新井貴浩。新井は背番号25の後継者について、一つだけ条件を挙げ、「一生懸命やる選手。センスがあったり、技術的に高い選手じゃなくていい。チームのことを第一に考えて行動できる、プレーできる選手につけてほしい」と希望した[193]。その後、2022年オフに新井が監督として復帰。再び背番号25を着けることになった。

## 沢村栄治賞受賞者
カープで沢村栄治賞を複数回受賞しているのは、北別府学、前田健太の2人である。また、クリス・ジョンソンが外国人投手として史上2人目の受賞を達成している。
- 外木場義郎 ：1回（1975年）
- 池谷公二郎 ：1回（1976年）
- 北別府学 ：2回（1982年、1986年）
- 大野豊 ：1回（1988年）
- 佐々岡真司 ：1回（1991年）
- 前田健太 ：2回（2010年、2015年）
- クリス・ジョンソン ：1回（2016年）

## 三冠王（投手・打者）

### 投手三冠王
カープでの投手三冠王の達成者は1人。
- 前田健太 ：1回（2010年）

### 打者三冠王
2024年シーズン終了時点で達成者はいない。

## 最優秀選手受賞者（複数回）

### 投手の複数回受賞者
2024年シーズン終了時点で複数回受賞の達成者はいない。他球団での受賞も含めると江夏豊がカープ時代に1回、ファイターズ時代に1回で複数回受賞を達成している（投手としては唯一の両リーグでの受賞達成者でもある）。

### 打者の複数回受賞者
カープの打者で最優秀選手を複数回受賞しているのは2人。
- 山本浩二 ：2回（1975年、1980年）
- 丸佳浩 ：2回（2017年、2018年）

## 歴代監督
※太字はリーグ優勝、◎は日本一
1. 1950年 - 1953年 ： 石本秀一[※ 1]
2. 1953年 - 1960年 ： 白石勝巳 （第1次）
3. 1961年 - 1962年 ： 門前眞佐人
4. 1963年 - 1965年 ： 白石勝巳 （第2次）[※ 2]
5. 1966年 - 1967年 ： 長谷川良平
6. 1968年 - 1972年 ： 根本陸夫[※ 3][※ 4]
7. 1973年 ： 別当薫
8. 1974年 ： 森永勝也
9. 1975年 ： ジョー・ルーツ[※ 5]
10. 1975年 - 1985年 ： 古葉竹識◎
11. 1986年 - 1988年 ： 阿南準郎
12. 1989年 - 1993年 ： 山本浩二 （第1次）
13. 1994年 - 1998年 ： 三村敏之
14. 1999年 - 2000年 ： 達川晃豊
15. 2001年 - 2005年 ： 山本浩二 （第2次）
16. 2006年 - 2009年 ： マーティ・ブラウン[※ 6]
17. 2010年 - 2014年 ： 野村謙二郎[※ 7]
18. 2015年 - 2019年 ： 緒方孝市[※ 8]
19. 2020年 - 2022年 ： 佐々岡真司[※ 9]
20. 2023年 - ： 新井貴浩

1. ↑  1953年は5月3日まで指揮。
2. ↑  1965年は7月15日まで指揮、残り試合は長谷川良平が代行。
3. ↑  ここから広島東洋カープ
4. ↑  1972年は6月30日まで指揮、残り試合は森永勝也が代行。
5. ↑  1975年は4月30日まで指揮、5月3日までは野崎泰一が代行。
6. ↑  2008年8月19日 - 21日はジェフ・リブジーが代行。
7. ↑  2011年6月28日 - 29日は高信二が代行。
8. ↑  2019年5月21日 - 22日は高信二が代行。
9. ↑  2022年8月16日 - 26日は河田雄祐が代行。

## 歴代オーナー
| 世代  | 氏名     | 在任期間                        | 備考                                                  |
| ----- | -------- | ------------------------------- | ----------------------------------------------------- |
| 初代  | 松田恒次 | 1967年12月17日 - 1970年11月15日 | 同時期に東洋工業（現・マツダ）社長を兼任              |
| 2代目 | 松田耕平 | 1970年11月18日 - 2002年7月10日  | 1977年まで東洋工業（現・マツダ）社長を兼任 恒次の息子 |
| 3代目 | 松田元   | 2002年7月15日 -                 | 耕平の長男。                                          |

| 氏名     | 在任期間                        | 備考                                                                           |
| -------- | ------------------------------- | ------------------------------------------------------------------------------ |
| 松田耕平 | 1967年12月17日 - 1970年11月17日 |                                                                                |
| 松田元   | 1985年 - 2002年7月14日          |                                                                                |
| 松田一宏 | 2013年3月25日 -                 | 松田元の弟・松田弘（広島エフエム放送元社長およびアンフィニ広島元社長）の長男。 |

## 歴代本拠地
| 球場名                         | 所在地                   | 使用期間              |
| ------------------------------ | ------------------------ | --------------------- |
| 広島総合球場                   | 広島市西区観音新町二丁目 | 1950年 - 1957年       |
| 広島市民球場                   | 広島市中区基町           | 1957年7月 - 2009年3月 |
| MAZDA Zoom-Zoom スタジアム広島 | 広島市南区南蟹屋二丁目   | 2009年4月 -           |

## 業績推移
| 決算年度 | 売上高 | 営業利益 | 経常利益 | 当期純利益 |
| -------- | ------ | -------- | -------- | ---------- |
| 2017年度 | 18,868 |          |          | 1297       |
| 2018年度 | 18,940 |          |          | 930        |
| 2019年度 | 16,926 |          |          | 487        |
| 2020年度 | 8,557  |          |          | ▲2,934     |
| 2021年度 | 11,600 |          |          | ▲511       |
| 2022年度 | 15,696 |          |          | 1,225      |
| 2023年度 | 17,640 |          |          | 865        |
| 2024年度 | 17,463 |          |          | 836        |

※単位百万円

## 球団施設
- 広島東洋カープ由宇練習場（山口県岩国市由宇町） - 二軍本拠地球場、練習施設
- 広島東洋カープ屋内練習場（広島市南区南蟹屋三丁目） - マツダスタジアムに隣接する屋内練習場
- 広島東洋カープ屋内総合練習場・大野寮（広島県廿日市市宮島口西1丁目） - 屋内練習場・若手選手専用合宿所
- 大州寮（広島市南区大州五丁目）- レギュラー選手専用合宿所
  - 1958年から2011年まで独身選手用の寮「三省寮」（広島市西区三篠町3丁目）が存在した[出典 67]。二軍選手寮の「大野寮」がまだないため、独身選手は主力選手でもここに入る決まりだった[205]。この大野の施設が出来るまで、二軍は専用グラウンドがなく、施設の整った広陵高校のグラウンドを借りた[205]。放課後は広陵の野球部がグラウンドを使うため、生徒が授業を受けている間で、大下剛史が二軍守備・走塁コーチだった時期には、大下の怒声が広陵のグラウンドに響いた[205]。老朽化のため大州寮に機能を移し解体。跡地ではMAZDA Zoom-Zoom スタジアム広島用の補修用芝を栽培している。
  - 合宿所は一軍と二軍それぞれに設けている。以前は広島市内の三篠寮1か所だけだったが施設の老朽化が進んだことから、1984年以後佐伯郡大野町（現廿日市市）にある「大野屋内練習所」（カーサ・デ・カルピオ〔Casa di CARPIO〕、イタリア語で「カープの館」の意味）の敷地内に二軍の合宿所を建設。三篠寮は一軍選手専用となった。
  - 2024年1月、経年による老朽化や手狭になった二軍練習施設・寮について、2029年に移転する計画を発表している。球団は廿日市市、中国新聞社と連携協力に関する協定を締結。中国新聞社所有の「ちゅーピーパーク」内の土地（2024年夏に営業を終了する「ちゅーピープール」の跡地）約2ヘクタールを購入し、最新のトレーニング機能を備えた「大野ファーム施設（仮称）」を建築する。施設の建築費は40億円以上とされており、敷地は従来の2.4倍に拡大する。新施設ではファンとの交流も可能とする方針で、大野寮の食事は選手に好評なことから訪れたファンにも販売する計画も立てられている[206][207]。

- カープベースボールギャラリー（カルピオ・広島市中区八丁堀）- 入場券販売所・ギャラリー
- カープアカデミー（ドミニカ共和国） - MLBのアカデミーを参考に作られた施設。

本拠地のMAZDA Zoom-Zoom スタジアム広島には、球団の本部のほかに公式グッズを販売する売店なども整備されている。

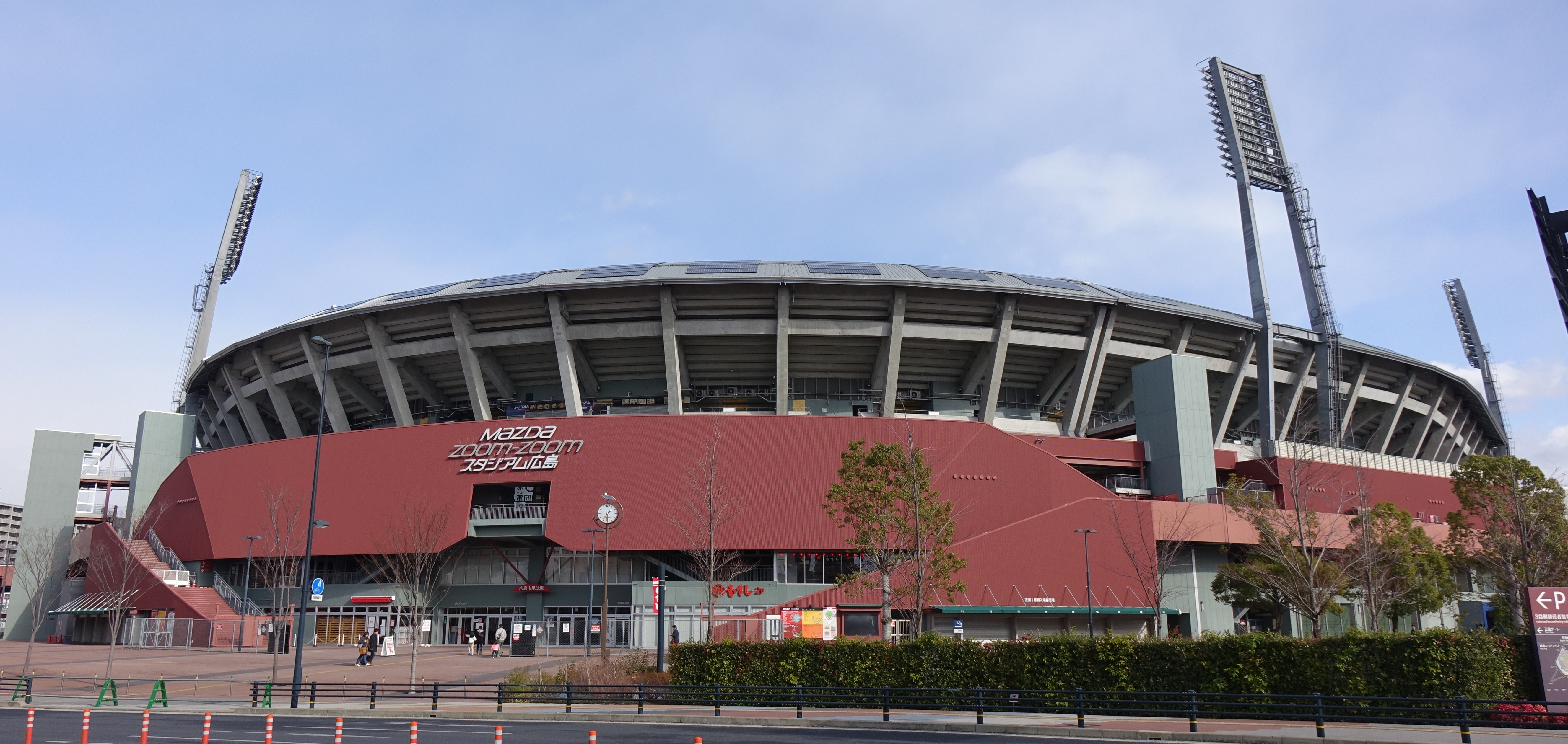
MAZDA_Zoom-Zoom_スタジアム広島
広島東洋カープ由宇練習場
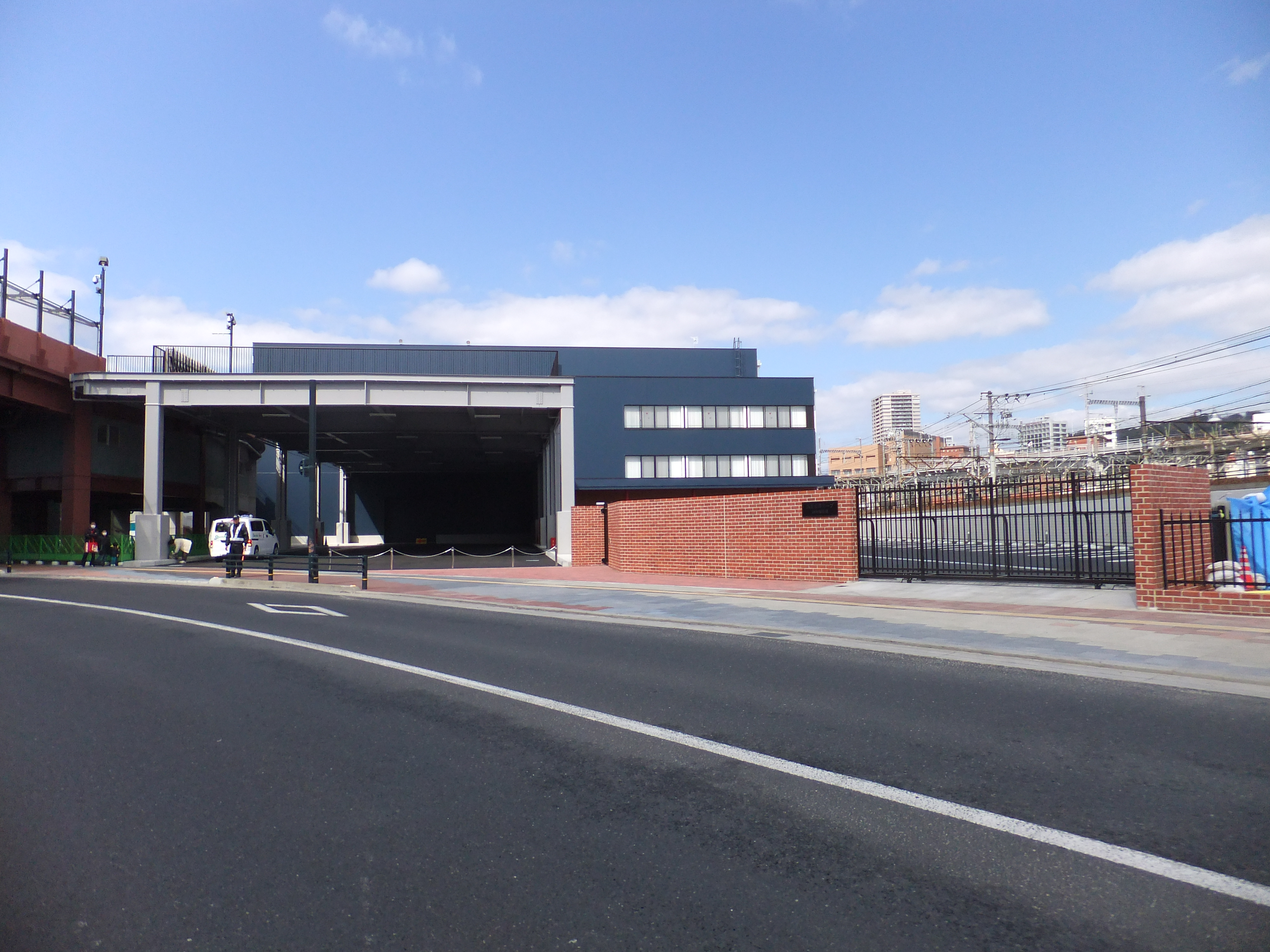
広島東洋カープ屋内練習場
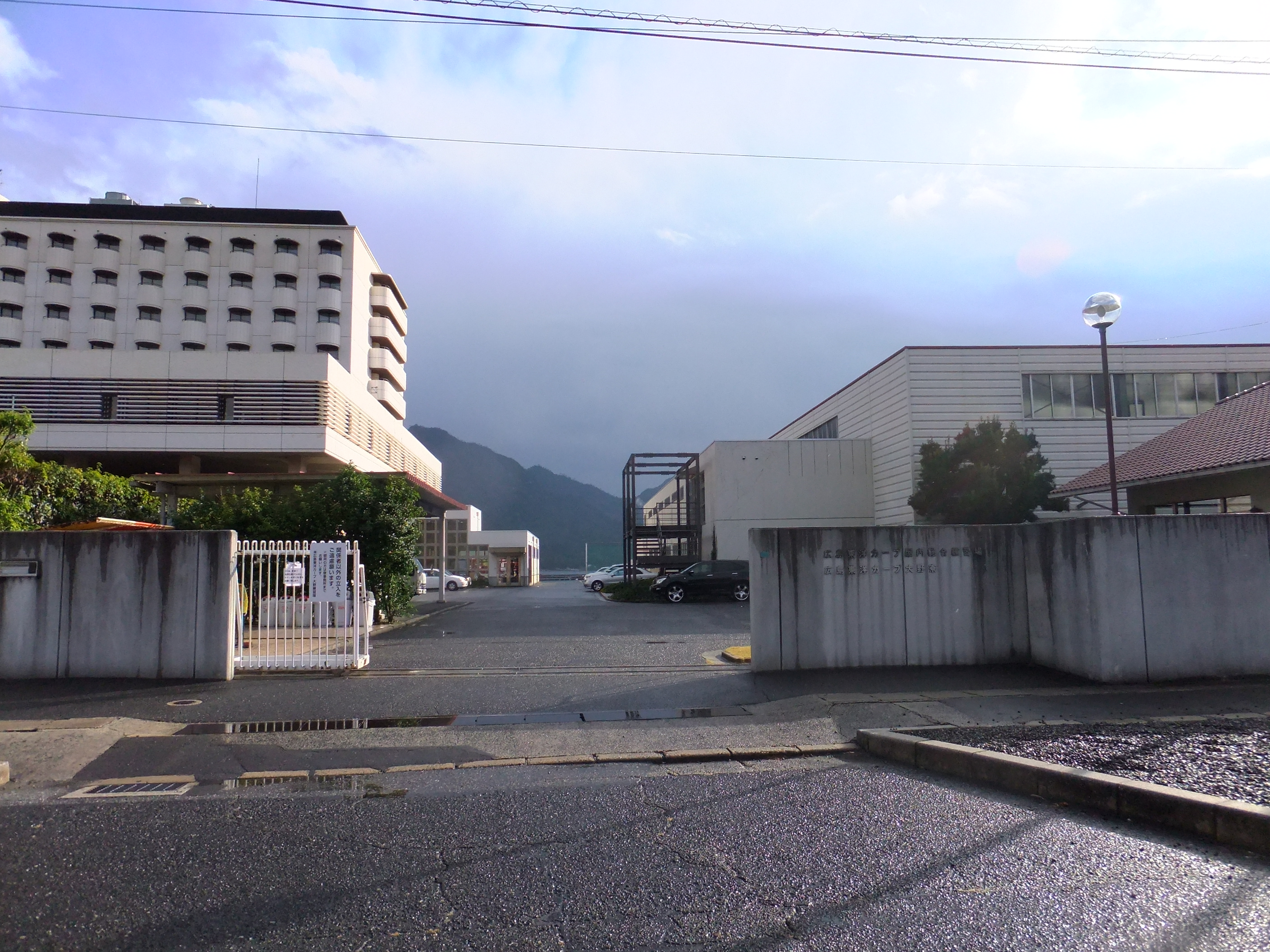
広島東洋カープ屋内総合練習場・大野寮
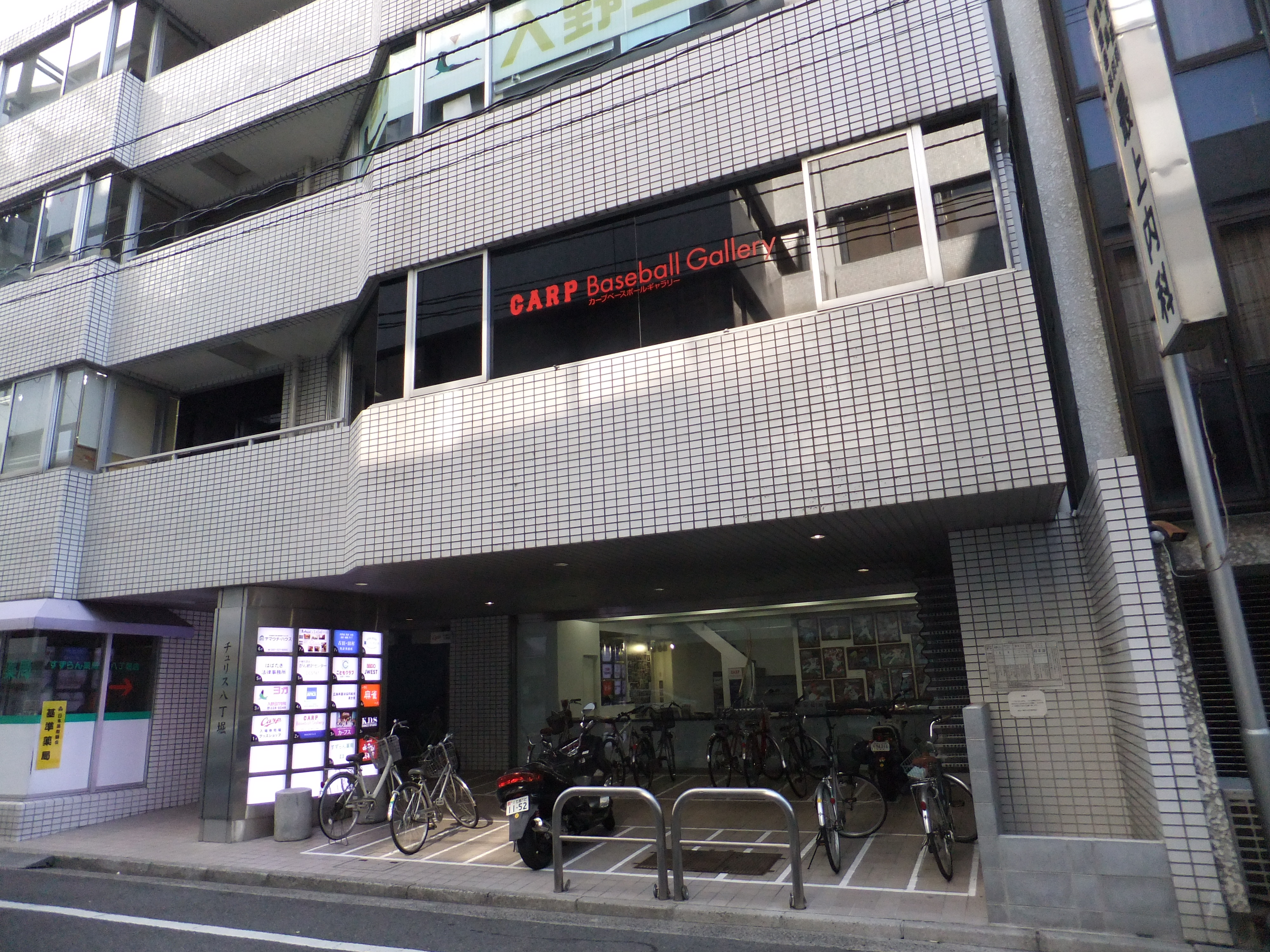
カープベースボールギャラリー（カルピオ）
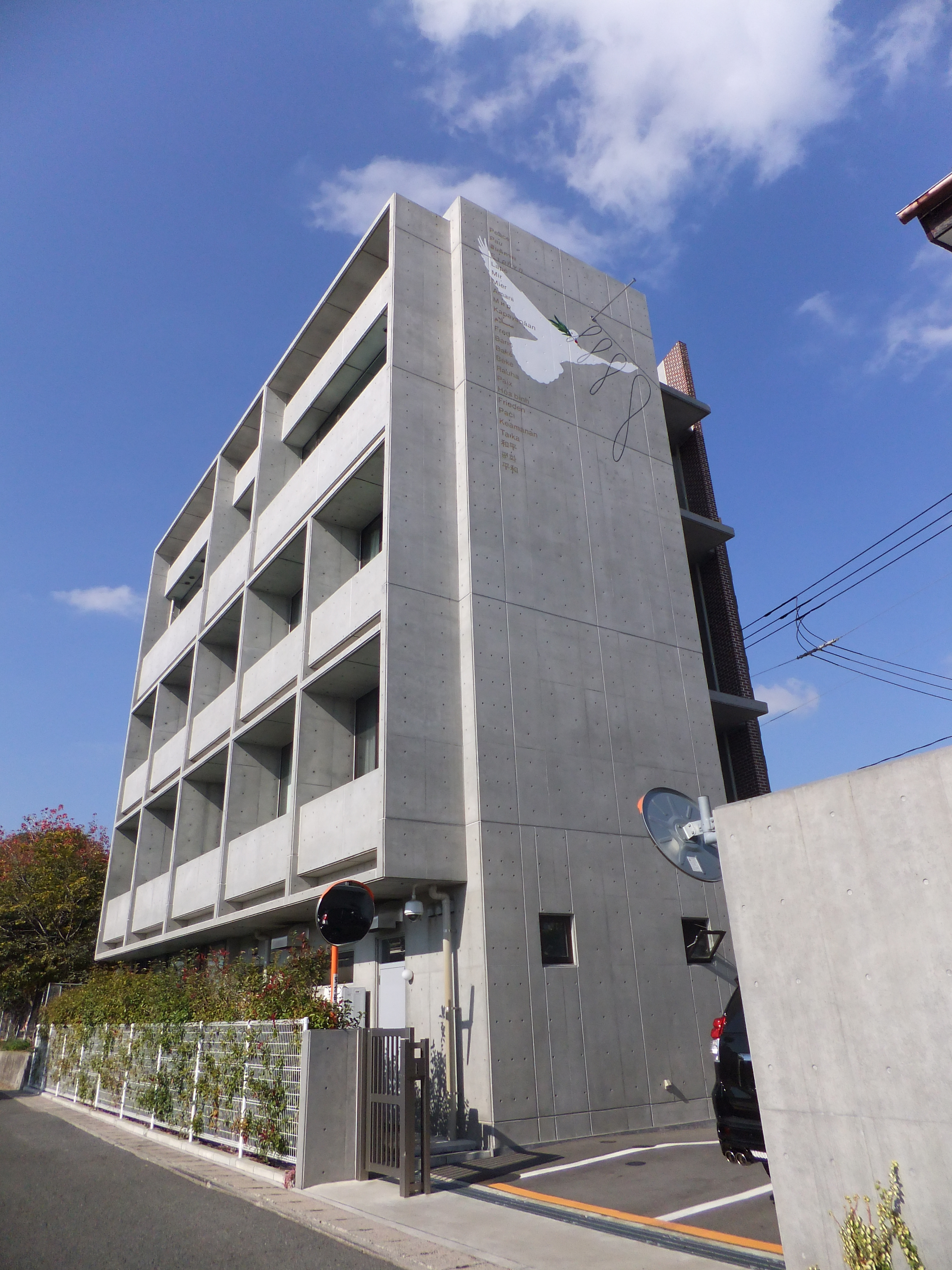
大州寮
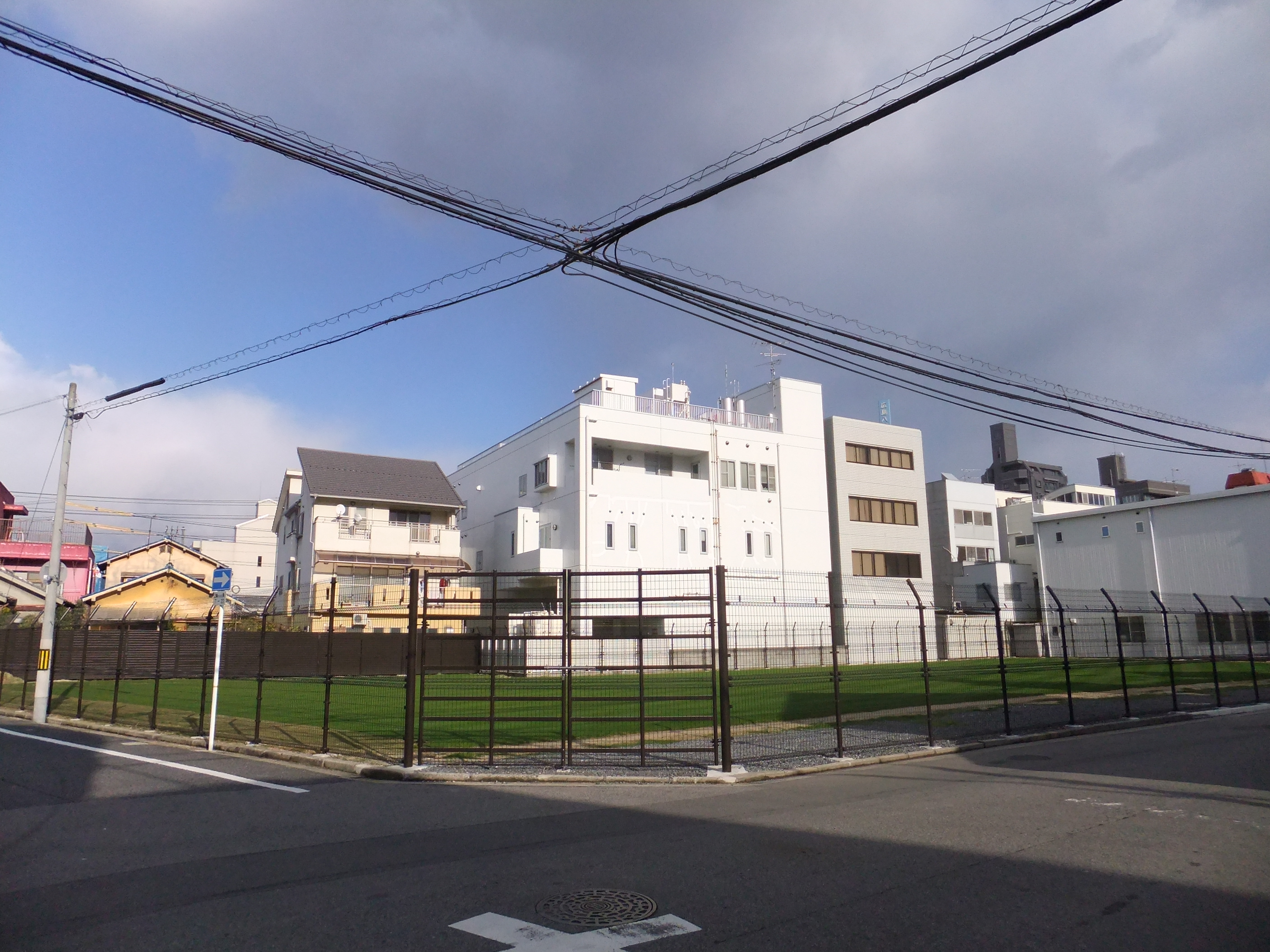
三省寮跡

## チームの特徴
- ニックネームの「カープ」は「鯉」の英語「Carp」に由来。名付け親は政治家の谷川昇（公職追放指定を受けたため球団経営には参画せず）。このニックネームになった経緯は以下の通り。
  - 広島市を流れる太田川が鯉の産地であること。
  - 広島城が鯉城と呼ばれていること、鯉は滝を登る出世魚であること、また当時、太平洋戦争での広島市への原子爆弾投下の後に生まれたチームであることから滝を登る鯉の姿に広島の復興の想いを込めようとしたこと[出典 68]。
  - 谷川の発言「文献によると、鯉は諸魚の長となす。形既に愛す可く又神変乃至飛越をよくす、とある。また己斐（広島市西区の地名）は鯉から転化したものであり、恋にも通ずる」から
  - 当初は「カープス」だったが、Carpは単複同形という指摘を受け「カープ」に改め正式名称とした[注釈 37][17]。他のニックネーム候補にはレインボー（虹）、アトムズ（原子）、ブラックベア（黒熊）、ピジョン（鳩）、グリーンズ（緑）などがあった[36]。このうち「グリーンズ」は1954年に結成された二軍の前身チーム（広島グリーンズ）に使用された。また「アトムズ」はその後1966年から1973年にサンケイ→ヤクルトが、フジテレビジョンのアニメ『鉄腕アトム』に由来する名称として採用していた。なお、現在のプロ野球12球団でチーム名が複数形のsのス、ズ、ツで終わらない唯一のチームである[50]。
    - メディアなどで一文字の略称を用いる場合、漢字では「広」、アルファベットでは「C」で表記される[注釈 38]。また、一般的な略称は「広島」であって「広島東洋」の略称を使うのはドラフト会議などに限られている。渡邉恒雄が松田元に「広島東洋をやめて広島マツダカープに変えればいい」と言ったら、「東洋工業に愛着がある」と話していたという[208]。
    - テレビやラジオのプロ野球中継などでは単に「広島カープ」または「カープ」と呼ばれることが比較的多い[要出典]。
- チームをイメージさせるカラーとして赤が知られている。1958年にユニフォームのロゴ・袖口・襟周りに赤い縁取りがなされ、1975年には当時のジョー・ルーツ監督のアイディア[注釈 39]で帽子を赤一色に変えたのがその由来で（前述）、1977年以降はホーム用ユニフォームに赤と白を基調としたデザインが用いられている。ただし、球団旗は1967年以来紺地の中央に白文字で「H」が描かれたシンプルなデザイン（5代目）であり、赤が用いられたのは創設期の「CARP」の文字（1955年まで）と1958年の鯉の絵（3代目）のみである。
- 資金難もあって監督はチームの生え抜き、すなわち他球団への在籍経験がない選手が昇格することが多いが、球団の黎明期には白石勝巳、門前眞佐人といった、他球団から選手として移籍してきた広島県出身者を中心とした選手が（選手兼任で、あるいは引退後に）監督をつとめることもあった。広島初の生え抜き監督は球団創設16年目に中途就任した長谷川良平で、当時35歳だった。基本的に広島の監督・コーチは生え抜きか、外様でも広島での選手経験者を優先し、純粋な外様（広島での選手経験無し）は少ないが[注釈 40]、2001年には松原誠（一軍チーフ兼打撃コーチ）が、2012年オフには新井宏昌（一軍打撃コーチ）が、2023年には藤井彰人（一軍ヘッドコーチ）・新井良太（二軍打撃コーチ）純粋な外様として入団している。
- 他球団が外国人選手を採用しても、平山智らのような日系人や、形式的に外国人登録がなされた場合でも日本人選手と同様に扱われていた在日韓国・朝鮮人の他は、外国人選手を長らく採用しなかったが、1972年にMLB・アメリカンリーグでMVPに輝いたことのあるソイロ・ベルサイエスが日系以外の外国人選手として初めて入団した。その後も、リッチー・シェーン、ゲイル・ホプキンス、ジム・ライトル、マイク・デュプリー、ルイス・ロペス、エディ・ディアス、ネイサン・ミンチー、アンディ・シーツ、コルビー・ルイス、ブライアン・バリントン、デニス・サファテ、ブラッド・エルドレッド、クリス・ジョンソン、ジェイ・ジャクソンなどといった外国人選手が顕著な活躍を残している。しかしカープ在籍中に活躍したにもかかわらずシーズンオフに年俸などの待遇で契約交渉が纏まらず、外国人選手が他球団に移籍する事例が後を絶たない。近年ではネイサン・ミンチー（2001年にロッテに移籍）が代表例である。また、戦力外になった選手の移籍後の活躍も近年目立ち、アンディ・シーツ（2005年に阪神に移籍）、トム・デイビー（2006年にオリックスに移籍）、グレッグ・ラロッカ（2006年にヤクルトに移籍 → のちオリックス）、デニス・サファテ（2013年に西武に移籍 → のちソフトバンク）などの例が見られる。
- 1963年春から、宮崎県日南市で春・秋キャンプを行っているが、1966年に日南市が巨人からキャンプのオファーを受けたこともあり、巨人キャンプ誘致を検討されたことがあった。しかし地元協力者などの請願により白紙撤回され、現在に至るまで40年以上、日南市は広島のキャンプ地として知られる。
- 1958年以降、シーズン前に広島護国神社へチーム全員が参拝必勝祈願することが恒例となっている。旧広島市民球場が開場した1957年、カープはオールスター戦まで32勝26敗と健闘したが、オールスター戦後は、7月22日に球場が開場したにもかかわらず22勝49敗と大幅に負け越してしまった。これについて当時の球団代表の河口豪が、知り合いの神職から「この球場の左翼あたりは原爆により多数の市民が爆死した場所だから、その霊を慰めるよう神に祈願をかけなさい」とアドバイスされたことに由来する[209]。
- 1995年から2005年まで、広島市民球場でのナイターの試合開始時間は18時20分だった。1994年以前は18時試合開始としたこともあったが、特に日没が遅い夏場に球場の外野・レフト側から西日が差し込み、試合運営、特に外野手の守備の面で支障をきたすという理由から18時20分にしたという経緯がある。しかし、対戦カードの集客力と遠方のファンの観戦に柔軟に対応する、さらには球場周辺の滞在時間増加を見込むなどの方針見直しに伴い、2006年よりナイターは全試合とも18時試合開始に変更している。
- 市民球団として早くから広島地域に根付いた活動をしていたことから私設応援団が多数存在していたため、公式ファンクラブが結成されたのは2007年で、12球団では最後の結成であった。
- 巨人（1990年 - 1992年）、西武（1992年）が撤退して以降、三軍という区分けを公式に用いたチームとしては、1996年に設立されて以降2010年まで唯一だった。ただし、カープの三軍は、若手選手の基礎体力の育成を中心とした1992年までの巨人や西武と異なり、2013年までは故障者のリハビリが専門で、2014年以降はそれに成績不振選手の強化部門が加わったもの[210]。後から設置された他球団の三軍[注釈 41]と異なり、三軍単体での試合（社会人野球や独立リーグチームが相手）は基本的に行っていない[212]。
- 2012年6月21日にテレビ朝日系『アメトーーク!』で「広島カープ芸人」が放送され[213]、深夜枠ながら高視聴率を記録し大きな反響を呼んだ[214]。以降マスメディアで取り上げられる機会が増えて、カープの特集本が多数刊行された[215]。
- 広島に所属した日本人選手がメジャーリーグへ移籍してプレーしたのは高橋建・黒田博樹・前田健太・鈴木誠也の4名である（2021年終了時点）。

## チームの戦いぶり
- 1950年から1967年までの18年連続Bクラスはセ・リーグワースト記録である。これは、1996年に福岡ダイエーホークスに抜かれるまでNPBワースト記録だった。
- 1975年に球団史上初のリーグ優勝をしたが、この時既にチーム名は現在の「広島東洋カープ」になっており、前身の「広島カープ」時代は一度もリーグ優勝・日本シリーズ出場・日本一になれなかった。
- 1984年に挙げた75勝がNPB史上シーズン最多勝記録であり、2004年に消滅した大阪近鉄バファローズ（2001年の78勝が最多）と共にシーズン80勝に到達したことがなく、これはNPB現存12球団では唯一だったが、2016年9月1日の対DeNA戦で76勝目を挙げ、32年ぶりにNPB史上シーズン最多勝記録を更新。そして2016年9月7日の対中日戦に勝利したことから球団史上初の80勝に到達したため、この未到達記録に終止符を打った。結果的に2016年には従来の最多勝記録を大幅に更新する89勝を挙げ、勝率でもそれまでの最高記録だった1984年の.625を上回る.631となったためチームの最高勝率記録も更新した[216]。2017年には88勝52敗4引き分けと前年度より勝利数は落としたものの、勝率では.633を記録し、球団最高勝率を更新した。
- 2016年に札幌ドームで北海道日本ハムファイターズと対戦するまでは日本シリーズでナイトゲームを行った経験がなく[注釈 42]、名称に「ドーム」と付く球場で日本シリーズを戦ったことがなかった[注釈 43]。
- 2024年シーズン終了時点で最後の日本一は1984年であり、NPB現存12球団で最も遠ざかっている[注釈 44][注釈 45]。

## ユニフォームの変遷
- 1950年 - 1952年 創設期はサンフランシスコ・シールズやニューヨーク・ヤンキースを参考にしたユニフォームがあったが、球団の資金難などから1年で廃止された。その後ビジター用のグレーは1952年まで使用。
- 1952年 - 1953年 大下回春堂から資金援助を受けるため、左袖にフマキラーのロゴが登場。創設期からユニフォームは紺色をチームカラーとしていた。
- 1954年 - 1957年 フィリピン遠征を機にユニフォームが一新。ビジター用を南十字星がイメージし、「Hiroshima」の「i」の字の上部を「☆」にしている。帽子のマークに現在のデザインに似た「C」を採用。
- 1958年 - 1962年 当時のボストン・レッドソックスを参考にしたユニフォームが登場。この時初めて胸文字及びラインに「赤」が取り入れられる。帽子マークは小文字の「c」と「h」を並べたデザインに変更。1960年にはビジター用がモデルチェンジされ、ドジャース型となり、この時初めて、現在使用されている筆記体ロゴの原型が登場する。（スペルはHirosima）。また、胸番号も登場。
- 1963年 - 1972年 白石勝巳監督就任時より、やや緑のかかった紺色一色になり、首、袖、ベルトループに紺色のラインが入る。帽子のマークは「HIROSHIMA」のHマークになる。日本のプロ野球チームで自治体の名前を入れた唯一の例ともいわれた[217]。Hマークは現在の球団旗にも使われている。
  - ビジター用はグレー地で、胸ロゴは花文字書体のHIROSHIMAで、6年ぶりにこのスペルに戻った。胸番号は無く、左投手及び左打者は左袖に、右投手及び右打者は右袖に袖番号が付く。
    - 1968年より、根本陸夫監督就任に伴い、袖、ベルトループのラインが太くなり、ビジター用の番号が袖から右胸につく。この年から「広島東洋カープ」と名称変更したことにより、ビジター用の右袖に東洋工業（現：マツダ）の「TOYO」の文字が入る。
    - 1971年より、袖、首、パンツ、ベルトループの紺ラインをオレンジで挟むラインとなり、胸ロゴ（ホーム用のCARP、ビジター用のHIROSHIMA）、背番号、胸番号、袖襟・ズボンのラインが紺にオレンジの縁取り、帽子のHマークがオレンジになる。また、ビジターの胸番号がホーム同様左側に統一される。
- 1973年 - 1974年 別当薫監督就任に伴い、ニット素材の特徴を生かした丸首のベルトレスのユニフォームとなり、プルオーバーとなる。背番号、胸ロゴ、胸番号が赤の縁取り、袖と首周りに紺と赤のツートンライン、ストッキングに赤の2本ラインが入り、帽子のマークがHから、シンシナティ・レッズと同じ形状のC（赤に白の縁取り）に変わる。
  - ビジター用は、ブルーグレー地になり、1960年 - 1963年にかけて使用されていた筆記体ロゴが「Hiroshima」にスペルを変更の上で復活する。
- 1975年 - 1976年 ジョー・ルーツ監督就任に伴い、ルーツが1972年 - 1973年にコーチを務めたクリーブランド・インディアンスのカラーを取り入れ帽子の色が赤に、Cマークが紺に白の縁取りとなる。さらに首周りがVネックとなる。また、ズボンの縦ラインが紺・赤・紺のストライプから赤・紺・赤のストライプに変更。
- 1977年 - 1988年 背番号、胸ロゴ、胸文字、アンダーシャツ、ストッキングが赤一色になり、カープ＝赤が完全に定着する。袖、腰ラインの紺と赤とが逆転し、外側に移動した袖の紺ラインが細くなる。また、スパイクが白地に赤のラインとなる。
  - ビジター用は、ブルーグレーから鮮やかなスカイブルー地になり、胸ロゴ、背番号、胸番号が光る素材のものになる。スパイクもスカイブルー地に赤のラインとなる。
    - 1978年より、背番号の上に選手名が入る、
    - 1988年のみ、ベルトレスからベルト式になる。
      - このデザインは12年の長きに渡り使用され、1979年、1980年、1984年の3度の日本一（1986年はリーグ優勝）を果たした。ちなみにビジターユニフォームは広島刑務所に寄贈され、受刑者がソフトボール大会で着用していた[注釈 46]。
- 1989年 - 1995年 山本浩二監督就任に伴い、ユニフォームを一新。当時のシンシナティ・レッズを意識したデザインになる。左胸にCマークとCARPのロゴ、胸番号は右腹部。袖には赤の2本ライン、左袖に「HIROSHIMA」のロゴが入る。球団創設時から定着していた紺色が消え、赤のみになる。帽子のCマークが白一色になり、シンシナティ・レッズと全く同じデザインとなる。
  - ビジター用は上下グレー。ホーム、ビジター共スパイクも白地に赤ラインとなる。プルオーバーから現在のボタン式（ただし、第3ボタンまでがボタン脱着式で、あとは飾りボタン）に変更される。
  - なお1994年のみ、左袖に同年広島で開催されたアジア大会広島大会をPRするマークが入る。
- 1996年 - 2001年 胸ロゴが正面に、胸番号が左胸に戻る。赤の前立てラインがつき、袖のラインが消え、パンツのラインが赤の細ラインになる。
  - ホーム用は、「CARP」の花文字が復活。
  - ビジター用は、「HIROSHIMA」（1963年 - 1972年使用）のロゴが復活する。1999年のみ、左袖に球団創設50周年のマークが入る。
  - この時代のユニフォームの背番号のサイズはホーム、ビジター共にそれまでのものより若干大きめだった一方、背番号の上の選手名の字幅がスマートだった。
- 2002年 - 2008年 球団創設期に使われていた縦縞を復活。ロゴを花文字からホーム用は筆記体デザインに、ビジター用はブロック体に変更。またビジター用では、左投げの選手には右袖に、右投げの選手には左袖にカープのロゴ（炎のボールマーク）が入る。
- この時のビジターユニフォームは両袖の部分が赤色でアナハイム・エンゼルス（当時）に似たデザインで一見ノースリーブのように見えるデザインだった。
  - 2003年より、背番号の上の選手名の書体が変わる。
  - 2005年からホーム用のみ、袖とヘルメットにスポンサー・マツダの広告が入るようになった。同年からスパイクの色が赤地に白ラインとなる。
  - 2006年、ブラウン監督の発案により、投手および野手のキャプテン選手（野手陣・前田智徳、投手陣・黒田博樹）の右袖に黄色の「C」が入る。
  - 2007年より、ビジター用ユニフォームの胸ロゴが70 - 80年代に使われた「Hiroshima」の筆記体書体になる。また炎のボールマークからチームスローガンの「ALL-IN」のロゴに変わってそれが入る。
- 2009年 - 2022年 本拠地のマツダスタジアム移転に伴い、ユニフォームを一新。縦縞が消え、創設時より採用されていた紺色が21年ぶりに復活する。帽子のCマークに紺色の縁取りが入り、パンツには赤と紺の細いラインが入る。
  - ホーム用は上下白を基調とし、赤い胸ロゴ、背番号、胸番号に紺の縁取り、袖に赤と紺の細いライン、左袖に「Hiroshima」の赤い筆記体ロゴに紺の縁取りが入る。
  - ビジター用は上着が赤、パンツは白。チーム史上初めてツートンカラーを採用。上着に紺の前立てライン、胸には「Hiroshima」の白いロゴに紺の縁取り、袖に紺の細いライン、左袖に「Carp」ロゴ、背番号と胸番号は白に紺の縁取りが入る。
  - 2013年公式戦よりヘルメットに、マツダが日本ペイントと共同開発した自動車塗装色「ソウルレッドプレミアムメタリック」をイメージした特別な赤色を採用[218]。これは3代目マツダ・アテンザの発表会を訪れた松田オーナーが展示車に使用されていた「ソウルレッドプレミアムメタリック」に興味を示し、居合わせたマツダ副社長から提案を受けて実現したもの。ちなみにヘルメットの色の配合などはマツダの車両担当が行っている[219]。
  - 2017年 - 2019年 前年度セントラルリーグ優勝を記念し、左袖にチャンピオン・エンブレムが入る[220]。
  - 2020年 - 左袖に球団創設70周年のロゴが入る。
  - 2021年 - 左袖にチームスローガン「バリバリバリ」のロゴが入る。
  - 2022年 - 左袖にチームスローガン「ガツガツGUTS!」のロゴが入る。
- 2023年 -  14年ぶりにデザインを変更。前年まで使用されていたモデルを踏襲しつつ、ロゴや背番号の文字サイズを小さくし、選手の意向を取り入れて襟を省くなどの変更が施された。
  - ホーム用ユニフォームはチームロゴの赤色、縁取りの紺色をより深い色味に変更した他、背面に赤い繁吹をイメージした縦の一本線が加えられた。
  - ビジター用ユニフォームは「“赤”×“赤”」をコンセプトに、従前では白色であったチームロゴ・背ネーム・背番号が赤色へ変更となり、赤地に赤文字のユニフォームとなった。同時に背番号・背ネームのフォントも変更となった[221][222]。

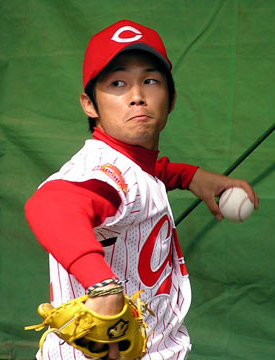
2002年 - 2008年のホームユニフォーム
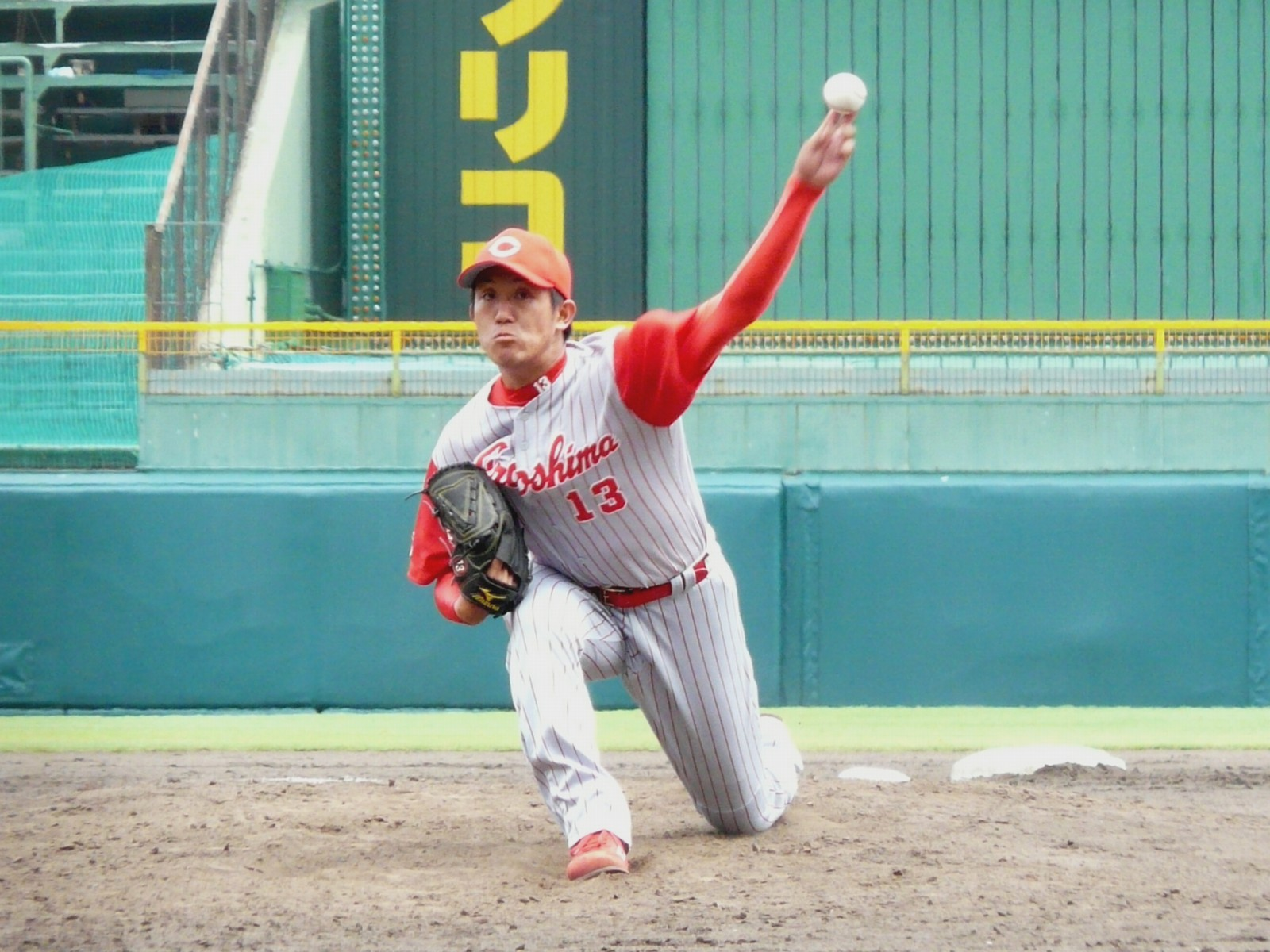
2007年 - 2008年のビジターユニフォーム
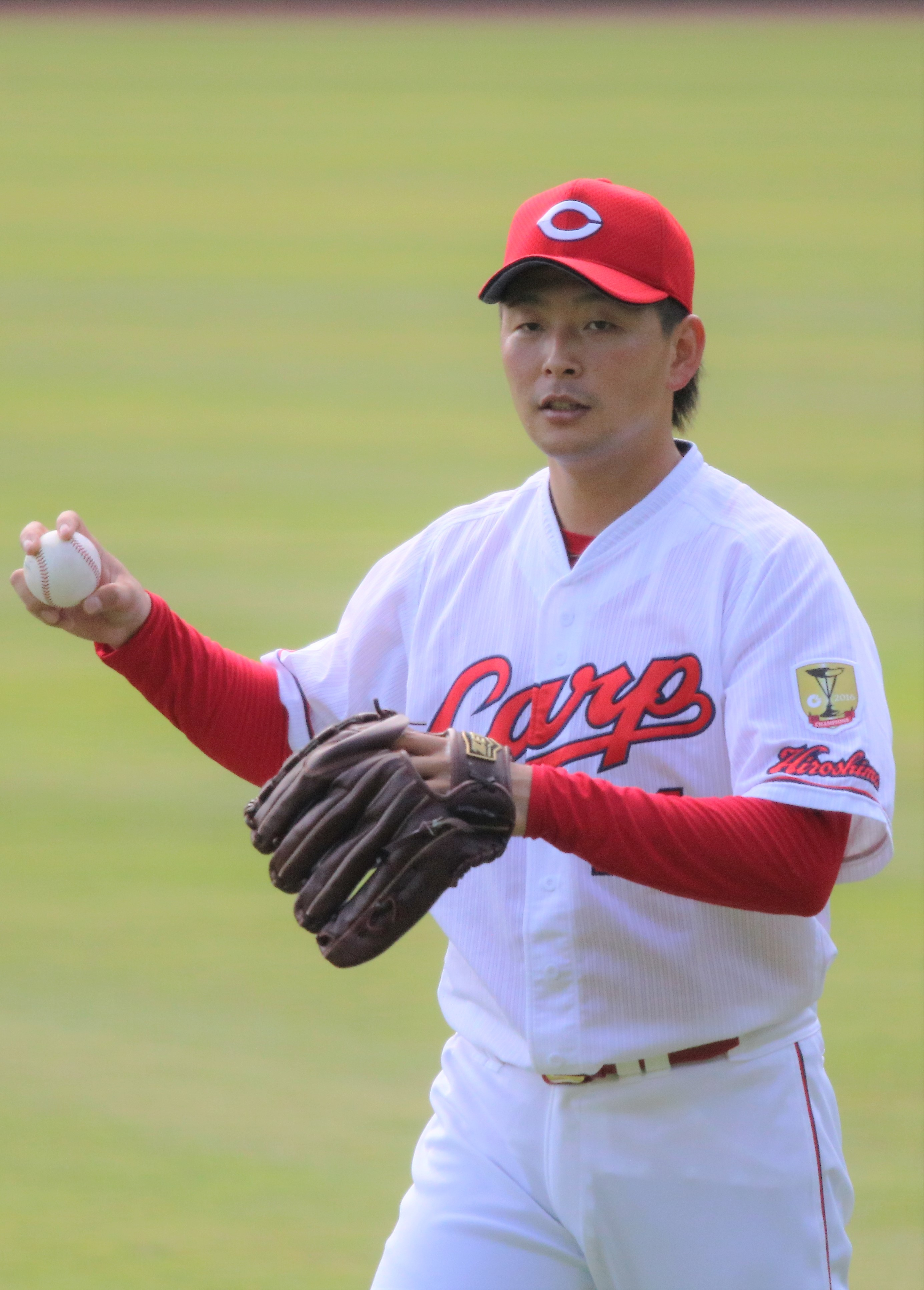
2009年 - 2022年のホームユニフォーム
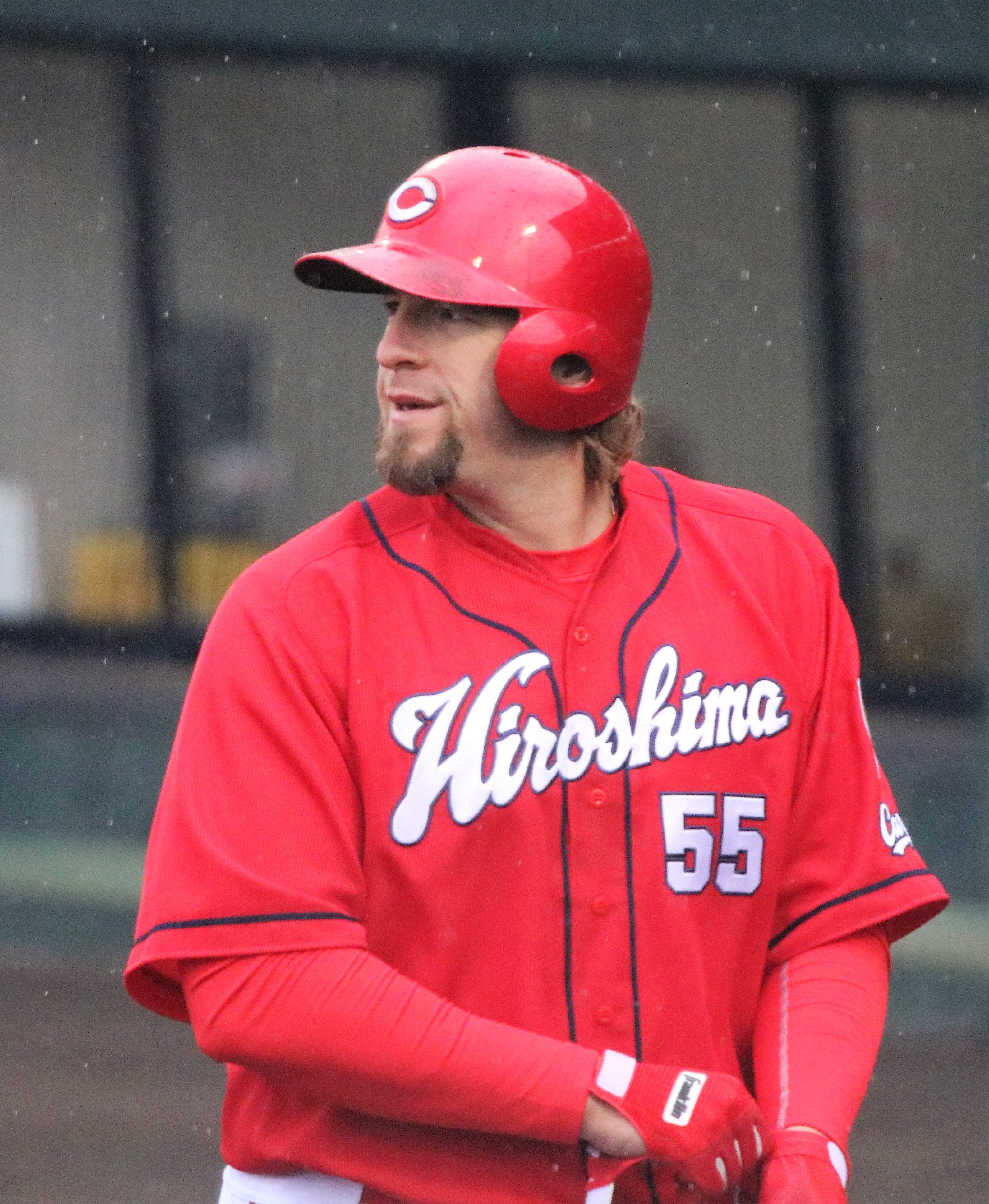
2009年 - 2022年のビジターユニフォーム
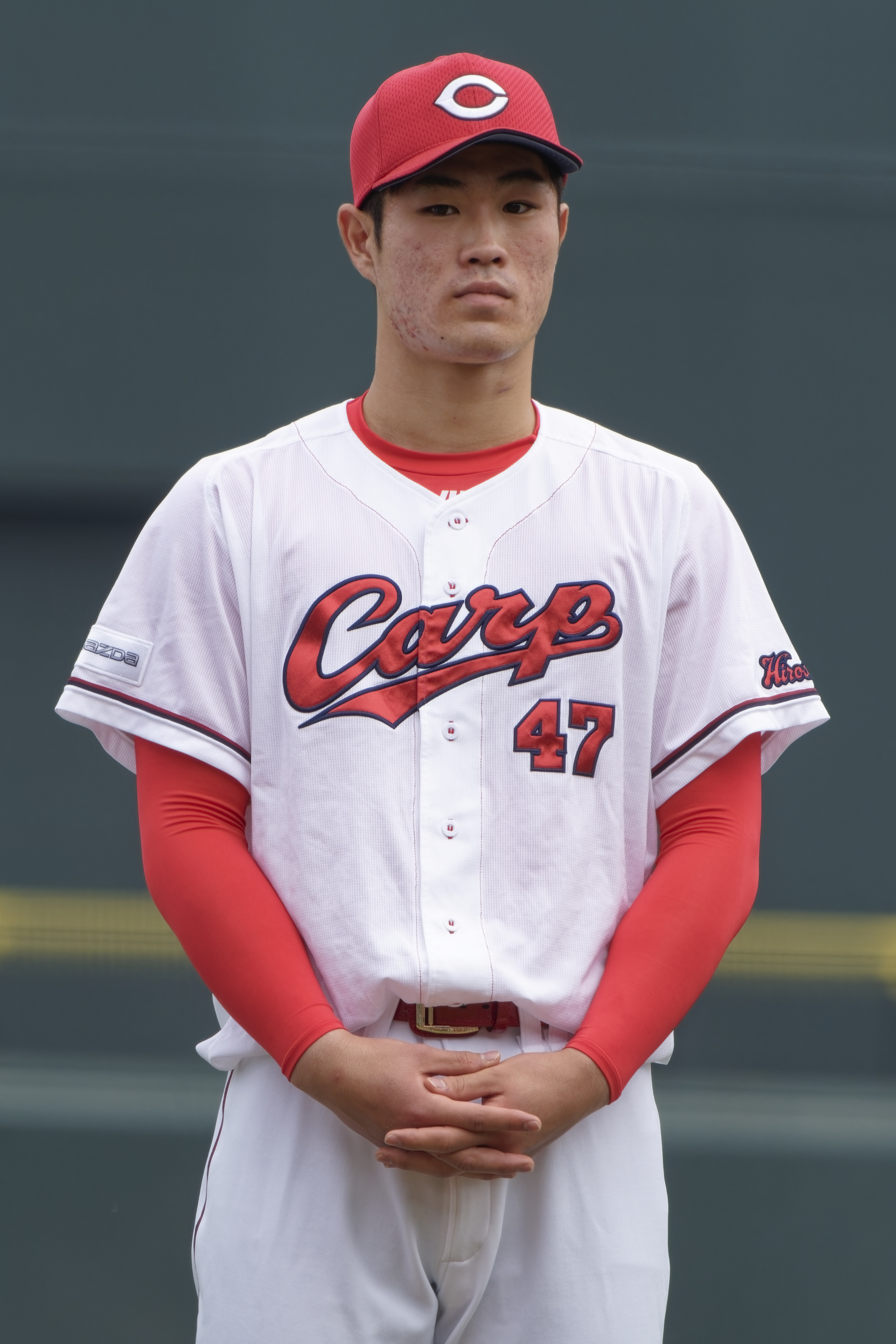
2023年 - のホームユニフォーム
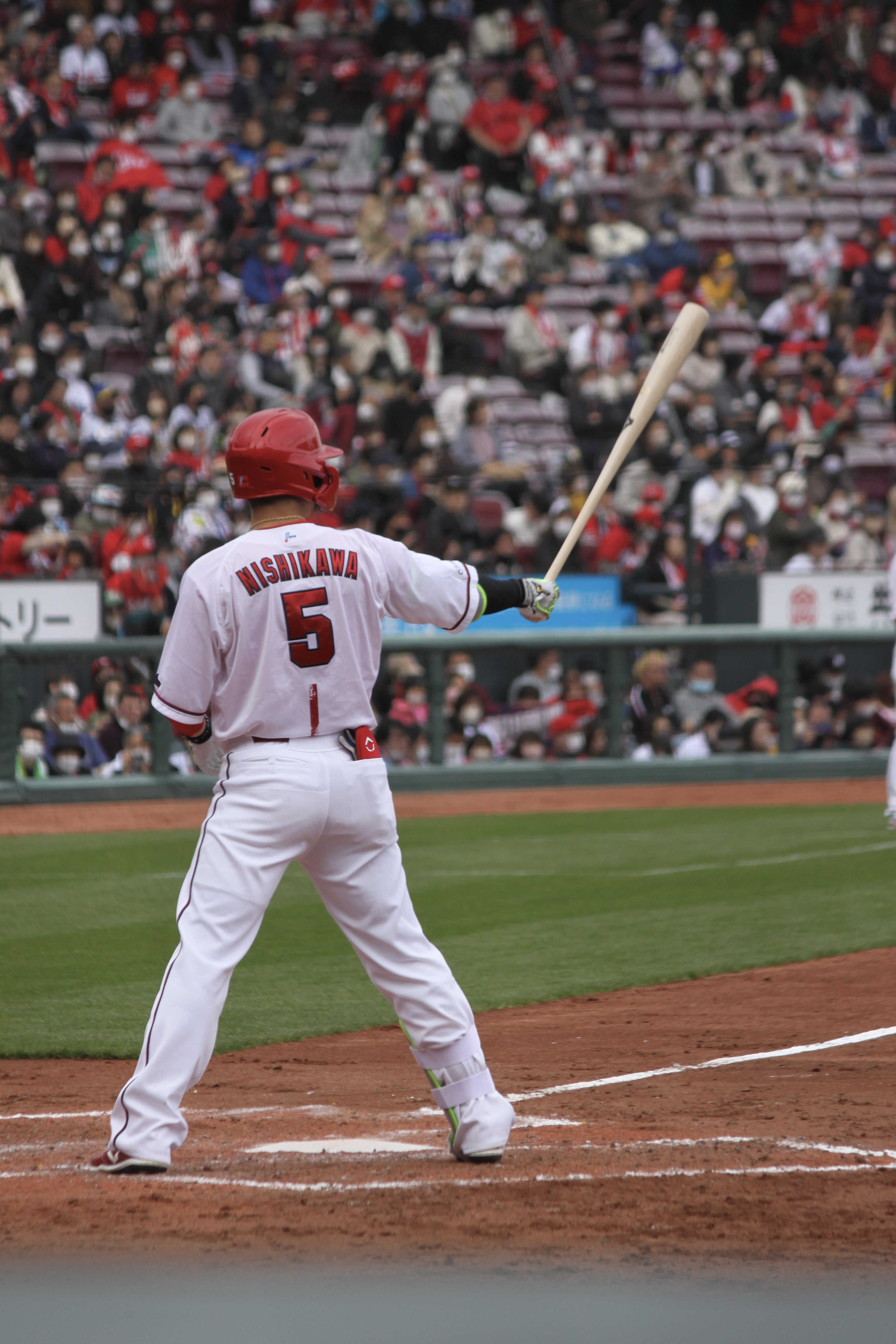
2023年 - のホームユニフォーム(背面)
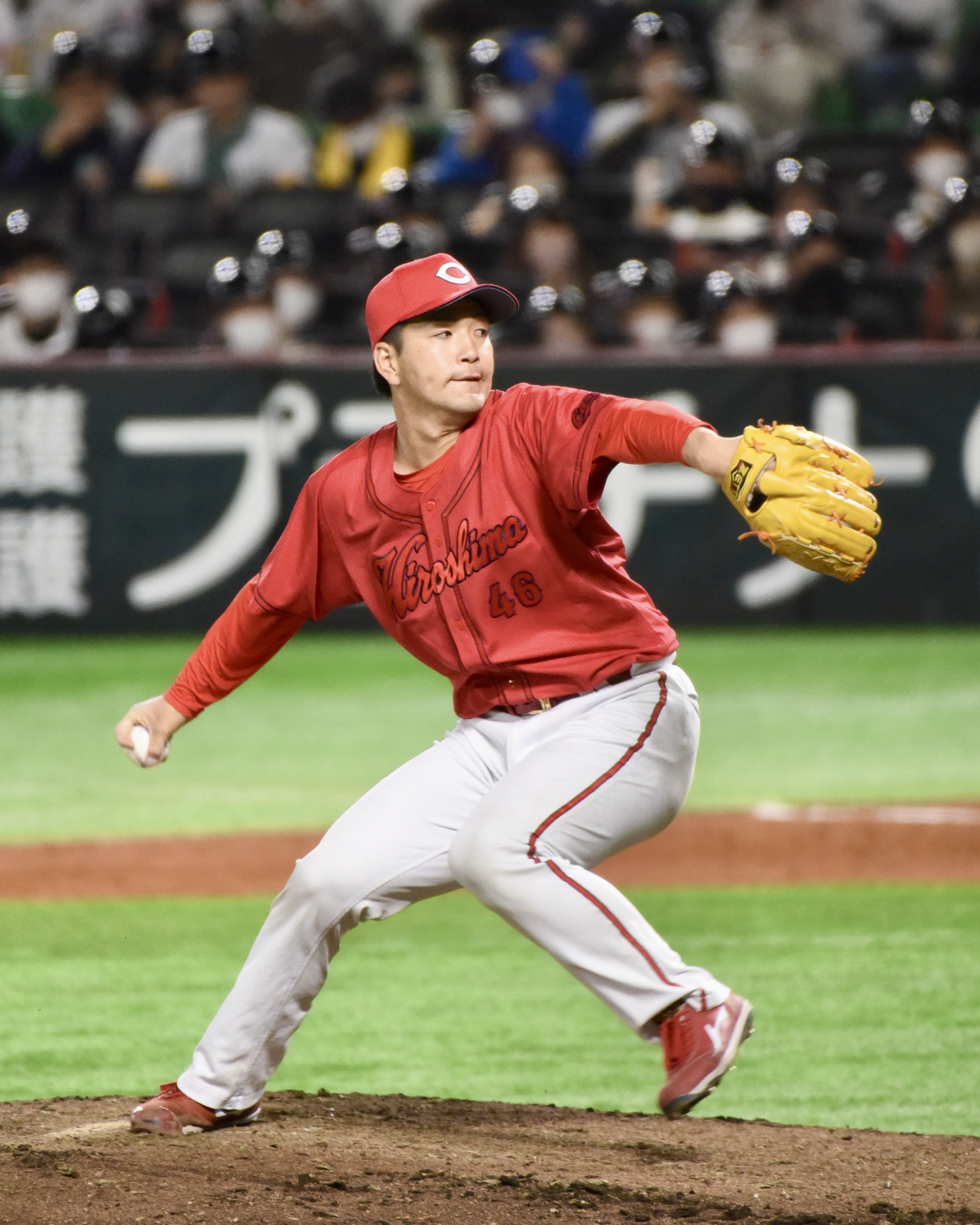
2023年 - のビジターユニフォーム

### スパイク
- かつては全12球団で唯一、公式戦での球団指定メーカー（ミズノ、アシックス、エスエスケイ）以外のスパイクの使用が認められていなかったが、2014年頃より各自での使用が認められるようになった。

### 期間限定ユニフォーム

#### 復刻ユニフォーム
- 2008年9月23日 - 25日の3日間の対巨人戦で、1977年 - 1988年のホーム用の復刻モデルを使用。背ネーム付・カバー付ベルト仕様の1988年モデルを採用。ただし、ヘルメットは通常デザインのものを使用。
- 2010年8月に行われたセ・リーグ主催の「オールド・ユニフォーム・シリーズ」では1989年 - 1995年のホーム用の復刻モデルを使用。
- 2011年8月23日 - 25日の対横浜戦と同月26日 - 28日の対巨人戦で、1977年 - 1988年のビジター用の復刻モデルを使用し、背ネーム付・カバー付ベルト仕様の1988年のビジター用の復刻モデルを採用。2008年と異なりヘルメットも当時のものを復刻。
- 2012年8月 - 9月に行われたセ・リーグ主催の「レジェンド・ユニフォーム・シリーズ」では球団史上初のリーグ優勝を飾った1975年のビジター用の復刻モデルを使用[注釈 47]。

※復刻版にはホームゲーム時に限りユニフォームの袖やヘルメットに「MAZDA」の広告が張り付けられている。

#### その他
- 2013年、8月23日からのヤクルト3連戦（マツダスタジアム）限定で「デニムデザインユニフォーム」を着用することを発表。ユニホーム上下及び帽子にデニム柄を採用。デニムのさわやかなブルーに、チームカラーである「赤」のステッチに白の縁取りを施しアクセントにすることで、強さと勝利への執念を表現した。

。以降の限定ユニフォームでは背ネームがオミットされている。背番号の書体は従来のものと異なり、オリジナルのものが採用された。帽子はデニムカラーにマークが赤で入ったものだったが、ヘルメットは通常デザインのものを使用した。
- 2014年、8月22日からの阪神3連戦（マツダスタジアム）限定で、キャッチフレーズの「赤道直火」にかけて、「赤道直火ユニフォーム」を着用することを発表。全身を赤色のユニフォームとしたが、通常ビジター用と若干違う「モロッコの赤」をモチーフにしている[224]。帽子の庇やアンダーシャツ、ベルト、ストッキングは黒。チームロゴは黒地に白の縁取りが、帽子のマークには白のシャドーが施された。
  - これを皮切りに、シーズンのキャッチフレーズにちなんだ限定ユニフォームが夏季に着用されるようになった。
- 2015年の「ピースナイター」（後述）試合限定で、監督、コーチ、選手全員が8月6日にちなんだ背番号86のユニホームを着用。セ・リーグ公式戦でチーム全員が統一した背番号のユニホームで戦うのは初めて。デザインは、胸に花文字でPEACE（平和）、背中に個々の名前ではなくHIROSHIMAのロゴが入り、背番号・胸番号は監督、コーチ、選手全員が86。左袖のワッペンには原爆で犠牲になった29万2325人（昨年8月6日時点）の数字を、帽子の右側頭部には平和を象徴する「白いハト」のデザインをあしらった[225]。
- 2015年、8月25日からの阪神3連戦（マツダスタジアム）限定で、赤と紺のチームカラーをメインに白のストライプ柄の「常昇魂ユニホーム」を着用することを発表。キャッチフレーズ「常昇魂」をモチーフに、頂点へ上り詰めるイメージとした。赤と紺色のチームカラーに、「セ界の頂点へ昇る」という意味を込めたストライプが特徴。なお、広島のユニホームにストライプ柄が採用されるのは、2008年までのホーム用ユニホーム以来[226]。赤地に白のストライプが入ったデザインで、ロゴ・背番号は赤に白の縁取り、アンダーシャツと帽子の庇は紺、帽子のマークは紺に白の縁取り。
- 2016年、8月30日からのDeNA3連戦（マツダスタジアム）限定で、キャッチフレーズ「真赤激」にかけて、「真赤激ユニフォーム」を着用した。赤地にロゴ・帽子の庇とマーク・背番号が緑色で入り、左胸付近と帽子の左側頭部には唐辛子の刺しゅうが施されている。背番号の書体は従来のものと異なり、オリジナルのものが採用された[227]。
- 2017年3月18日の日本ハムとのオープン戦（マツダスタジアム）は黒田博樹の引退特別試合となり、この試合限定で「黒田博樹特別ユニホーム」が使用された。デザイン自体は黒田がカープに入団した1997年当時のものがベースで、文字に金色の縁取りが入り、左胸にはメモリアルマークが付けられる。試合ではカープナイン全員が黒田の背番号15とKURODAの背ネームを付けてプレーした[228]。なおこの試合の始球式を務めた黒田はユニフォームを着用せず、スーツでこれに臨んだ。
- 2017年、8月18日からのヤクルト3連戦（マツダスタジアム）限定で、キャッチフレーズ「カ舞吼」にかけて、武将茶人・上田宗箇が大坂夏の陣の際に着用した陣羽織をモデルとしたデザインの「カ舞吼ユニフォーム」を着用。猩猩緋（しょうじょうひ）という赤を地色とし、襟・袖・ラケットライン・帽子の庇は鉄紺（てつこん）を模した黒、ロゴ・背番号・キャップのマークは白地に金の縁取りで、背番号の書体は毛筆で書いたようなデザインが取り入れられた。
- 2018年、8月21日からのヤクルト3連戦（マツダスタジアム）限定で、今季のキャッチフレーズ「℃℃℃(ドドドォー！！！)」にかけて、「℃℃℃ユニフォーム」を着用。地色は紺で、袖と帽子の庇は赤、ロゴ・背番号・帽子のマーク(従来のCではなく「℃」)は赤地に白の縁取り。背番号の下部にはキャッチフレーズにも描かれている足が、加えてロゴには走った際の砂煙が施された。
- 2019年、5月12日の横浜DeNAベイスターズ戦（マツダスタジアム）限定で着用。背番号などがピンクで彩られるほか、袖にはピンクリボンのワッペンが付いている。乳がんの早期発見と早期治療を広く呼びかけようと企画した。[229]
- 2019年、8月30日からの横浜DeNAベイスターズ戦の3連戦（マツダスタジアム）限定で、今季のキャッチフレーズ「水金地火木ドッテンカープ」にかけて、「ドッカンカープユニフォーム」を着用。地色は昨年同様紺で、袖ラインは赤、ロゴ・背番号・帽子のマークは赤地に白の縁取り。主な特異点は背番号を横切るように、キャッチフレーズにも描かれている金のネックレスが、ロゴに重なるようにカープの帽子・サングラス・ネックレスを着用してラッパーを模したキャラクターが、マイクパフォーマンスをしているデザインがあしらわれた[230]。
- 2021年、7月3日の阪神タイガース戦（マツダスタジアム）限定でサンフレッチェ広島とのコラボユニフォームを着用。スポーツを通じて、より一層広島の街を盛り上げていくことを目的とした。「HIROSHIMA PRIDE」をテーマに、カープは赤紫（カープの赤とサンフレの紫を混ぜ合わせた色）のユニフォームを着用。[231]
- 2021年、9月7日の中日ドラゴンズ戦（マツダスタジアム）限定で、今季のキャッチフレーズ「バリバリバリ」にかけて、バリバリユニフォームを着用。バリバリ戦う決意と勝利に向かって突き上げていく勢いを表現している。シンプルな赤基調に『Carp』ロゴを配置。背部には背番号と突き上げられた拳が採用されている。
- 2022年からは限定ユニフォームの使用は減っている

## ユニフォームのスポンサー
- 球団の歴史、ユニフォームの変遷の節にもあるように、1952年から1953年の2年間はユニフォームの左袖部分にフマキラーのロゴマークが入っていた。
- 2005年から、ヘルメット、ユニフォーム袖にマツダがホームゲーム限定のスポンサーとなる[注釈 48]。ヘルメットはマツダ製の自動車のブランドロゴを入れる。（当初はマツダの新型車発売と連動して広告の車種が変更されていたが、2015年以降はスローガンの「Be a Driver」に固定されている）
  - この関係で、2009年に加入した異競技連携組織「トップス広島」のロゴマークを掲示するスペースがない（他競技のチームはロゴを掲出している）。

## オフィシャルスポンサー
- マツダ
- リョービ
- アサヒビール広島支店
- コカ・コーラボトラーズジャパン広島支店
- イズミ
- エディオン
- セブン-イレブンジャパン
- 大創産業

その他の協賛各社・団体は2022年度スポンサー一覧参照

## 球団旗の変遷
- 1950年 - 1955年：白地に12本の青ストライプと赤文字でCarpの文字。
- 1956年 - 1957年：白地に3本の横青ストライプと青文字で大きなCの中にCarpのロゴ。
- 1958年：紫地に白文字でCARP。Cの部分に鯉のイラストが覆い被さるデザイン。
- 1959年 - 1966年：白地と紫地を斜めで分け、前のデザインの鯉のイラストを大きなピンク色のCの文字で再現。
- 1967年 - ：紺色地に白文字でH。

## マスコット
球団マスコットは以下の3人。詳細はその項を参照。
- カープ坊や - 1975年デビュー。球団ペットマークとして現在も使用。
- スラィリー - 1995年デビュー。
- ムッシャー - 2021年デビュー。

球団創立からカープ坊やデビューまでは、丸に鯉のペットマークを使用。当時のジャンパーにワッペンが張りつけられていた。また、1989年には、当時広島県内で開催された「海と島の博覧会」の公式マスコットであるアビ丸を広島市民球場での「ホームランガール」として起用した。

## 主なキャンプ地
- 宮崎県日南市：日南市天福球場、東光寺球場
- 沖縄県沖縄市：コザしんきんスタジアム

## キャッチフレーズ
広島は、チームスローガンではなくキャッチフレーズとして発表している。
- 1953年：闘志なき者は去れ
- 1973年：スピードとスリルある野球
- 1974年：HOTTER BASEBALL!
- 1975年：100%の努力（ルーツ）/ハッスルプレーでスリルあるエキサイトしたゲームを（古葉）
- 1976年：CHALLENGE '76CARP BASEBALL V2 DO ONE'S BEST
- 1977年：LET'S GO TO CHAMPIONSHIP
- 1978年：ALL MEN DASH!
- 1979年：LET'S SPARK!
- 1980年：3S BASEBALL (SUSPENCE SPEED START)
- 1981年：3A BASEBALL (ACTIVE ACTION APPEAL)
- 1982年：BIG JUMP HOT BASEBALL
- 1983年：START FROM ZERO
- 1984年：BLAZING BASEBALL
- 1985年：CHALLENGE TO FRESH BASEBALL
- 1986年：CONSISTENT CONCENTRATION（一貫した集中力）
- 1987年：3C (COMMUNICATION COMBINATION CONCENTRATION)
- 1988年：RETURN TO FUNDAMENTALS（基本に帰れ）
- 1989年：WINNING SMILE
- 1990年：STRIKING AVNEW（新たなる爆発）
- 1991年：WILL TO VICTORY
- 1992年：VALUE OF VICTORY
- 1993年：RED CHARGE
- 1994年：TOTAL BASEBALL
- 1995年：TOTAL BASEBALL II FORWARD EVER
- 1996：TOTAL BASEBALL III OVER THE TOP
- 1997年：TOTAL BASEBALL R S REALIZAR SUENO（夢の実現）
- 1998年：TENGA CONFIANZA（己を信じて）
- 1999年：YES, WE CAN
- 2000年：START FROM ZERO ZERO
- 2001年：レッドアタック「攻めろ!!」
- 2002年：レッドパワー「燃えろ!!」
- 2003年：ライジングハート「たかぶるハートで」
- 2004年：WILL TO VICTORY
- 2005年：REBORN TO WIN「赤ヘル再生」
- 2006年：ALL-IN
- 2007年：ALL-IN
- 2008年：ALL-IN激
- 2009年：ALL-IN烈
- 2010年：We're Gonna Win 俺たちは勝つ
- 2011年：STRIKIN'BACK 逆襲
- 2012年：GROUND BREAKERS 破天荒
- 2013年：RALLYING TO ATTACK! 剣砥挑来
- 2014年：赤道直火 RED ALL THE WAY 赤く、熱く、真直ぐに
- 2015年：常昇魂 RED RISING
- 2016年：真赤激！ Burn it up!
- 2017年：カ舞吼！−Kabuku−
- 2018年：℃℃℃（ドドドォー!!!）
- 2019年：水金地火木ドッテンカープ
- 2020年：たった今 このAKAの子 舞いたった[注釈 49]
- 2021年：バリバリバリ
- 2022年：ガツガツGUTS!
- 2023年：がががが が むしゃら
- 2024年：しゃ！
- 2025年：遮二無二

## キーワード

### ピースナイター
2010年まで広島市への原子爆弾投下が行われた8月6日に広島の主催試合が編成された場合は、旧広島市民球場（マツダスタジアムも同様）は使用せず、岡山県倉敷スポーツ公園野球場（マスカットスタジアム）、福山市民球場などで行っていた。これは球場を保有している広島市が、8月6日を原爆記念日として休日となっているためであった。また旧市民球場は広島平和記念公園に近いため、当日の記念式典などによる参拝・参列者が多数訪れ、交通機関も混雑することも考慮した上での措置であった。
旧市民球場が閉場となる2008年には8月6日に試合を行う方向で検討もされたが、日程上の都合で実現しなかった。その代わり、平和市長会議（現・平和首長会議）が掲げている「2020ビジョン」に賛同する形で「折りづるナイター」として、同月26日（対東京ヤクルトスワローズ戦）に開催された。
新スタジアムに移転した2009年（対中日ドラゴンズ戦）からは名称を「ピースナイター」に改称。以降は生協ひろしまなどの協賛により毎年開催されている。
2011年は、53年ぶりに本拠地（マツダスタジアム）で対巨人戦が開催された。
2015年の試合では限定ユニフォームも着用された。
2024年は日程の都合で8月6日ではなく、終戦記念日の前日である8月14日に開催した。

### 経営事情
カープは当初、「広島野球倶楽部」として、広島県、広島市、呉市、中国新聞社、日本専売公社（広島市に主力工場があった）、広島電鉄、東洋工業などの広島政財界の出資で設立された。運営資金が極めて少なく、1951年には早くも解散ないしは当時同じ中国地方の山口県下関市を本拠地としていた大洋ホエールズとの合併が検討されたが市民の猛反対に遭っている（「#8人の侍」参照）。この経験から資金集めを行う後援会が設立され、創成期のカープの運営を支えていくことになる。また「樽募金」と呼ばれる、ファンによる運営資金募集活動が起り、これは1960年代まで続いた。
しかし1955年には「広島野球倶楽部」の負債額は莫大なものとなり、もはや後援会でも手に負えなくなったと判断した広島財界は、負債を帳消しにするため「広島野球倶楽部」を倒産させ、新たに「株式会社広島カープ」を設立、初代社長に広島電鉄の伊藤信之が就任している。
1965年には近鉄バファローズとの合併計画が非公式に持たれ、仮に合併した場合は形式上カープが存続球団とする形で運営することが検討されていたが、2代目社長の松田恒次がそれを拒んでいる。それについては当該項の記事を参照。
1967年、東洋工業は株式会社広島カープを全面買収し、松田恒次は球団オーナーとなったが、これは当時、長期低迷するチーム成績に加えて広島市民球場 (初代)フィーバーが落ち着いたことで年間観客動員数が激減（1959年:862,965人 → 1967年:622,100人）していたことを受けて、出資者間の主導権争いを収拾しチームの運営を安定させる意図があったといわれ、東洋工業はあくまでもスポンサーの立場にとどまり球団経営への介入を控えた。さらに1970年代後半に住友銀行の管理下となった際に、松田家が球団と地元ディーラーの経営のみの担当となったことから、東洋工業→マツダは実質的にオーナー会社でなくなった。これはマツダがフォード・モーター傘下に入った1980年代以降も変わっていない。ただし、現在でも筆頭株主であることから（下記参照）、チーム名にマツダの旧社名が由来の「東洋」を残している。
現在もマツダは筆頭株主として球団株式の34.2%（22万1616株）を保有しており、運営会社はマツダグループに名を連ねている。またカープ選手のユニフォームの右袖やヘルメット、更にMAZDA Zoom-Zoom スタジアム広島のチケットにマツダの広告が出され、さらに2013年からアテンザを筆頭にマツダ車に採用された新色「ソウルレッドプレミアムメタリック」がヘルメットカラーに採用されるなど両社の関係は深い。
経営状態そのものは、親会社の資金援助なしでは莫大な赤字を出すことが常態である日本のプロ野球球団の中にあって、その親会社が無い独立採算制でありながらも良好であり、1975年度から2013年度まで39期連続で黒字決算となっている。特に2009年度はMAZDA Zoom-Zoom スタジアム広島開場初年という背景もあって、当期売上高が117億円余と過去最高を記録した。
ただし、この売上高の内訳については、2004年（65億円）が、放映権料収入（28億円）、入場料収入（20億円）、販売・広告料収入（12億円）で大半が占められていたのに対して、2009年（117億円）は、入場料収入48億円、グッズ販売20億円、飲食収入20億円とその構成比が大きく変わっている点に留意する必要がある。特にグッズ販売に関しては、2010年・2011年が14億円、2012年は16億5,000万円、2013年は19億5,000万円と、2009年以降も好調な売り上げを記録しており、売上高全体の約2割を占めるまでに成長した。これは2004年の球界再編を契機にセ・パ交流戦が実現。その影響で巨人戦を中心とした放映権料収入の激減が予想されたため、強い危機感を抱いた球団は、この時期からグッズ開発の強化、週末試合をナイターからデーゲームへ切り替えるなど、これまでの放映権料収入中心のビジネススタイルからの脱却を図っており、それが2009年以降に大きな成果となって現れている。
2009年に球場内の球団専用施設へ22億円を出資したことに続いて、2010年は一軍寮の建設（2億円）、2012年はクリーニング工場の建設、2014年は二軍選手送迎バスの更新（5,000万円）、マツダスタジアム横の屋内練習場建設（16億円）等、新球場完成後は設備投資も増えている。またドミニカ共和国のカープアカデミーは、2005年から球団の経費削減の一環として運営費が縮小されたため、投手の育成しか行っていなかったが、2013年から野手育成を再開している。
その一方、年俸総額順位はプロ野球12球団中、2007年の10位を除き、近年は11位以下である。
これは、1993年オフに導入されたFA(フリーエージェント)制度、そしてドラフトにおける希望入団枠制度の導入により、カープにおいては、1989年には8億円であった選手年俸総額が1997年には16億円と8年間で2倍に急騰、2002年には17億8,900万円に達したものの、2003年以降はドラフトで獲得した選手の伸び悩み、江藤智、金本知憲、新井貴浩、アンディ・シーツ、グレッグ・ラロッカと相次いだ主力打者の流出もあったため球団成績は低迷、結果として年俸総額が徐々に低下したことによる。ただし、マツダスタジアムが完成した2009年以降は外国人選手を多数獲得してきた影響もあって徐々にではあるが年俸総額が高まっており、2014年度は20億8,585万円となった。
このように経営状態は良好であるものの、球団の財務指標は公開されていないため、明確な支出状況は一切不明である。そのため、市民への一般公開を求める意見も存在している。
2020年は新型コロナウイルス感染拡大により公式戦の入場者数が制限された影響などを受け29億3,487万円の当期損失となり赤字決算となったものの、経営状況は良好で、赤字決算は1974年以来46年ぶりであった。売上高は2年連続の減収かつ前年比83億4,489万円減の85億5,735万円となり、9年ぶりに100億円を下回った。入場料収入は41億3,500万円減の16億6,000万円、グッズ収入は22億8,800万円減の13億5,600万円で、それらとは別に消毒やPCR検査などコロナ対策で約1億円を投じた。同時に、資本金をそれまでの3億2,400万円から5,000万円に減資したことで、税法上では中小企業の扱いとなり、税の優遇措置を受けられるようになった。

### スカウティングと育成
広島カープの特徴を挙げるとき、よく評されるのが「巧みなスカウティングと育成能力」である。特に1975年半ばから1980年代半ばの赤ヘル黄金時代には、広島を中心とした中国地方選手の育成・活躍もあり、広島経済の好調さなどの要因が相まって観客動員数を増加させた。つまり、好調な広島経済→地元選手を育成する地域密着→スカウティングによる補強→カープの活躍→観客動員の増加→球団経営の健全化→チーム強化への再投資→連覇という好循環が作用した。1979年 - 1980年シーズンの連続日本一は、この項環境が築き上げた金字塔といえる。これは広島で黄金時代の基礎となる選手を育てた根本陸夫が、その後チーム作りに関わった西武ライオンズや福岡ソフトバンクホークスでも同様のプロセスで球団の改革を行っている。またホークスが1993年に導入された新ドラフト制度（逆指名制度）やFA制度をフル活用した手法は、地元九州出身選手を獲得していく広島カープで見られた地域密着→チームの活躍→再投資という好循環のメカニズムを新たに発展させたものとする論調もある。またオリックス・ブルーウェーブが1995年の阪神・淡路大震災という負の遺産を背景として、一時的に地域密着効果を生み、観客動員を増加させたのは、広島カープに見られた観客動員数の増加→補強の充実→チームの活躍→再投資というメカニズムが見られたとも論じられる。

### FA宣言選手への対応
1993年に日本プロ野球でもFA制度が導入されたが、導入当初の広島は「FA権の行使後の残留（FA残留）は一切認めない」という方針であった。これは、FA権を行使した選手の年俸および契約金が翌年以降の活躍如何に拘わらず高騰してしまうリスクがあるためであり、資金力に乏しい広島の経営を圧迫する危険性があるからである。また、松田耕平前オーナーの『球団は家族。選手は子供。両天秤にかけて家族を選ぶ子供が居るだろうか』というチーム観が遺訓として残っているという事もある。しかし、選手にとっては他球団の評価を聞くにはFA権の行使が必要であるため、浅井樹（当時選手会長）や金本知憲などのベテラン選手はFA残留を認めるように球団と再三交渉をしてきたが、結局認められず、行使した金本は残留の選択肢がないため阪神へ移籍した。
そんな中、2006年オフにエースの黒田博樹がFA宣言を示唆する発言をした。投手陣が弱体化している球団にとって、唯一安定した成績を残していた黒田の流出はチームの死活問題となりかねなかったため、この時は例外的にFA残留を認める方針を掲げた（結局黒田はこの年は行使せず残留したが、翌2007年オフにロサンゼルス・ドジャーズにFA移籍。その後、2015年より広島に復帰）。この影響で球団もスタンスを変更し、現在ではFA残留を基本的には認めないと、態度を軟化させている。
事実、2007年オフに新井貴浩が、2008年オフに東出輝裕が、2018年オフに丸佳浩がFA権を取得した際、球団はそれぞれの選手のFA残留を認める方針であった事を明らかにしている（新井と丸はFA権を行使しそれぞれ阪神、巨人へ移籍（新井は後に広島に復帰）、東出は行使せず残留）。ただし行使後に残留に至った実例は2020年現在無く、中には2015年オフの木村昇吾のようにFA宣言するも獲得に乗り出す球団が現れず、広島との再契約も認められなかったため、FA選手で初めて他球団の入団テストを受ける事態となった例も存在する（木村はその後入団テストに合格して西武入りが決まったが、手続き上はあくまで「FAの行使による移籍」として扱われている）。
他球団のFA宣言選手の獲得については、2009年に日本ハムからFA宣言した藤井秀悟について調査し（実際には獲得戦線に参入せず）、2010年に横浜からFA宣言した内川聖一の獲得戦線に参戦していた。しかし内川はソフトバンクに入団したため、2022年現在広島はセ・パ12球団の中で唯一のFA選手獲得経験のない球団となっている。

### 地方開催

#### 初の地方遠征
カープ初の地方遠征は、1950年3月16日に福山三菱電機球場で行われた対中日1回戦だった。試合は2-5で敗れたが、四回裏に中日・杉下茂から白石勝巳がレフトスタンドに記念すべき球団第1号ホームランを放っている。また、19歳のルーキー・長谷川良平が先発としてマウンドに上がり、プロとしての第一歩を踏み出した。企業の敷地内にある球場でプロ野球が行われたのは、当球場の他、3か所のみといわれる。
6月7日には、広島県内で初のビジターゲーム・大洋対広島六回戦が現在三次市の十日市町営野球場で行われた。
開催地はこの数日前に草競馬が催された河川敷。馬糞が所々落ちている雑草茂る原っぱである。客席は三塁側が川の堤で傾斜面がスタンド。平坦な一塁側は馬車や荷車を並べて観客席を作った。座布団代わりに一束二十銭で麦の藁束を売り、品切れになると隣の田んぼからいくらでも補充した。両軍ベンチは馬が繋がれていた丸太ん棒に板を打ち付けた即席ベンチ、勿論屋根はない。ベンチ前にはバケツが置かれ、消防団員が手押しポンプのホースを伸ばし、近所の農家の井戸から水を汲み上げバケツに注ぐ。これが選手たちの飲み水である。スコアボードは小学校の黒板。1枚では数字が読みにくいと2枚並べた。外野柵は、所々に青竹を立てて荒縄1本を腰の高さに張り巡らせた。両翼のポールがないことに試合直前に気付き、慌てて田んぼから稲干し用の丸太を引っこ抜いて立てた。
この環境で公式試合がスタート。雑草やデコボコのグラウンドで、5回にしてカープが早々全員安打の15安打、7回には二死から四球1つをはさんで8本の長短打を放ち10点。ゲーム途中で先発全員得点、全員打点、毎回安打、1イニング3本塁打を記録。カープがこの試合で記録した28安打は、2022年終了時点でもセ・リーグ記録である。22得点は球団記録。日本各地に河川敷の野球場はあるが、プロ野球の一軍公式戦が行われたのはこの試合だけといわれる。
この試合を現地で取材したプレスは、朝日新聞、共同通信社、読売新聞の3社のみで、野球担当になって間もない記者はスコアブックの記入に苦戦した。この試合から両チームの打ち合わせで、外野柵の縄張りの上を越せば本塁打、下をくぐれば二塁打と取り決めた。この試合で外野にお客を入れたかは分からないが、その後外野にお客を入れるとファンがカープに有利になるよう縄を動かした。これで問題を起こしたのが後述する「ナワ・ホームラン」である（#疑惑の本塁打）。

#### 全国各地での主催試合
カープは、かつては積極的に地方遠征を行っていた時期があり、日本ハムの北海道移転や楽天の球団創設以前は東日本と北陸を中心に、北は北海道から南は鹿児島まで、全国各地で主催試合を行ったことがある。
球団創設当時の1950年代は主に広島県のその他の球場でも開催されたが、その後は上記の倉敷、福山以外にも、尾道しまなみ球場、米子市民球場、松山中央公園野球場（坊っちゃんスタジアム）など、中国・四国地方の球場で多くの主催試合が開催された。
特に1980年代から1990年代にかけては北海道と東北6県全てで主催試合を行うなど広範囲で地方開催を行ったこともあり、とりわけ東北地方への遠征が多く、5月から7月にかけての週末にはよく東北各地の野球場（福島県営あづま球場、宮城球場、岩手県営野球場、秋田市八橋運動公園硬式野球場など）でデーゲームを開催していた。1980年代半ば〜後半のバブル経済全盛期には二軍の拠点を広島とは別途に、関東や東北に設置する構想もあった。
さらに、他球団のファンが多い地域や、他球団がフランチャイズとしている自治体に程近い地域で主催試合を行うケースも多かった。1989年には群馬県前橋市の群馬県立敷島公園野球場と新潟県新潟市の鳥屋野運動公園野球場で対ヤクルト戦を開催し、1990年から1997年にかけては中日のテリトリーである岐阜市の長良川球場で対中日戦を開催したほか、北陸地方（福井県営球場、石川県立野球場、富山市民球場アルペンスタジアム、ハードオフ・エコスタジアム新潟）で対阪神戦を開催した。これら以外にも、他球団の地方主催試合の対戦相手となることも多かった。
また、2000年代も半ばごろまでは東北地方のほか、長野、金沢・富山・福井の北陸3県でも主催試合を行った。このため、当時の主力選手であった金本知憲は現役時代、のち移籍した阪神タイガース時代も含めてフランチャイズ制導入以降では史上2位タイとなる33球場で本塁打を放ったというエピソードもある。
新規竣工、もしくは大規模改修が完了した地方球場で主催試合を開催するケースも多かった。広島県内では1993年に呉市二河野球場で改修後初のプロ公式戦を開催したほか、2009年には当時竣工したばかりのみよし運動公園野球場（三次きんさいスタジアム）で「球場開き」を飾っている。また、県外の地方主催公式戦でも同様のケースが多く、2003年には秋田県立野球場（こまちスタジアム）で、2009年にはハードオフエコスタジアム新潟で、それぞれ球場開きを飾ったほか、2000年8月21日に長野オリンピックスタジアムではセ・リーグ初の公式戦（対ヤクルト戦）を開催している。
だが、2000年代半ば以降はセ・パ交流戦の影響や新本拠地での観客動員数の大幅増加もあり、地方開催は縮小されていった。地方開催は2003年頃までは概ね年間10 - 13試合程度あったものの、特に本拠地が現在のMAZDA Zoom-Zoom スタジアム広島に移転した2009年以降は、中部・北陸にて若干行われた以外は三次や呉といった広島県下の球場での開催にほぼ限られるようになった。2010年では4試合にまで減り、特に黒田博樹が広島に復帰した2015年以降はファンが急増したため本拠地のチケットが入手困難化したこともあり、2016年以降は三次・呉・尾道いずれかの広島県下での1 - 2試合に留められるようになった。2020年は新型コロナウイルス感染症拡大の影響で開幕が6月に延期され試合数も短縮された影響で地方開催は行われず、主催試合は全60試合ともMAZDA Zoom-Zoom スタジアム広島で開催された。2021年以降も同様に地方開催は行っていない。
なお、二軍に関しては、2021年に弘前市運動公園野球場にて二軍交流戦（対東京ヤクルト）2試合を開催予定であったなど僅かに地方開催を続けているが、この2021年の弘前市での試合は新型コロナウイルス感染症拡大への懸念から全て中止となった。一軍では上記の通りマツダスタジアム以外での主管試合は2021年以後行われてないが、二軍ではマツダスタジアムを含む広島県内各地での主管試合が組まれており、2023年は廿日市市HIROHAI佐伯総合スポーツ公園、エブリィ福山市民球場、三次きんさいスタジアムで開催予定である。

### 8人の侍
1951年開幕前、セ・リーグ内で「広島カープ解散」の案が浮上。広島球団の経営が選手の月給すら定期に払えない限界状態に達していること、補強策が整っておらず前年同様に最下位が決定的であること、それらの問題を抱えたカープがセ・リーグの評判を落としかねないこと、が主な理由だった。議案は同年3月16日に開かれるセ・リーグ理事会で可決の見通しまで立っていた。当時下関に本拠地を置いていた大洋ホエールズとの合併か、それとも解散かという瀬戸際の中、広島球団はあらゆる企業に出資の伺いを立てるが実らなかった。
3月13日、NHK広島放送局が「カープ解散」を報じた。解散の報を聞いたカープファン8人が自然発生的に集い、白石勝巳ら主力選手のサインや「必勝広島カープ」のメッセージが記されたバットを手に県庁、市役所、広島電鉄、商工会議所、中国新聞社へ乗り込みカープへの支援交渉を行った。この8人の名も無きファンの行動によりカープが市民から如何に愛されているかが示され、多くの広島の企業、広島市民・県民から援助を受けることとなった。広く援助を呼びかけるために球場前には樽が置かれた。この「樽募金」などに代表される支援で経営は多少の改善を見せ、球団合併・解散危機は回避された。

### 疑惑の本塁打
1953年4月1日、尾道西高校（現・尾道商高）の校庭で開かれた洋松ロビンス三回戦で、4回広島・白石勝巳選手の放った打球が右中間に飛び込む本塁打となったが、このプレーをめぐり洋松・小西得郎監督が異を唱え主審に打ち直しを要求した。先述のように三次での試合から外野柵の縄張りの上を越せば本塁打、下をくぐれば二塁打という取り決めがあり、この試合も校庭のため外野柵がなく、客席とグラウンドはロープだけで仕切られた状態にあった。そのため「広島を勝たせてやりたい、広島の選手に得点を与えたい」といったファンの欲望から「ロープをわざと前に押し出したのではないか」と猛抗議をした。それまでロビンス選手の打球が外野に飛来するとカープファンが縄を高々と差し上げ、カープ選手の打球が外野に飛ぶと縄を下げたりするので、小西監督も腹を据えかねていた。
当時公式戦を開催できる基準の会場が広島県内には少なかったため、学校や企業のグラウンドを会場にした試合は珍しくなかった。福山三菱電機グラウンドや大竹警察学校グラウンドでの開催もある。
そのわずか11日後の4月12日、今度は広島総合球場を舞台にした同じカードで、洋松選手の本塁打をめぐってファンがグラウンドに乱入し、小西監督と審判に暴行を加えるハプニングがあった。この日、第一試合は2-4でカープの負け。第二試合は終盤までカープリードで八回表、洋松の荒川昇治が走者二人を置いて、大田垣喜夫の速球をレフトポールに直撃する逆転スリーランを放ち、カープが逆転負けを食らうと「こんなもんがあるからカープが負けるんじゃ」とファンがその左翼ポールを引き抜いてしまうという珍事も起きた。この騒動には三つの遠因があり、荒川が「やーい、ザマーみろ!!」とスタンドで騒ぐカープファンをからかう仕草をやったこと、三塁の谷口塁審が先にフェアのジェスチャーをし、荒川が二塁を回るころ、改めて本塁打のサインを示し、ファンから見ればジャッジの訂正のように見えたこと、カープの石本秀一監督が騒ぎ出したファンを納得させようとマイクを通じて事情を説明したが、「自分はそうは思わないが、塁審がホームランであるというからー」などと曖昧なことを言うから、興奮したファンに油を注いだことであった。試合終了後、殺気立つファンが雪崩うってグラウンドへ乱入し、谷口塁審、杉村主審らに暴行を働いた。そのうち十数人のファンが長い左翼ポールを引き抜き、審判団の逃げ込んだ道具置場までポールを持って行き「審判、このポールのどこに当たったんじゃ! いえ!!」と叫び、さらにポールで道具置場のドアを突き破ろうとした。朝日新聞記者・塩口喜乙は暴れるカープファンを片っ端から撮りまくり、翌日の朝日新聞は社会面のトップにこの事件を掲げ、『週刊朝日』や『アサヒグラフ』も大きく取り上げた。結局夜まで審判団を缶詰めにし、警官隊が出動する騒ぎになった。
尾道の事件後、連盟から「内外野の柵は縄を使用してはならない。なんらかのフェンスを設置すること」という指示が出て、大竹市の自衛隊演習場で開催された4月16日の巨人二回戦は、急遽、鉄筋コンクリートの建物を作る際にセメントを流し込む囲い板でフェンスが作られた。

### 幻の本塁打
2015年9月12日、阪神甲子園球場で行われた阪神タイガース戦で、12回表、1死ランナーなしから広島・田中広輔の打球が左中間フェンスのスタンド側に張られたワイヤーで大きく跳ね返り外野を転々としていた。田中は三塁で止まったものの広島側のベンチはホームランをアピールした。審判団はビデオ判定による協議でフェンスのグラウンド側で跳ねたボールインプレーと判定し三塁打とした。後続打者は凡退し2-2の引き分けに終わった。
試合後、カープはNPBとセリーグ両事務局に抗議文を送り、NPBは一度フェンスを越えていたと誤審を認めたものの記録や成績の訂正は一切行わないとした。広島はシーズンを69勝71敗3分で終え、3位阪神とは0.5ゲーム差で4位となりクライマックスシリーズを逃した。この試合に勝っていれば広島は70勝71敗2分（勝率.496）、阪神は70勝72敗1分（勝率.493）で広島が3位になっていたので非常に大きな誤審になった。
なお、2015年はBクラスで終わったため本来は2017年の開幕権はなかったが、3位の阪神が返上したため、2017年はマツダスタジアムで開幕戦を迎えることとなった。（詳細：阪神タイガース#主催ゲームの開幕戦）

### 史上初の中止試合
市民球団として誕生したという生い立ちからファンの応援は他球団に比べ、より熱狂的といわれ、カープ可愛さの余り、時に暴走を繰り返し、全国に汚名を晒した。最も有名なのは初優勝へ驀進する1975年9月10日の対中日戦で、ファンがグラウンドに乱入して中日の主力選手に怪我を負わせた事件であるが、1964年6月30日に市民球場で行われた阪神との試合では、審判を責め立てて、審判の誤審という不祥事によるプロ野球史上初の中止試合を起こしている。これは「広島事件」とも呼ばれる。カープ攻撃中の2回裏無死一（走者：興津立雄）、二塁（走者：藤井弘）の場面。カープの阿南準郎のバントフライを阪神の石川緑が地面スレスレで捕球した。しかし稲田茂主審が「土煙が上がった」とショートバウンドと判断しフェアの判定。このジャッジにより、走者は次の塁へ向けて走ったが、阪神は直接捕球を前提に、ボールを投手から一、二塁と転送し、三重殺をアピールした。ここから試合が中断し、VTRを見ても分からないぐらいの微妙なプレーだったが、協議の末、稲田主審ら審判団は石川投手が捕球していたと誤審を認めた。その上でカープ側に試合続行を求めた。当然カープはこれに応じず、カープ側はフライなら走者は進塁しないから三重殺は成立しない、フェアと一度宣告したのだから、「一死一、三塁」で試合を再開するのが当然と、ここから審判団に対して2時間半の猛抗議を行う。困った審判団は今日では有り得ないが、何と折衷案として阪神側に「一死一、二塁」からの試合再開を頼み込んだ。しかし阪神側もこの提案を拒否。2時間半の間、「解決に努力しているから少しお待ちください」と二度、場内アナウンスがあったが、何故揉めているかの説明が全くなく、ファンのフラストレーションを膨らませた。結局、試合中止が決定。観客席及び、フェンスが破壊され、試合中止を告げるアナウンスが流される頃には、約1,000人のカープファンが破壊したフェンスからグラウンドに雪崩れ込み、球場の窓ガラスを次々に破壊し、放送室も破壊、球場の施設のあちらこちらを叩き壊した。警官、機動隊100人が出動し、ファンの鎮圧に当たり、試合の続行は不可能な状況に陥った。阿南は「あの夜は球場を出るのが恐ろしかった。今では考えられないことだが、そういう時代だった」と話した。翌7月1日と7月2日の阪神戦も中止が決定。審判の誤審という不祥事によるプロ野球史上初の中止試合だった。主審の稲田茂は責任を取ってこの年限りで審判を引退した。二出川延明はこの稲田のミスについて「こういう場合は野手の動きをよく見るのがいい。ワンバウンドなら三塁に投げるのが常道だ」と話し、阪神の石川投手がすぐに一塁に投げたことから直接捕球だったのだろうと解説した。

### 沖縄県出身初のプロ野球選手
1964年入団の安仁屋宗八は、当時アメリカの占領下にあった沖縄県出身で沖縄高校（現、沖縄尚学高校）、琉球煙草を経てカープに入団、沖縄県初のプロ野球選手となった。その年は3勝しか上げられなかったが、その後入団する外木場義郎とともにカープを代表するエース投手として活躍し、通算119勝124敗の成績を残した。1975年に阪神タイガースに移籍したため、カープのチーム初優勝は敵チームとして見守る形となったが、1980年に復帰し、チーム初の連覇・日本一連覇のメンバーとなった。2005年には投手コーチとして復帰、白い顎髭をたくわえたサンタクロースのような風貌に加え、チームのユニフォームカラーが赤と白だったので「安仁屋サンタ」とも呼ばれて注目が集まった。厳しい走り込み、投げ込みを欠かさない、などの「安仁屋流」を確立するも投手王国復活はならず、その年限りで退団となった。

### 「カープを優勝させる会」
1966年に東京都に在住する広島県人の著名人有志が「カープを優勝させる会」という団体を発足させた。1957年に広島県出身者の阿川弘之、藤原弘達、木村功、桂芳久、杉村春子で「7の会」を結成（または毎年故郷の銘酒「賀茂鶴」を呑む「カモツル会」）。また成瀬数富と相談し、1965年に大宅壮一と梶山が発起人代表となって「広島カープを優勝させる会」を結成し（中心になって動いたのは前出の佐々木久子。発起人は東京で趣味の雑誌「酒」を編集・発行していた広島県出身の作家佐々木久子だった。この発足に梶山季之、石本美由起、新藤兼人、藤原弘達、木村功、杉村春子、森下洋子ら広島出身者と広島やカープ選手にゆかりのある灰田勝彦や富永一朗、その他、アンチ巨人で有名だった大宅壮一や梶山の飲み友達だった田辺茂一らが参加した。佐々木によると東京は巨人のファンだらけでうんざりしていて、しかも当時の広島も最下位か5位が当たり前、よくてBクラスの勝ち越しと予想されるほど弱かったため、「西から太陽が昇ることがあってもカープが優勝するどころかAクラスに入ることなんか絶対にねぇっ!!」と馬鹿にされていた。他球団のファンから見れば、永遠に優勝することは有り得ないという前提の元に成り立つジョークと考えていた。「このままでは東京コンプレックスがひどくなる。それを跳ね除けるには郷土の花たるカープを優勝させるべく応援しようではないか！」と立ち上げたのだそうである。一行12名で1967年の日南キャンプを激励に訪れたことを伝える『週刊文春』1967年3月6日号には「文化人のキャンプ地往来が盛んだが、ナント遠路はるばる宮崎県日南市の広島カープのキャンプ地まで激励にでかけた『クレイジー』な一行がある」と書いている。いずれおとらぬ毒舌家の集まりで、富永「ここの選手はクソマジメすぎ。サラリーマンみたいな選手じゃダメだ」佐々木「30歳を越えると急にジジくさくなるけど、プロ選手は早婚すぎる。家庭的パパなんてとんでもない話」などと苦言をぶった。何かとエロに結びつける梶山は「広島中のホステス嬢を女スパイに仕立てて、翌日の試合で活躍しそうな選手をマークしてピンク攻撃で骨抜きにすれば効果満点。当然、長嶋係、王係は常設する」などとぶった。梶山は「優勝したらカープの選手に芸者の総揚げサービス」と悪ノリ。しかし発足させたのはいいが2年後（1968年）に初のAクラス（3位）に浮上したのが精一杯で、佐々木の「カープが優勝、巨人は最下位」という叫びは痛々しく聞こえていた。しかし1975年チームが初のセントラル・リーグ優勝、しかも巨人初の最下位も実現するというおまけつきで、そればかりか優勝が決定したのは巨人の本拠地・後楽園だった。芸者サービスを確約した梶山はその5か月前に急逝していた。
こうして「カープを優勝させる会」は1975年に解散したが、とたんに低迷。これではいけないと佐々木は「再びカープを優勝させる会」を1978年に発足。するとチームは1979年に初の日本一、翌1980年には巨人以外ではセ・リーグ初となる2年連続日本一を達成した。

### 豪気エピソード
2016年2月11日、NHK-FMラジオ『今日は一日○○三昧』が、第162回「今日は一日“セパ対抗!プロ野球ソング”三昧2016」で、プロ野球に関連した歌を10時間に渡り流す企画を放送した。各球団の応援歌やプロ野球選手自身が歌う曲などが続々と流されたが、ひと際話題となったのが、1975年のカープ初優勝時にリリースされたこの年の優勝メンバーが歌い上げる「カープ選手かぞえ唄」だった。打順に沿って一番・大下剛史以下、自身のセールスポイントを生歌で披露する。戦時中に江田島の海軍兵学校で兵士たちに歌われた「兵学校数え歌」の替え歌であるが、サビは「そぃつぁ豪気だねぇ〜♪ そぃつぁ豪気だねぇ〜♪」と歌われる。1975年の初優勝から1980年代にかけての古葉監督時代のカープ選手やコーチは、強面が多く、それに纏わる数々の豪気エピソードが、オールド野球ファンから懐かしネタとして今日でも伝説的に語られる。2023年も営業を続ける広島市中区の「ヘアーサロン十日市」で山本浩二らが球界で初めて導入したとされるパンチパーマが一時、プロ野球選手のヘアスタイルを席巻した。また球団から支給された移動用のスーツが、白の上下に白のテカテカ光るエナメルシューズ、紫の開襟シャツで、パンチ頭にグラサン、金のブレスレットやネックレス、小脇にヴィトンのセカンドバッグをこれに合わせる者もおり、それは迫力のある出で立ちで、新大阪駅や名古屋駅に降りると、その筋の人たちが道を開け、丁寧にお辞儀をしたといわれる。また当時の選手は酒豪が多く、新幹線に食堂車があった時代に食堂車の酒が全部無くなったというエピソードが、芸能人の豪気エピソードとして語られるが、この元祖もカープである。カープが初優勝を決めた日にビールかけをやった後、帰広する新幹線の中でも飲み続け、新幹線のアルコールが全部無くなったという話を聞いた釜本邦茂は「我々もやったろう」と遠征帰りにヤンマーのチームメイトとそれに挑戦し、「新幹線の飲み比べでいうと、70年代のカープかヤンマーかという時代だった」と述べている。

### 日本シリーズMVPの自動車
カープは過去に1979年、1980年、1984年の3回、日本シリーズに優勝している。通常は日本シリーズの最優秀選手にはトヨタ自動車から自動車が贈呈されるが、この3回はそれぞれ最優秀選手になった高橋慶彦、ライトル、長嶋清幸の各選手には球団のスポンサー企業であるマツダからの自動車が贈呈された。
ただし、カープが敗れた1975年、1986年、1991年のMVP選手（1975年:阪急 1986年・1991年:西武）には通常と同じくトヨタ自動車製の車がプレゼントされている。
なお、マツダはその後NPBオフィシャルスポンサーとなり、2017年にトヨタ自動車と資本業務提携を結んでいるが、2007年以降日本シリーズ最優秀選手に対する自動車の贈呈は中止された。

### 日本球界初のアカデミー
MLBでは、各チームが将来有望な選手を育成するための研修組織としてドミニカ共和国とベネズエラにアカデミーを開設しており、毎年夏期にはそれらの対抗戦「サマーリーグ」が開催されているほど野球熱が高い。（マイナーリーグ・その他の項参照）
日本ではそれまで下部組織は国内の二軍だけだったが、チームがMLBなどで活躍する一線級の選手を獲得することでの予算の問題、また純国産打線での戦力低下などによる数々の難点を危惧したことを受けて、上記MLBのアカデミー制度に注目。1990年に日本球界史上初のアカデミー、カープアカデミーをドミニカ共和国に開設し、「開設5年後をメドに日本に送り出す」ことを目標とした。その結果1995年にチェコ投手がアカデミー出身選手初の現役選手登録を果たした。その後もペレス、ソリアーノ、ペルドモらが同アカデミーから来日し公式戦でプレーした。この他、公式戦出場はなかったものの、1992年に同アカデミー出身の選手が支配下登録されている。

### 背番号0の男
1983年、長嶋清幸が背番号0で公式戦に出場した。背番号0は戦後初期の頃に公式戦に出場しないブルペン捕手等がそれをつけた事例があったが、公式戦出場者では日本プロ野球史上初のことだった。この長嶋が全試合出場を果たし、一躍レギュラーとなったことから背番号0は他球団にも広まっていった。

### クモ男
1990年5月12日の対巨人7回戦（広島市民球場）。6回表の巨人の攻撃が始まろうとした19時20分、黄色の風呂敷で頭と顔を包み、黄色の忍者のような服装、背中にリュックサック、足に黒色の地下足袋を履いた男が出現。一塁側ダグアウト付近からまるでクモのような動きでバックネットの頂上までよじ登り、リュックサックから垂れ幕を取り出しネットに掛けて広げた。向かって右から「巨人ハ永遠ニ不ケツデス！」「ファンヲアザムクナ！」「天誅！悪ハ必ヅ滅ビル！」。この他にもう1本、「カープハ永久ニ不滅デス」と書いてあったと言われるものがあったが、リュックから取り出す際にグラウンドに落としたため掲げられなかった。垂れ幕をネットに掛け終えると、三塁側巨人ダグアウトに顔を向け何事かを怒鳴った。さらにネット上で3本の発煙筒をたき、煙玉とオモチャの手裏剣を投げた。
約9分後に男は降りて来たが、飛び降りた際に足を骨折、そのまま待ち構えていた警察官によって威力業務妨害の現行犯で逮捕された。男は東広島市に住む39歳の農業経営者であった。男は後日威力業務妨害罪で略式起訴され、罰金20万円の刑事処分をうけた。
この事件については当日、NHKが試合を生中継していたため、中継内でも一部始終が放送された。
事件の顛末について、2018年3月2日に放送された『爆報! THE フライデー』（TBS系）にて、男が匿名を条件にVTR出演した。男が事件を起こした背景に、当時世間で問題になっていた巨人選手（特に桑田真澄）の裏金問題があり、それに対する不満があったという。当然、巨人ファンからバッシングされることとなり、男の家族も警察の要注意人物となり、バッシングが及んだという。番組では、当時試合に出場していた川口和久が男の元を訪れ対面。川口は、この事件でペースが狂いチームが試合に敗れ、自身の成績にも影響が及んだことを話すと、男は深々と謝罪した。

### ベースボールドッグ
ファンサービスの一環として2005年3月12日に広島市民球場で行われたソフトバンクとのオープン戦で、日本球界初の試みとして審判にボールを渡す役目であるボールボーイならぬボールドッグを雄のゴールデン・レトリバーのミッキーが務めた。3回裏と5回裏終了後にボールが3個入ったカゴを口にくわえて登場したが、ボールを3つ全て渡さずに1個残したまま持ち帰ったり、ボールを審判ではなく捕手に渡そうとするハプニングもあった。ミッキーの8歳の誕生日でもある4月10日のヤクルト戦で公式戦デビューを果たし、5月21日の楽天戦では球団が特注で用意した背番号111のユニフォーム姿で登場している。その後カルビー社発行のベースボールカード（プロ野球チップスに内包、数量限定）に採用されるなど、人気は全国区のものとなった。9月2日の巨人戦では5回裏終了後にミッキーを加え広島県下の101匹の犬が広島市民球場のグラウンドを行進するというイベントも開催された。
あまりの人気によりミッキーの自宅にまで押しかけるファンが現れたことや高齢（犬の8歳は人間年齢では50 - 60歳にあたる）などによって一時は引退騒動も起きたが、ファンからの続投要請の声を受け2005年シーズン終了まで登板した。結果この年のチームの成績自体は最下位と芳しくなかったもののミッキーの登板は観客動員に大きく貢献した。なお2006年シーズンも4月4日（阪神戦）、4月25日（巨人戦）、5月16日（西武戦）に登場した。
この人気は他球団に波及し、2006年からは千葉マリンスタジアムでもテレビ東京の番組『ペット大集合!ポチたま』とのコラボレーションでラブラドール・レトリバーのエルフをベースボールドッグとして採用。2006年6月4日（ロッテ戦）にミッキーと共演を果たした。また、オリックス・バファローズは、2006年にベースボールドッグに対抗した「ベースボール・モンキー」としてボールのかごを持った猿の「ゴウ（背番号555）」を起用。しかし、エルフもゴウも、大観衆・大声援を前にしたストレスから体調を崩してしまい、ミッキーほど長期間にわたる活動は出来ずに終わっている。
2006年7月21日に神宮球場で開催されたオールスターゲームでは、球宴という大舞台でありながら完璧に仕事をこなした。ミッキーが広島市民球場以外でボールドッグを務めたのはこれが初である。
2007年以降は高齢のためベースボールドッグを引退し、広島県北広島町に住む飼い主の元で余生を過ごした。2009年4月8日、老衰のため11歳（ヒト換算で80歳）で死亡。同4月14日の本拠地の試合では球団旗を半旗にし、哀悼の意を示した。

### 応援方法の先駆者
広島は、プロ野球の応援スタイルに繋がる数々の応援方法を生み出したことでも知られている。豊田泰光は、「今のプロ野球の応援スタイルの起源は1975年の、あの“赤ヘルブーム”にある。熱狂的な広島ファンが、初優勝に向けてあの応援スタイルを作り出した」と述べている。ベースボール・マガジン社も、「日本のプロ野球の応援スタイルは、多くがカープの応援団がそのスタイルを確立したものと言って過言でない」と論じている。また、永井良和・橋爪紳也の共著『南海ホークスがあったころ』では、「広島の応援団は、日本のプロ野球界の共有財産となるような応援スタイルを生み出していった。その方向性は1975年の広島からもたらされたといっていい。広島カープのファンは、プロ野球の応援に関するかぎりイノベーターの称号を与えられるにふさわしい」と論じている。
- トランペット応援・選手別応援歌
  - 鳴り物などを使用した騒がしい応援スタイルは、一高三高定期戦など、戦前から学生野球やアマチュア野球ではあった[出典 96]。プロ野球でも戦前チームをグループ企業全体を上げて応援するスタイルが見られたが[注釈 59]、戦後は手拍子や声援（野次）を中心にした応援が主流で、プロ野球の応援は比較的騒がしくはなかった[304]。1950年代にテレビ放送が始まると都市対抗野球が人気が出て応援が騒がしくなったが、プロ野球の応援が徐々に変化していったのは、カープ応援団が1975年、球場にトランペットを持ち込みコンバットマーチを演奏したのが大きなきっかけ[出典 97][注釈 60]。また1978年にはチームの中心選手である山本浩二を特別な形で応援するため[出典 98]、山本が打席に入る際に他の選手と異なる曲（通称"コージコール"）を演奏したことが選手別応援歌の始まりとされている[出典 99]。最初は声を合わせて「コージ」を繰り返すだけのものだったが、やがてトランペットのマーチに乗って、「かっとばせ! コージ」に変わり、他の球場でも「コージ」「コージ」の大声援が起こるようになり[311]、スポーツマスコミがこれを"コージコール"と名付けたことから[311]、トランペットは他の選手たち[311]、そして他チームの選手へも広がっていった[出典 100]。1979年には「花咲かじいさん」のテーマがコンバットマーチとともにトランペット応援で使用されるようになった。その内に、個々人のマーチに歌詞がつき、応援団だけでなく、球場に詰め掛けたファンが声をそろえて、声援を送るようになる[310]。プロ野球の応援に鳴り物が使われるようになったのは"コージコール"からで、この応援スタイルはこれ以降プロ野球に波及した[出典 101]。山本浩二は当時のプロ野球選手では珍しいファンクラブを持っていた[63]。
- ジェット風船
  - 1978年、カープの関西地区の私設応援団『近畿カープ後援会』のメンバーが、甲子園球場でジェット風船を飛ばしたのが起源という説[出典 102]と1984年、甲子園を中心に関西地区で活動するカープ応援団「大阪河内楠公会」のメンバーが紙吹雪に代わるものとして、大阪・松屋町の玩具問屋で購入した風船を飛ばしたのが起源とする説がある[310]。以後広島だけでなく、多くのチームファンが風船飛ばしを行っている。なお、2020年以降は新型コロナウイルス感染症拡大により、他球団も含めてジェット風船飛ばしは禁止となっている。
  - 広島ファンの飛ばすジェット風船の色について、以前は統一せず、カラフルであった。後に基本は赤一色となり、鯉のマークが入っている。なお7回だけでなく、勝利時にも飛ばす（勝利時も同じく赤一色）。
- スクワット応援
  - 応援歌に合わせて立ったり座ったりするスタイルは、1993年のオープン戦から地元の高校生のグループが遊びで応援していたのが徐々に広まっていった[出典 103]。最初はこの高校生のグループがやり始めると周りの数組が真似をしていただけだったが、数試合後には初回から誰かしらが始めるようになり、全体に広まった[298]。始めのうちはこの応援は立ったり座ったりするのが危険だという事で警備員に止められることもあった。この応援を1試合続けるとなるとかなりの運動量（『ズームイン!!朝!』の放送によると、約200キロカロリー）になるため、「カープファンはスクワット応援のための自主トレを行っている」「巨人の選手よりカープファンの方が体力がある」などとジョークのネタにされることもある。
  - 高木豊が数えたところ、1試合のスクワット回数は約700回（『伊集院光 深夜の馬鹿力』豆知識予備校より）。
  - 選手の応援歌を全く知らない人でも気軽に応援に参加することが可能で、新規ファンが増えやすい要因となっている。
- しゃもじ応援
  - 1975年の初優勝時、カープファンはスタンドでしゃもじを打ち鳴らして応援していた[296]。しゃもじは広島湾に浮かぶ宮島の名産品として知られ、「勝ちを召し取る（＝飯取る）」、また打ち鳴らした時の「カチカチ（＝勝ち勝ち）」という音からゲン担ぎとして使用されていた。また、高校野球において広島県代表が試合をする際に、しゃもじが応援アイテムとして使われることもある。しゃもじは1980年代半ばまで使用され、以後は危険防止のためしゃもじを打ち鳴らす応援は行っていない。
- メガホン応援
  - 応援に欠かせないアイテム、「メガホン」。デザインや用途も含め、年々進化を遂げるメガホンの起源といわれているのが、前述の「しゃもじ」といわれる[出典 104]。しゃもじ応援にヒントを得た応援グッズメーカーが、12球団それぞれのチームカーラーのメガホンやメガバットを売り出したところ、飛ぶように売れて広まったとされる[296]。前述のスクワット応援でも用いられている。
- 横断幕
  - 初優勝した年に、これもプロ野球では初めてかもしれない長さが20メートルぐらいある横幕をファンが持ち込んだ[316]。途中退団したルーツの言葉「可能性があれば失敗を恐れず最後まで全力を尽せ」「走る野球名采配古葉」「ガッツの大下盗塁王」「助っ人No.1ホプキンス」などが書かれた幕をタイミングよく、10人ががりで広げて外野席を駆け巡った[316]。テレビサイドから見ても絵になるためよく映し、好評を得て3人で始めたものがメンバーが25人に増えて「横幕会」として有名になった[316]。黒田博樹の2014年のカープ復帰は、2006年のシーズン終盤に市民球場外野席に「我々は共に闘って来た 今までもこれからも… 」と書かれた巨大横断幕が決め手になったといわれている[317]。また東京中野に「カープ工芸」という旗や幟を作る会社があり、経営者・百合藤等が東京のカープ私設応援団員で[63]、自作した応援旗を1970年代から、後楽園や神宮、川崎球場（当時の大洋の本拠地）で振り回していた[63]。百合藤氏は球団に頼まれ、羽田に到着する新外国人選手の出迎えなどもやっていた[63]。

### 多様なカープグッズと記念Tシャツ
数ある日本のプロスポーツチームの中で、もっとも企画力に富んだグッズを生み出し続けているのはカープであると言われている。TV放映権が下落傾向にある中、新スタジアムの建設問題に併せて、これも他球団に先駆けて、新たな収益源として、カープが考え出したのがグッズ戦略であった。かつては「文鎮にしか使えない物ばかり」と揶揄された時期もあったが、これまで数多くのシャレの効いたグッズを販売してきた実績がある。2006年には当時のマーティ・ブラウン監督のおなじみのパフォーマンスをモチーフにした「ベース投げTシャツ」を、2007年には山﨑浩司内野手が対戦相手を隠し球でアウトにしたことをネタにした「隠し球Tシャツ」まで販売した。その後もパンツやギターに台車、壁掛時計など、プロ野球チームのグッズとしては物珍しい商品を次々と販売している。
この他にも、ブライアン・バリントン愛用の爪磨きや、キラ・カアイフエなどの顔がデザインされたアロハシャツといったユニークな商品に加え、iPhoneケース、バッグなどもデザインが豊富で、すぐに売り切れになってしまう商品も多い。また、初勝利を収めた新人投手や、劇的なサヨナラ本塁打を打った選手の枚数限定Tシャツを即座に販売することもよく知られている。この限定Tシャツの人気は高く、特に2014年に発売したTシャツの売れ行きは絶好調であり、九里亜蓮や大瀬良大地の初勝利を記念した限定Tシャツは販売当日に完売している。さらに、2014年4月2日の対ヤクルト戦、堂林翔太のシーズン初本塁打によるサヨナラ勝利を記念した400枚のTシャツを、4月4日12時からインターネット限定で発売したが、わずか5分で完売した。
広島カープ愛にあふれる街のイメージは全国でも広く定着している。丸佳浩が「千葉から広島に来て、カープという球団が広島の人にとってすごい身近な存在だということに驚いた。どこもかしこもカープで、コンビニでは普通にグッズが置いてある。広島ってこういうところなんだと新鮮なカルチャーショックでした。僕の出身の千葉はロッテのお膝元ですけど、ありえないです」と話したことがあり、地元民にとって「コンビニにカープグッズ」は当たり前である。
カープの影響力の強さから広島の色と言えば「赤」を思い浮かべる人が多い。「赤」は伝統的に色彩マーケティングでも購買色や興奮色と言われるカラーであり、応援グッズがカワイイことも、カープ女子増加の要因の1つという見方がある。球界でも一番商品開発をして、最も物販の規模が大きいのもカープである。球団によってはグッズを売ってもロイヤルティーしか入らないところもあるが、カープは製作から販売まで自前。自主製作であることから、製品のアイデア出し、作成までのリードタイムが短い。サヨナラホームランが出た夜に企画会議をやって2日後にホームラン記念Tシャツを販売したこともある。球団の収入に直結し、2009年にマツダスタジアムに本拠地を移して以来、3億 - 4億円だった売り上げは、2014年に20億円以上を売り上げ、球団収入の20%を稼ぎ出し、十数年で15倍に伸ばした。25年ぶりにリーグ優勝した2016年には記念商品などで収益を押し上げ、グッズ収入は前年比17億3千万円増となる過去最高の53億円となり、球団の全売上高の30%近くを占めるまでに成長した。他球団で、このような高い比率を持つところはない。また、地元企業を大切にしており、丸天産業とタイアップした選手の顔が入ったマスキングテープや、田中食品の「カープふりかけ」など、地元産業と提携して数々の実績を上げている。

### 広島県内におけるカープの影響
広島県民のほとんどはカープファンで、親がカープファンならその子供もカープファンになる。広島では天気の話題とカープの話題は同列に語られる。2016年に25年ぶりのリーグ優勝を決めた東京ドームでの巨人戦でのNHK総合テレビ広島地区の視聴率は、平均で60.3％、瞬間最高は71.0％を記録したように、「地元での愛され方が他球団と違う」と豪語されるほど、広島県内におけるカープの人気は絶大なものがあり、県内の至る所でその影響を受けたものが散見される。
- ローソン他マツダスタジアム近隣の商業施設
  - 広島駅からマツダスタジアムに至る「カープロード」[334]沿いと、スタジアムに隣接するローソン2店舗の正面看板が、通常の青帯ではなく世界でもここしかない赤帯になっており[331]、通称「赤ローソン」と呼ばれ、県外からのカープファンの観光スポットになっている[出典 117]。なお、「赤ローソン」の通称は臙脂色の看板を使用したナチュラルローソンでも使用されている。
  - また、カープロード沿いにはどちらも日本唯一である赤い東横イン[336]や赤いアパホテル[337]も存在する。
- カープ電車
  - 広島電鉄およびJR西日本が、カープのロゴやカープ坊や、スライリーなどを利用したラッピング電車を運行している。広島電鉄のカープ電車[338]は、選手による車内アナウンスや、ファンによるメッセージが車内に掲示されている。
  - なお、カープ電車ではないが2015年にJR西日本が広島地区に導入した227系（0番台）は赤を基調としたデザインであり、この色について同社のプレスリリースでは厳島神社の大鳥居、広島県木のもみじと並んで「広島東洋カープをイメージした」との記載がある[339]。また、側面行先表示器にカープ坊やの表示が落成時から用意されており、2016年のリーグ優勝以降、日本シリーズや優勝時に特別表示を実施している[340]。

- テレビ・カープ中継・カープ番組
  - ホームゲームは基本的に全試合広島ローカルの形で中継される[出典 118]。これは広島のローカル局である中国放送、広島テレビ放送、広島ホームテレビ、テレビ新広島の4つが放映権を持ち、各局持ち回りで放送するためで[出典 119]、ナイターの場合は各キー局のプライムタイムで放送される全国放送の番組を潰してカープの中継が優先される[出典 120]。この慣例はテレビ中継が始まった頃から続く長いもので、勿論これは通常の全国番組よりカープ中継の方が視聴率を獲るためである[24]。また広島のローカル局での夕方のニュースにはカープコーナーが設けられている他[332]、大抵短命ながら各局でカープを扱うバラエティ番組が放送される（#放送・配信）。

- 教育・労働現場
  - 広島市内の小中学校には「カープについて考える授業」が存在し[333]、2015年5月30日放送の『ジョブチューン アノ職業のヒミツぶっちゃけます!』では湯崎英彦県知事によってその様子が紹介された[331]。
  - 2015年3月には、広島労働局が国が進める「働き方改革」の一環として「カープの試合が地元である日をノー残業デーにする」という案を発表し、この時職員はカープのユニフォームを着用して会見を行なった[343]。

### 広島県外のカープファンの増加
広島県外のカープファンは、元々その多くが広島県出身者ないしその近親者であるが、特に北海道にある北広島市は広島県人が開拓した街でもあるので、その流れで旧来からカープファンが多く見られる（ただ、現在は地元球団である日本ハムを応援する人も増えている）。他にも、広島とは縁はなくとも同期のTBSアナウンサー・林美雄に影響されてカープファンとなった久米宏などの例や、「好きだった西鉄ライオンズが身売りしたので最も西の球団を選んだ」という理由でカープファンになった筑紫哲也などもいた。筑紫はカープファンの妙味は「ファンも勝敗だけに拘泥せず、"物語"を大事にするところ」などと話していたが、久米は「筑紫さんは戦争の歴史を刻んだ沖縄と広島に心を寄せ、地方球団、市民球団のカープを愛していました。筑紫さんは、"反中央""反権力"という自分の性格をカープに重ねたのではないか」と述べている。
広島出身者でないカープファンのアナウンサーとしては桝太一や、親族の影響でカープファンになった堀井美香、弘中綾香、NHK広島勤務時代にファンになった井上あさひらがいる。他に育った地域では周りはみんな巨人ファンで、カープは育てた選手がFAでみんな出ていって可哀そう、自分だけでもカープを応援する、無理やり連れて行かれた球場で「#宮島さん」やスクワットなどの応援にハマったなど、様々な理由でカープファンになった人が増え、2021年では人気は全国区となっているとされる。
1993年に球界はフリーエージェント、ドラフトでの逆指名の両制度を導入し、選手が所属先を選べるようになったことで、資金力に欠ける広島は主力の流出や有力新人の獲得で苦しみ、長期低迷したが、2013年には16年ぶりにAクラス入りしたことで、風向きが変わった。巨人や阪神、ソフトバンクのように補強に頼らず、若い生え抜き選手を地道に育成してクライマックスシリーズに初進出したことが世間の共感を呼んだ。松田元オーナーは「若い選手を育て、強いチームに勝つという球団の考えに賛同してくれているのでは」と分析した。
カープ私設応援団「緋鯉会」によると、関東地方のカープファンが増え始めたのは2003年頃からという。2013年時でファンクラブ会員1万5千人のうち、約2割が関東在住者だったといわれ、ファン向けフリーペーパーは、都内の飲食店に配布されるとすぐに無くなるといわれた。全国的にファンが増えたのは突然ではなく、大都市圏を中心にカープファンが増加したことで、東京ドームでの巨人戦は勿論のこと、2011年頃からの神宮球場でのヤクルト戦を中心に、関東のカープファンの作る列は少しずつ長くなっていった。『中国新聞』2012年8月19日付に「関東の『コイ党』沸騰 入場者数 昨年比1試合2700人増 チーム好成績 若手活躍期待」という記事が載る。ヤクルト球団によると「神宮球場の広島戦の観客動員数はこの（2014年までの)5年で三塁側を中心に倍近くまでふくれあがった」という。また、同球団営業部の黒石誠治課長は、広島戦が巨人戦、阪神戦に代わるドル箱になったとした上で「赤いユニホームばかりで（神宮球場が広島の）本拠地みたいな雰囲気になる」と驚いている。2014年頃は首都圏で行われる対カープ戦のビジター席は3-4割が女性だった。
2012年10月から12月まで放送された木村拓哉主演のフジテレビの「月9」ドラマ『PRICELESS〜あるわけねぇだろ、んなもん!〜』では、話のモチーフとして北別府学のサインボールが取り入れられた。また2013年1月 - 3月期の木10『最高の離婚』第一話では、開始20分過ぎに営業部社員濱崎光生役の瑛太が取引先と草野球をやってぎっくり腰になり、元カノでアロマテラピーのお店を経営する上原灯里（真木よう子）と再会。マッサージを受けた後、野球に無知な瑛太に真木が「あ、前に知り合いの人が言ってましたよ。野球好きの人には広島ファンと言っとけばいいって。通ぶれるらしいです」とアドバイスし、瑛太が「へ〜広島?」と答えるシーンがある。当時は唐突に聞こえたが、本作の脚本、坂元裕二がシナハン中に都内にカープファンが増えていることを知り、セリフに組み入れたものと考えられる。
2013年、阪神とのクライマックスシリーズにおいては甲子園球場のレフトスタンドから三塁アルプス席のほとんどが赤で埋め尽くされた。多くの阪神ファンが「こんな甲子園は見たことがない」と語った。本拠地・マツダスタジアムの平均観客数が増え始めたのは2014年のため、広島県外から先にカープファンが増えたと考えられる。カープファンの増加は2009年のアメリカのボールパークを意識したマツダスタジアムの開場や、2014年黒田博樹の復帰なども要因として挙げられる。地方球場においてもカープファンの盛況はめざましい。2015年6月23日の長野オリンピックスタジアムでの阪神戦では、延長になっても大勢のファンが残り、試合終了の午後11時47分まで必死な声援を送った（試合結果は６－６の同点）。2016年7月6日の石川県立野球場での中日戦（黒田博樹が日米通算２００勝まであと１勝を懸けて登板）でも、球場の半分を赤く染めた。
このように、広島とは縁もゆかりも無いカープファンが、地域、世代を超えてカープを応援するようになったことで、近年においては年々注目度を増している。

### カープ女子
2013年頃からマスメディアに盛んに取り上げられ、スポーツに於ける女性ファンブームの火付け役になった。

### カープ本
カープ女子の増加とともにカープ関連の本が多数出版された。「カープ本」は2005年ころから人気が出始めたが、カープ女子の拡大に貢献した『球場ラヴァーズ』の連載が始まった2010年10月頃はまだ「カープの漫画なんて隙間産業では、と笑われた」と作者の石田敦子は話している。しかしその後増え続け、2014年は過去最多の32点が出版され年末には『カープ本100冊。全部読んでみた』（広島野球ブックフェア実行委員会編）と題する本まで出た。"カープ本"という言葉も定着し、広島県立図書館では時折、カープ本特集の展示がある。1950年の球団創立から1975年の初優勝までの25年間に出た「カープ本」は1960年、カープ東京後援会の会長だった池田勇人が内閣総理大臣に就任直後に出版された『カープ風雪十一年』（河口豪著・ベースボールマガジン社）1冊のみといわれる。同書には巻頭に池田の写真と推薦文が載る。著者の河口豪はカープの元球団代表。1975年の初優勝で事情が一変、優勝から一週間後に『やったぞ! カープ』（山中善和著・たくみ出版）が出版され以降、『耐えて勝つ』（古葉竹識著・ベースボールマガジン社）など次々発行された。1980年代からはスター選手を取り上げた本が増え、2015年1月現在で「カープ本」は290点を越える。

## 主な歴代の球団歌・応援歌
- 「それ行けカープ 〜若き鯉たち〜」[373]（1975年 - 現在） - 歌・塩見大治郎、南一誠、鯉してるオールキャスターズ、Marquee Marblish BAND

過去の球団歌
- 「我れらのカープ」（1950年 - 1952年） - 球団結成時に制定[374]。
- 「広島カープの歌」（1953年 - 1974年） - 歌・RCC合唱団。1975年に「勝て勝てカープ」へ改題・編曲し、公式応援歌として継続使用（歌・塩見大治郎）。

応援歌
- 「燃える赤ヘル僕らのカープ」[373]（歌・事崎正司＝現・加納ひろし）ホームでビジターチーム先発投手交代時や9回裏に流れる（ビジターチームにリードされているか、タイスコアのゲーム）。マツダスタジアムのみで流される。
- 「勝鯉の女神」（歌・セレナ）球団公認
- 「宮島さん」（歌・加納ひろし）
- 「痛快! 赤ヘル音頭」（歌・柏村武昭）[373]
- 「ゴーゴーカープ」（歌・富永一朗）[373]
- 「Red 〜僕らの広島カープ〜」（歌・石田匠）
- 「わしを市民球場に連れてって。」（歌・堂珍嘉邦〈CHEMISTRY〉）
- 「勝利を我らに!〜Let's win!〜」（歌・鯉してるオールキャスターズ、Marquee Marblish BAND）
- 「カープロード」（歌・矢野昌大） 球団公認

### 宮島さん
得点が入った際に「宮島さんの神主が おみくじ引いて申すには 今日もカープは 勝ち 勝ち 勝ち 勝ち〜」と歌われる通称「宮島さん」は、1901年（明治34年）の「花咲爺」の替え歌で、明治時代に宮島の対岸である当時の地御前村（現在の廿日市市地御前）の野球大会で歌われ始めたものが元祖。「花咲爺」の替え歌は全国にあるというが「宮島さん」は最も有名な替え歌といわれ、替え歌としても100年以上の歴史がある。地御前の出身者が広島県立広島商業高等学校に入学し、応援歌として歌い出したのが広島県内で広まったきっかけ。広商野球部百年史には、1916年（大正5年）にはすでに歌われていたと記載されており、広商の生徒手帳にも歌詞の記載があり、同校に入学すると校歌とともに必ず覚えなくてはならない。広島ではその後、広島高等師範学校や、広商を始め広島代表が甲子園に出場すると宮島名産のしゃもじを「カチカチ（＝勝ち勝ち）と打ち鳴らして「いつも広商 勝ち 勝ち 勝ち 勝ち〜」などと応援したが、甲子園で広島代表と対戦した各県代表校の応援団が「これはいい」と、各地にこの応援歌を持ち返り、「宮島さん」の部分を各地の神社や山の名
前などに置き換えて（一部歌詞を変えて）歌うようになったという説もある。近年では甲子園での広島代表だけでなく、歌詞を一部変更して他県の代表校の応援歌としてもよく使われる。1988年夏の甲子園での広島商業6度目の全国制覇にあやかり、同年、山本浩二監督就任で、大下剛史、三村敏之がコーチとして入閣、広島出身の首脳陣を盛り立てようと、カープ応援団がカープの応援歌として「宮島さん」を取り入れた。「宮島さん」は、2017年2月22日発売の加納ひろしのアルバム『燃える赤ヘル僕らのカープ』に収録されている。

## 放送・配信

### 試合中継
地上波テレビ
- 『NHKプロ野球』 ： NHK広島放送局
  - ローカル中継は総合テレビで木曜・金曜ナイターと週末デーゲームを放送（年度により中国地方向け[注釈 63]だが、広島県他一部県向け[注釈 63][注釈 64]または広島県向け[注釈 64]で放送する試合もある）する他、週末デーゲームも年1試合を全国ネットで放送する。
  - NHK BSでも放送するが、BSと地元地上波との並列が、クライマックスシリーズなどの例外を除いて認められていないため、放送する場合は地上波放送のない試合に限定している。
  - ビジターゲームは対巨人戦・対DeNA戦・対ヤクルト戦・対中日戦・対阪神戦と交流戦の対日本ハム戦・対楽天戦・対西武戦・対ロッテ戦・対オリックス戦・対ソフトバンク戦を放送する（関東圏で開催する試合は全国ネット〈総合テレビまたはBS1のどちらか〉で放送することが大半だが、2023年には球団制作映像の利用によりロッテ主催試合の広島県域向け独自制作を実施した（実況・解説はオフチューブでリポーターは現地）。関東圏以外で開催する試合は全国ネット〈総合テレビまたはBS1のどちらか〉または中国地方向け・広島県他一部県向け・広島県向けのどちらかで放送）が、年度によっては放送がないカードもある。またビジターゲームについては関西・東海3県・東北・北海道ブロックとの相互ネットで放送することがある他、阪神主催ではオフチューブで実況を別制作したことがある。

- 『Very!カープRCC カープナイター/カープデーゲーム中継』 ： 中国放送
  - 対巨人戦はBS-TBS（地上波全国放送時はトップ&リレー中継[注釈 65]、広島県ローカル放送時は完全生中継）・TBSチャンネル1で放送するが、2011年以降は制作体制が異なり、TBSテレビのアナウンサー・解説者が東京からのオフチューブで放送。年度によりクライマックスシリーズが対巨人戦で地上波が広島県ローカル、BSがNHK BS1、CSがTBSチャンネルで各々放送する際にTBSチャンネルでは地上波同時放送とする場合がある。対巨人戦以外の試合も対戦相手のネット局でも中継するが、ネット局では実況を自社で差し替える[注釈 66]。
  - ビジター球団の地元局が別制作せずに解説者・リポーターを派遣して中国放送との共同制作扱いする場合は、TBS系列全国ネット時と同様に『S☆1 BASEBALL』の番組名で放送する（北海道放送にネットした2022年6月1日の対日本ハム戦など）。
  - ビジターゲームは対DeNA戦・対中日戦・対阪神戦（以上地元系列局の映像を利用）・対ヤクルト戦（映像を東通→TBSアクトの協力で独自制作）や交流戦のパ・リーグ球団主催ゲーム（球団制作映像を利用）は自社制作だが、対楽天戦は東北放送から、対日本ハム戦は北海道放送からのネット受けで各々放送。BS-TBS、TBSチャンネル2（DeNA戦のみ）ではDeNAやパ・リーグ主催の広島戦もTBSテレビ制作（球団公式映像を利用。日本ハム・ソフトバンク主催時は地元系列局での放送有無を問わず別制作）で中継。

- 『広テレ!完全カープ主義 DRAMATIC BASEBALL』[注釈 67]： 広島テレビ
  - 不定期で二軍の主催試合も自社制作で中継。対巨人戦は平日ナイター・週末デーゲーム、クライマックスシリーズ（巨人が出場する試合のみ）の試合もBS日テレ・日テレジータスで地上波同時放送（一部時間帯は裏送り）かつ日本テレビも制作に加わり（日本テレビからアナウンサーを派遣する。）、週末デーゲーム時は日本テレビとの2局ネットとなる他、個別の番販購入によりネット局が増加する場合もある（日本テレビや系列局との同時ネット時間帯は、リアルタイム字幕放送と連動データ放送を実施する関係で日本テレビが送出・配信）。対巨人戦以外も対戦相手のネット局でも放送することがあるが、局によって中継体制が異なる[注釈 68]。
  - ビジターゲームはDeNA戦・交流戦の西武・ロッテ・オリックス主催試合は球団制作映像利用による自社制作で、ヤクルト戦は日テレ・テクニカル・リソーシズの制作協力による映像も含めた自社制作で、対巨人戦は日本テレビから（ナイター中継は全国ネット、デーゲーム中継は全国ネット・日本テレビとの2局ネット・個別の番販購入による一部地域ネットの何れか）、対阪神戦は読売テレビから、交流戦の対楽天戦はミヤギテレビからの、対ソフトバンク戦は福岡放送からのネット受けで何れも放送[注釈 69]。BS日テレ・日テレジータスでは東京ドームの対巨人戦も日本テレビ制作で、BS日テレでは年度によっては交流戦の対ソフトバンク戦を福岡放送制作で何れも中継[注釈 70]。

- 『カープ応援中継 "勝ちグセ。"』 ： 広島ホームテレビ
  - 対巨人戦はBS朝日・テレ朝チャンネル2で放送するが、2013年以降は制作体制が異なり[注釈 71]、BS朝日・テレ朝チャンネル2はテレビ朝日のアナウンサー・解説者が現地乗り込みで中継する。対巨人戦以外の試合も対戦相手のネット局でも中継するが実況を自社で差し替える[注釈 72]。
  - ビジターゲームは対阪神戦を中心に、年度によっては対DeNA戦・対ヤクルト戦・交流戦のパ・リーグ球団主催試合を自社制作で中継（DeNA及びパ・リーグは、ビジター側の地元局が他系列または放送なしの場合、球団制作映像を利用）。BS朝日では甲子園球場の阪神主催、神宮球場のヤクルト主催、交流戦でのパ・リーグ球団主催の広島戦も朝日放送テレビ（阪神主催。地上波関西ローカルとは別制作）[注釈 73]・西武球団（西武主催）[注釈 74]・テレビ朝日（その他主催）[注釈 75]とBS朝日の共同制作で中継。

- 『TSS全力応援!Carp中継』 ： テレビ新広島
  - 対巨人戦はBSフジ・フジテレビONEまたはフジテレビTWOでも地上波同時放送（一部時間帯は裏送り）だが、2017年以降はスコア表示を、2018年以降はテーマソングをフジテレビ側で各々差し替え。対巨人戦以外の試合も対戦相手のネット局でも中継するが、局によって中継体制が異なる[注釈 76]。
  - ビジターゲームは対ヤクルト戦・対中日戦・対阪神戦・対DeNA戦、パ・リーグ主催の交流戦の対楽天戦・対西武戦・対ロッテ戦・対オリックス戦は自社制作で（対中日戦は東海テレビから、対阪神戦は関西テレビからのネット受けの場合あり）、対日本ハム戦は北海道文化放送からの、対ソフトバンク戦はテレビ西日本からのネット受けまたは自社制作（ホームチーム側が他系列局または衛星波で放送の場合は、球団配給映像を使用）のどちらかで放送。衛星波ではフジテレビONE（ごくまれにフジテレビTWO・フジテレビNEXT）でヤクルト主催をフジテレビ制作で、フジテレビTWO（ごくまれにフジテレビONE）で西武主催を球団制作で各々中継。またBSフジでもヤクルト・西武主催のいずれかまたは両方を放送することがある（前者はフジテレビ制作でフジテレビONEと同時放送。後者は球団制作だが実況はBSフジで別制作）

- 『サンテレビボックス席』 ： サンテレビ
  - 1973年から地方球場開催試合も含めて全て自社制作で中継。過去には広島非関与を含む阪神主催試合を在広各局がネット受けしたり（1971年はNETテレビ系列ネット番組扱いで阪神対巨人戦を広島ホームテレビが放送）、逆に広島主催のオープン戦を中国放送からサンテレビにネットしたことがあった。また中国放送では北陸地方開催の広島主催ナイターで、テレビ新広島では阪神主催デーゲームで映像提供を受けて実況を独自制作したことがある（後者はスコア表示もそのまま利用）。

衛星放送
- 『J SPORTS STADIUM』 ： J SPORTS
  - 在広局で地上波中継する試合を地上波同時放送（スコア表示とテーマ曲は差し替え）。NHKで中継する試合、広島県での地上波放送がない試合、地上波との同時放送で不可能な放送内容が含まれる場合や、対巨人戦以外のクライマックスシリーズ中継のみを自社制作にて放送。
  - ビジターゲームも対中日戦を東海テレビ・CBCテレビ制作（何れも地上波とは別実況。NHK名古屋放送局・テレビ愛知中継時はJ SPORTSで実況差し替え）で、交流戦の対オリックス戦・対楽天戦を球団制作で何れも中継。

- 『BS12 プロ野球中継』 ： BS12トゥエルビ
  - 年度によりオープン戦やセ・パ交流戦でのパ・リーグ各球団制作のビジターゲームを放送する場合があり、ビジター応援副音声として、BS12トゥエルビが広島応援実況を独自制作している（西武・オリックス・楽天主催はホームチームの応援実況も球団公式と別制作。2023年からはホームチーム応援実況の別制作を全球団主催に拡大）。また2024年はセ・リーグ公式戦のDeNA対広島戦を放送した。

- 『ALWAYS Baseball』 ： BSテレ東
  - 年度によりセ・パ交流戦でのパ・リーグ各球団主催のビジターゲームをテレビ東京制作（地元局で地上波放送がある場合、ソフトバンク主催はTVQ九州放送との、日本ハム主催はテレビ北海道との共同制作）で放送する場合がある。
  - 広島県に系列局を持たないテレビ東京では2007年まで乗り込み自社制作（またはテレビ大阪およびテレビ愛知の制作）として系列局向けに対阪神戦、対中日戦を中継することがあった他、年度によっては対大洋戦・対ヤクルト戦も在広局と並列で放送した。現在はテレビ大阪・テレビ愛知・TVQ九州放送（交流戦の対ソフトバンク戦のみ）がローカル中継を自社エリア向けに制作している。
  - 過去には中国放送が、北陸地方開催の広島主催ナイターでテレビ大阪から、深夜の録画中継でテレビ愛知から映像協力を受けたことがある（実況は自社制作。スコア表示は各局のものを使用）。

- 『BS松竹東急ベースボールシアター』 ： BS松竹東急
  - 年度によりセ・パ交流戦でのオリックス主催のビジターゲームを球団制作映像と独自制作の実況で放送する（直近では2023年が該当）。また2024・2025年はDeNA主催のビジターゲームを放送。

- 『つながるスポーツライブ!』 ： BSJapanext
  - 年度によりセ・パ交流戦でのパ・リーグ各球団主催のビジターゲームを球団制作映像と独自制作の実況で放送する（直近では2024年の西武主催が該当）。

ラジオ
- 『NHKプロ野球』 ： NHK広島放送局
  - ローカル中継はラジオ第1で平日ナイター（主に木曜・金曜ナイター）と週末デーゲームを中国地方向けで放送[注釈 77]。週末デーゲームでは一部試合を全国ネットで放送する。
  - ビジターゲームは対巨人戦・対DeNA戦・対ヤクルト戦・対中日戦・対阪神戦と交流戦の対日本ハム戦・対楽天戦・対西武戦・対ロッテ戦・対オリックス戦・対ソフトバンク戦を放送する（関東圏で開催する試合は全国ネットで放送するが、まれに球団公式映像の関東圏以外で開催する試合は全国ネットまたは中国地方向けのどちらかで放送）が、年度によっては放送がないカードもある。
- 『RCCカープナイター／RCCカープデーゲーム中継』 ： 中国放送
  - 広島戦を全試合開始から終了まで完全生中継。JRN・NRNのクロスネット局のため一部系列局にも裏送り制作を行う。
  - ビジターゲームは、対ヤクルト戦・対DeNA戦・対巨人戦、交流戦の対ロッテ戦・対西武戦は平日ナイターはニッポン放送との同時ネットまたは裏送り、週末ナイターは文化放送からの裏送りで放送。週末デーゲームは対巨人戦・交流戦の対ロッテ戦はラジオ日本制作協力による自社制作または裏送りで放送。対ヤクルト戦はニッポン放送、対DeNA戦はTBSラジオからの裏送りまたは制作協力による自社制作のどちらかで放送。対阪神戦は朝日放送ラジオとの同時ネット、交流戦の対オリックス戦は裏送りで放送。対中日戦はナイターは東海ラジオ、週末デーゲームはCBCラジオ、交流戦の対ソフトバンク戦はナイターは九州朝日放送、週末デーゲームはRKB毎日放送、対日本ハム戦はナイターはSTVラジオ（週末は裏送り）[注釈 78]、週末デーゲームは北海道放送、対楽天戦は東北放送との同時ネット（火曜日は別制作分の裏送り）で放送。年度により聴取率調査期間やナイターオフ編成時の消化試合で乗り込み自社制作することがある。

インターネット配信
- 『J SPORTSオンデマンド』 J SPORTS
  - 広島主催分の全試合をリアルタイム配信、見逃し配信ともに実施[383]。
  - かつてはDAZNでも広島県外限定とする形で配信を行ったこともあったが、契約更新時に限定解除を主張するDAZN側と地元局の保護を理由に継続を主張する広島球団側とで条件が折り合わず、2025年現在は行っていない。

### 応援番組
テレビ
- E TOWN・SPORTS ： 中国放送
- 進め!スポーツ元気丸 ： 広島テレビ
- ひろしま深掘りライブ フロントドア ： 広島ホームテレビ
- 全力応援 スポーツLOVERS ： テレビ新広島

ラジオ
- それ聴け!Veryカープ!： 中国放送
- Veryカープ!バッチコイする応援団： 中国放送

## 取り扱う雑誌
- 広島アスリートマガジン - 選手が表紙に起用されている月刊誌。株式会社サンフィールド発行